# Musée national de Niš
Le musée national de Niš (en serbe cyrillique : Народни музеј у Нишу ; en serbe latin : Narodni muzej u Nišu) est un musée situé à Niš, en Serbie. Il a été créé le 1er avril 1933.
Le musée national accueille d'importantes collections archéologiques. Il conserve quelques pièces remontant à la Préhistoire, découvertes dans la région. Mais le fonds le plus important est constitué par les objets provenant du site romain de Mediana ; les périodes byzantines et médiévales sont également représentées dans les collections. Le musée possède une section présentant des objets et des documents historiques pour la période 1878-1941 ainsi qu'une section ethnologique, consacrée aux coutumes et à la vie quotidienne dans la vallée de la Nišava. Il abrite également une galerie de peintures, comprenant quelque 858 tableaux. Dépendant du musée national de Niš, on peut aussi visiter les collections de souvenirs consacrées à la vie et à l'œuvre de l'écrivain Stevan Sremac et au poète Branko Miljković.

## Historique
Le musée a été fondé le 1er avril 1933 ; parmi ses fondateurs figuraient Adam Oršić Slavetić, Rudolf Bratanić, Borivoje Gojković, Aleksandar Nenadović et Borivoje Popović. Pendant les premiers mois de son existence, il était installé dans la maison des professeurs (en serbe : Učiteljski dom), qui venait juste d'être construite,, puis il a été transféré dans la maison de Nikola Hristodul où a eu lieu son inauguration officielle le 22 octobre 1933 sous le nom de musée historique et ethnographique de Niš.

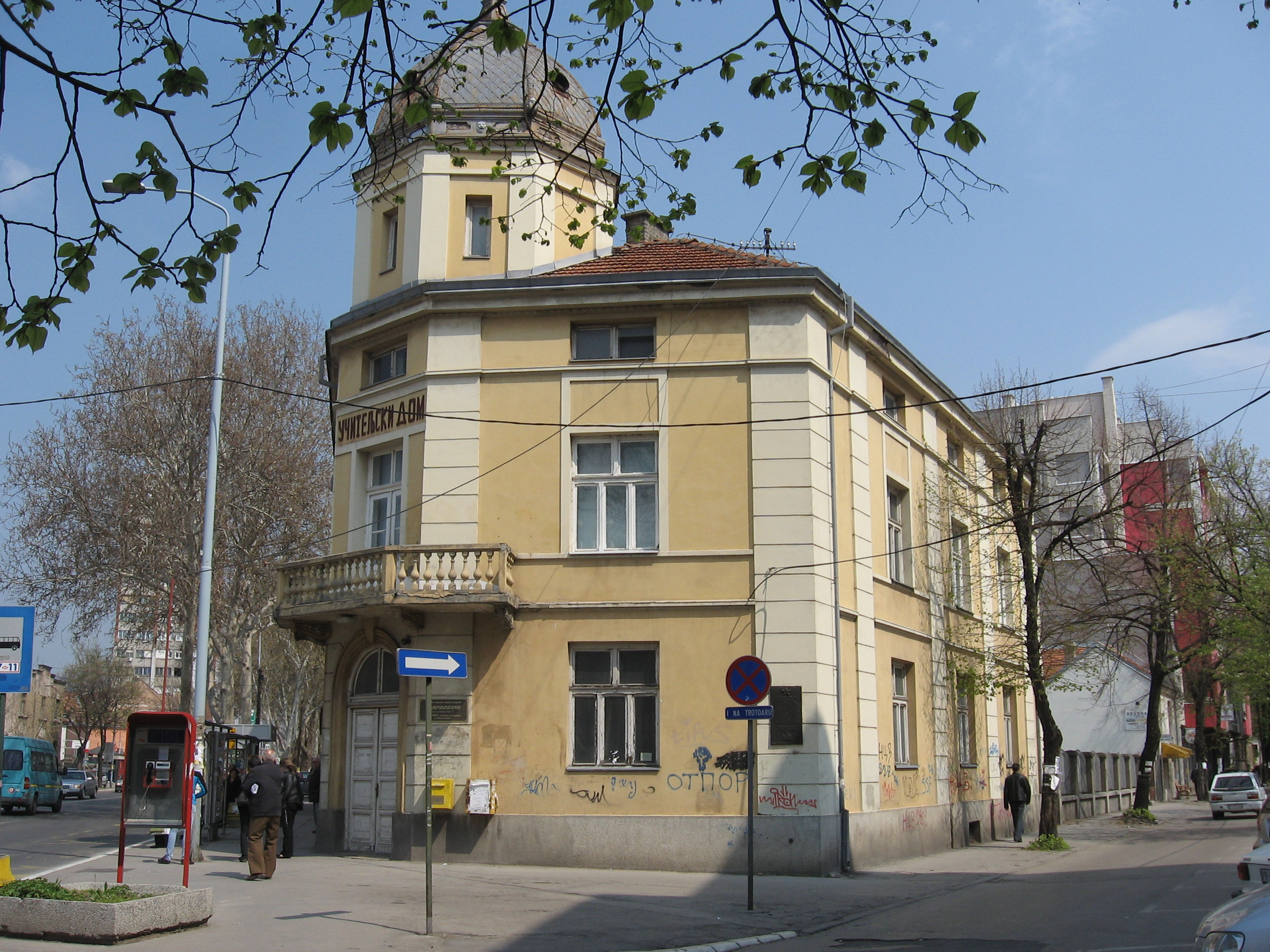
La maison des professeurs.
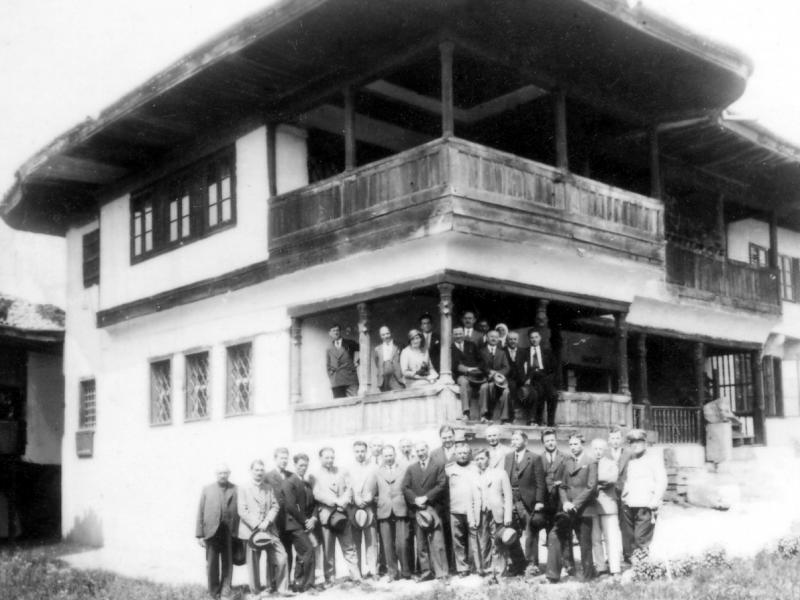
Inauguration du musée dans la maison de Nikola Hristodul.
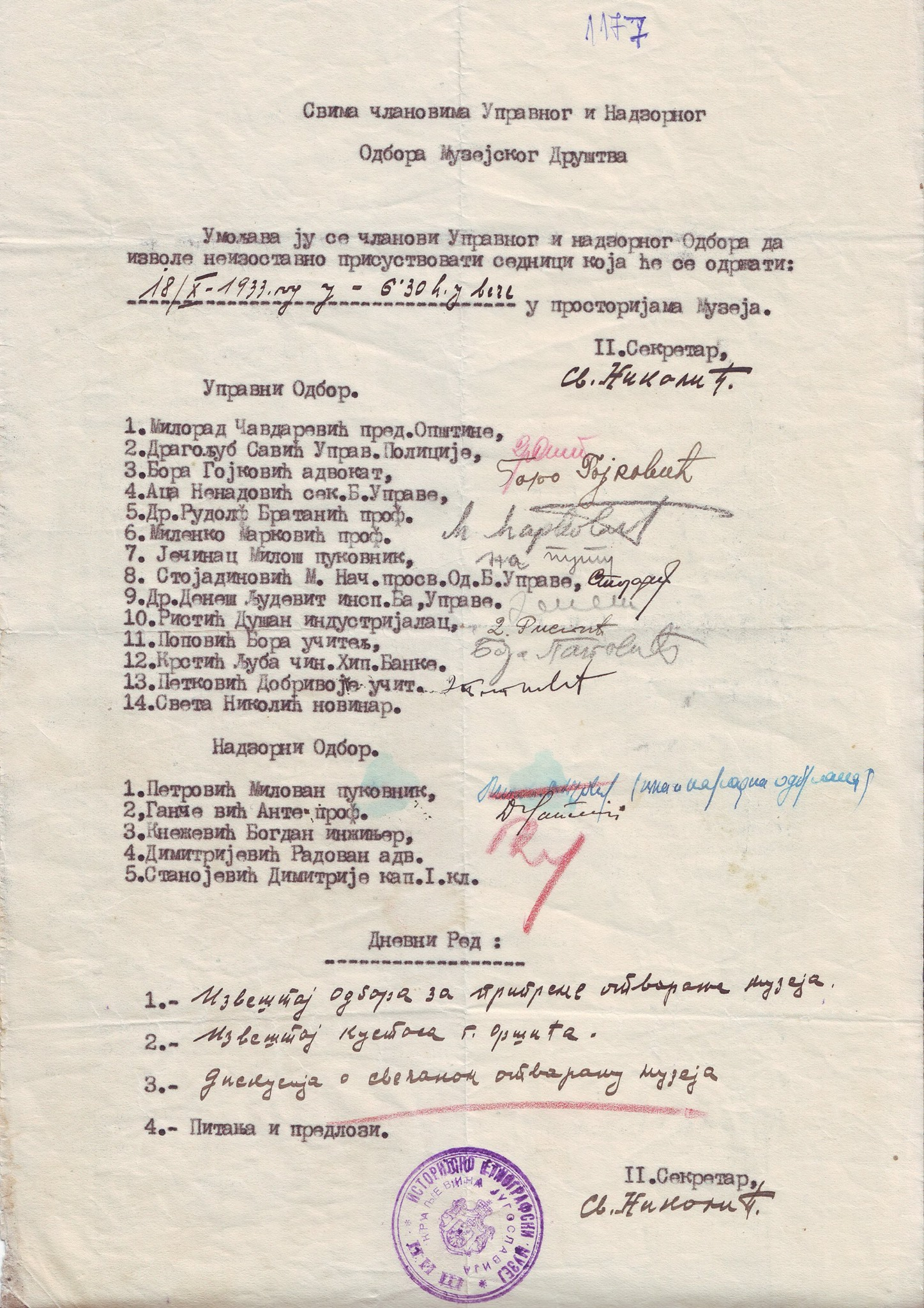
Conseil de fondation et de surveillance de la Société du musée, 1933.

Entre 1934 et 1934, l'équipe du musée est renforcée par de grands archéologues de l'époque, comme Nikola Vulić (1872-1945), Jovan Kovačević, Borivoje Popović et Vladimir Fjuks ; durant cette période, l'annexe du musée à Mediana a été construite et le musée a commencé la publication du Bulletin archéologique de la Morava (en serbe : Moravski arheološki glasnik). Pendant la Seconde Guerre mondiale, le bombardement de Niš par les alliés a fait de nombreux dégâts et, le 2 septembre 1944, une bombe a atteint directement le bâtiment du musée, détruisant ainsi une grande partie de sa collection.
Après la guerre, en 1947, le musée historique et ethnographique de Niš est devenu le musée national de Niš et, en 1950, il a été transféré dans deux nouveaux locaux, l'un rue Stanka Paunovića (aujourd'hui rue Generala Milojka Lešjanina), l'autre rue Petog kongresa (aujourd'hui rue Nikole Pašića). En 1951, la Galerie d'art de la synagogue a ouvert ses portes puis, en 1967, le musée du 12 février a été inauguré. À cette époque, des historiens et archéologues comme Đorđe Mano Zisi (1901-1995), Milutin Garašanin (1920-2002) et Miodrag Grbić (1901-1969) sont venus travailler pour le musée.
Aujourd'hui, le musée abrite plus de 40 000 objets dans ses collections.

## Architecture

### Bâtiment du 59 rueNikole Pašića
Le bâtiment qui accueille les collections, 59 rue Nikole Pašića, est constitué d'un seul étage ; il a été construit en 1894, dans un style néo-classique et a d'abord abrité une banque.

### Bâtiment du 8 rueGenerala Milojka Lešjanina

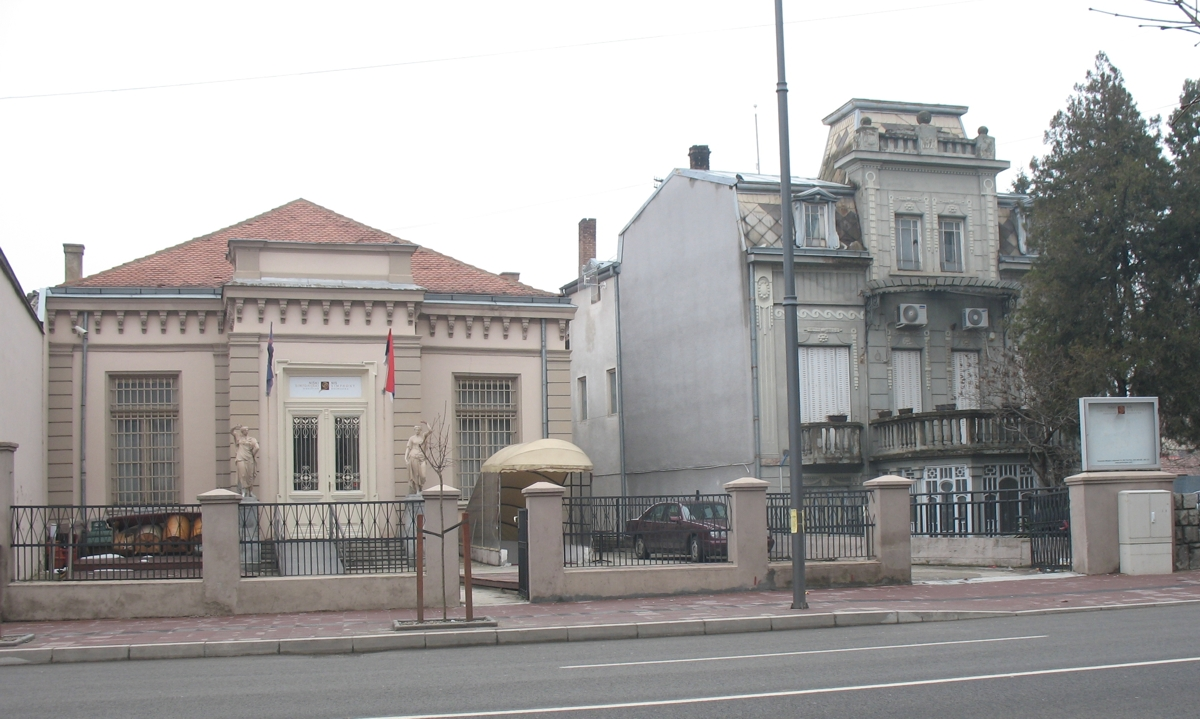
Le bâtiment de l'Orchestre symphonique de Niš (à gauche) et le bâtiment de l'administration du musée (à droite).

L'administration du musée, quant à elle, est installée rue Generala Milojka Lešjanina ; le bâtiment, qui se présente comme une grande villa citadine, est inscrit sur la liste des monuments culturels protégés de la république de Serbie (identifiant no SK 2083),.
Le bâtiment a été construit en 1927 pour le marchand Veljko A. Stefanović.
Édifié dans une cour, il est constitué d'un rez-de-chaussée et de deux étages ; le second étage coupe le toit mansardé qui recouvre la maison. Le premier étage est doté d'une marquise en verre qui protège une grande terrasse polygonale placée entre le rez-de-chaussée et l'étage. La façade du rez-de-chaussée et du premier étage est ornée d'un décor géométrique qui se déploie autour des fenêtres et forme des bandeaux et des guirlandes. Par son style, le bâtiment est caractéristique de l'architecture éclectique.
Devant le bâtiment, dans la cour, se trouve un petit bassin circulaire avec une fontaine ; le jardin fleuri est caractéristique des vieilles cours que l'on trouve à Niš au XIXe siècle.

### Projet de relocalisation
En 2018, l'Agence de restitution des biens confisqués (en serbe : Agencija za restituciju) a notifié au musée sa décision finale de restituer le bâtiment de la rue Generala Milojka Lešjanina à ses anciens propriétaires ; après cette notification, la ville peut encore prolonger de trois ans la présence de l'institution muséale dans la maison, notamment en louant les locaux. Une relocalisation du musée se révélait donc nécessaire.
Le nouveau bâtiment du musée sera finalement situé dans la rue Jeronimova sur le terrain légué à la ville en 1894 par l'évêque de l'éparchie de Niš Jeronim Jovanović. Un jury a choisi le projet d'une équipe belgradoise composée des architectes Dejan Miletić et Milan Vujović qui a présenté un bâtiment résolument moderne. Selon le projet, l'édifice devrait couvrir une surface de plus de 2 000 m2 au-dessus du sol et comprendre deux sous-sols pour les dépôts, les locaux techniques et les laboratoires ; il est prévu que le bâtiment, en plus des collections patrimoniales, abrite des espaces destinés au public, aux conférences ou aux tribunes. Une des conditions du concours était d'intégrer l'ancienne maison de l'évêque Jeronim qui a abrité le bâtiment de la première bibliothèque publique de Niš ; ce bâtiment, situé rue Jeronimova, à l'angle de la rue Orlovića Pavla et construit avant 1889, est inscrit sur la liste des monuments culturels protégés de la république de Serbie (identifiant no SK 1937), ; le projet prévoit de le restaurer et de lui donner une fonction muséale.

## Archéologie

### Département de la Préhistoire
Le musée conserve des objets couvrant la période de la Préhistoire depuis le Paléolithique jusqu'à l'Âge du fer. Le Paléolithique (30 000-10 000 av. J.-C.) est représenté par les découvertes réalisées sur le site archéologique de Kremenac, près de Rujnik, et le Néolithique (fin du VIe millénaire av. J.-C.-environ 3 000 av. J.-C.) par celles des sites de Velika česma (« la grande fontaine ») à Vrtište, de Selište, près de Pasi Poljana, et de Katun, près d'Aleksinac. Le Néolithique et l'Âge du cuivre (3 000-2 000 av. J.-C.) sont présents dans les artéfacts mis au jour lors des fouilles des sites de Bubanj et de Velika Humska čuka,. Les trouvailles de l'Âge du bronze (2 000-1 200 av. J.-C.) proviennent de la nécropole de Medoševac, dans la municipalité de Crveni krst, et de la « grande colonie » de Mediana, près de la ville romaine de Mediana. Les objets remontant à l'Âge du fer proviennent notamment des tombes fouillées à Vrtište et du site archéologique de Breg-utrina,

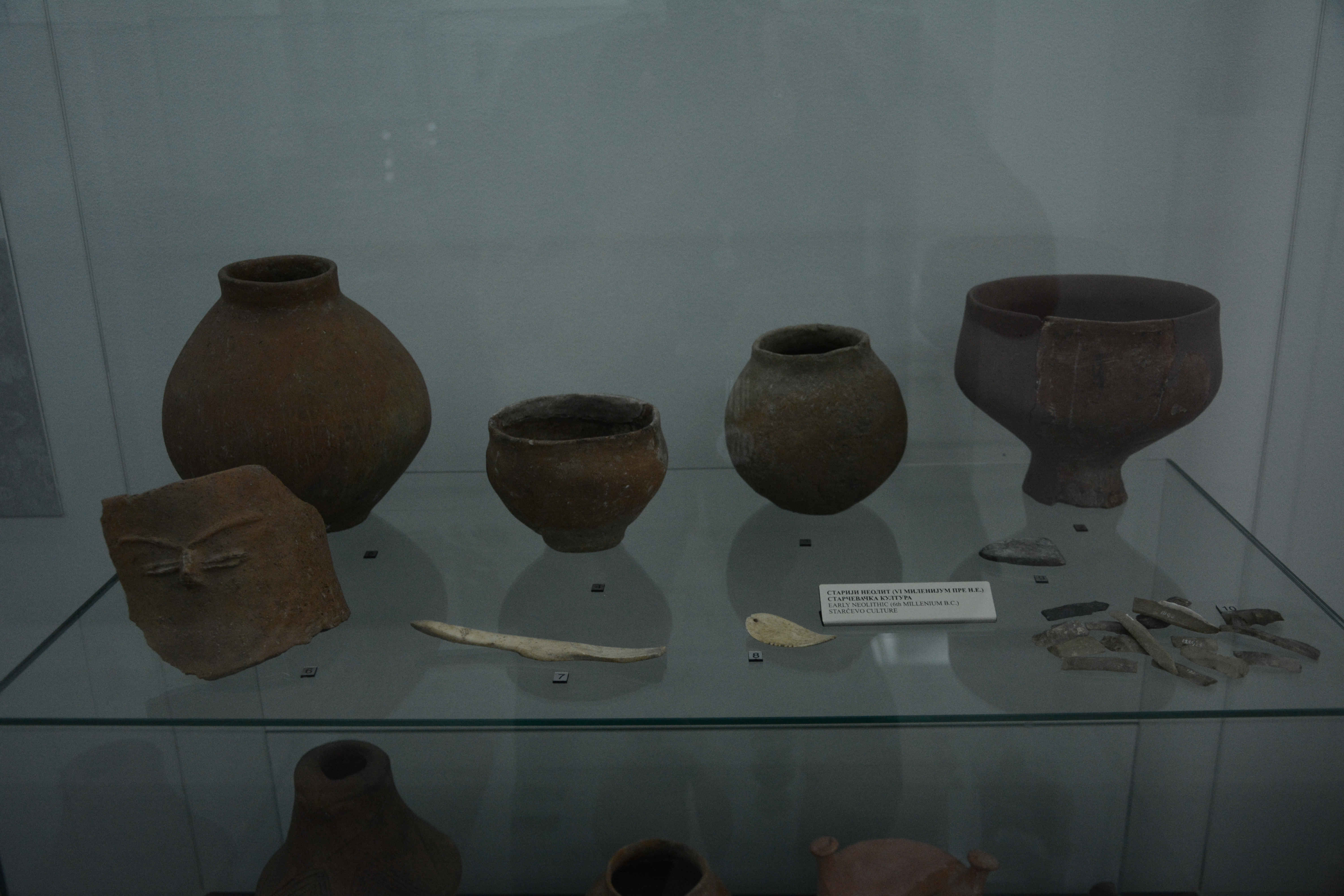
Artefacts en terre cuite du VIe millénaire av. J.-C. (culture de Starčevo).
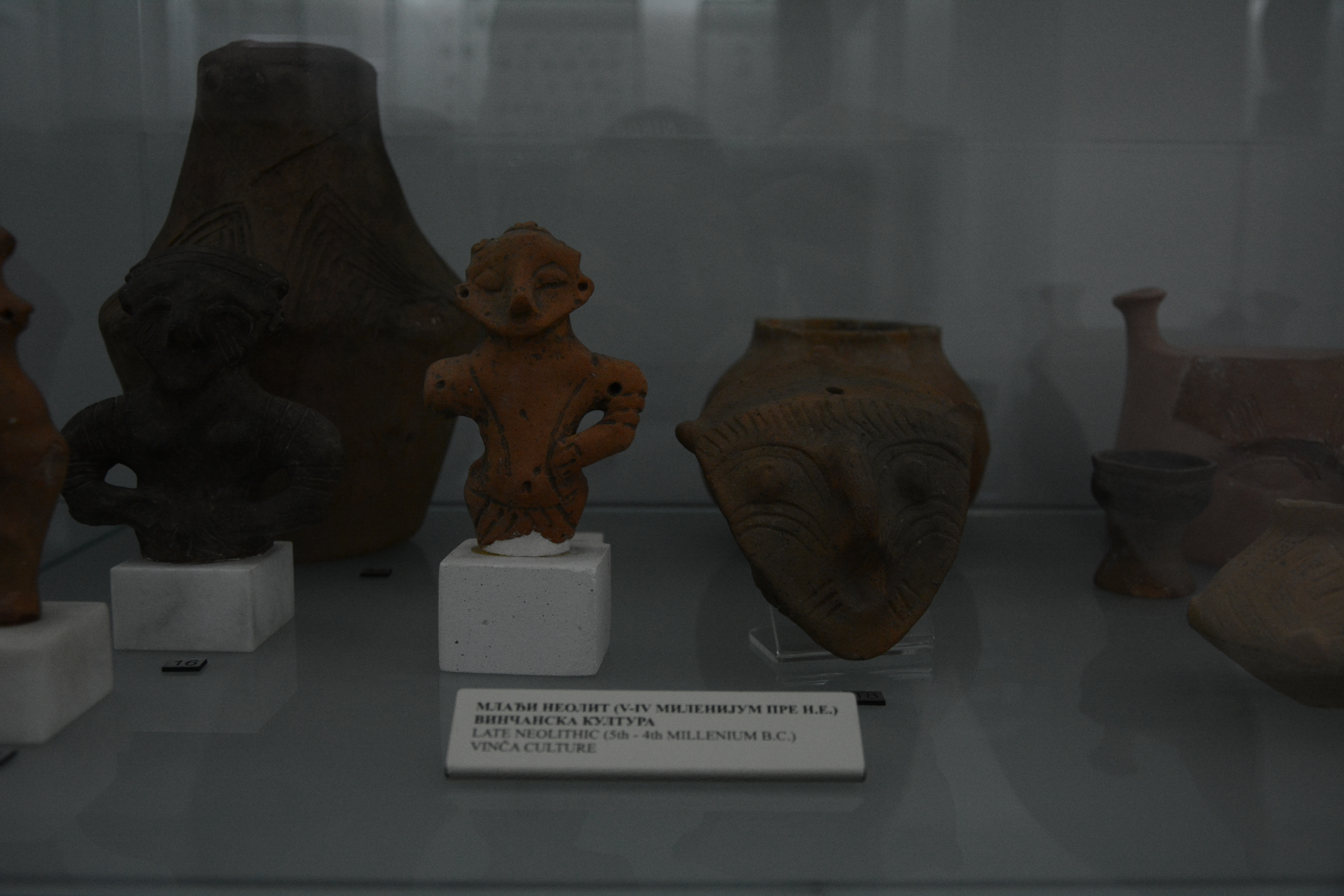
Objets en terre cuite du Ve-IVe millénaire av. J.-C. (culture de Vinča).
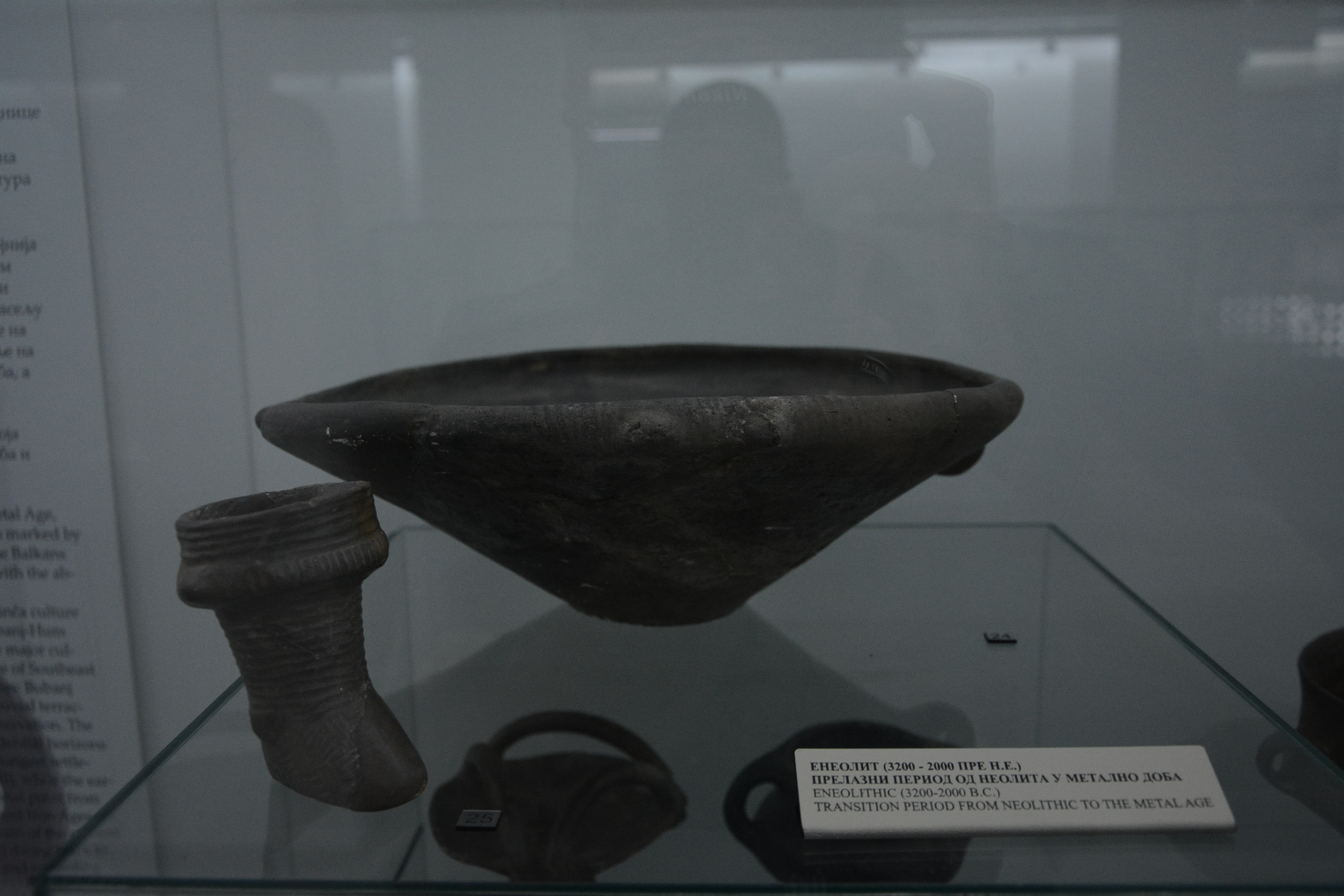
Artéfacts datant de l'Âge du cuivre (transition entre le Néolithique et l'Âge du métal).
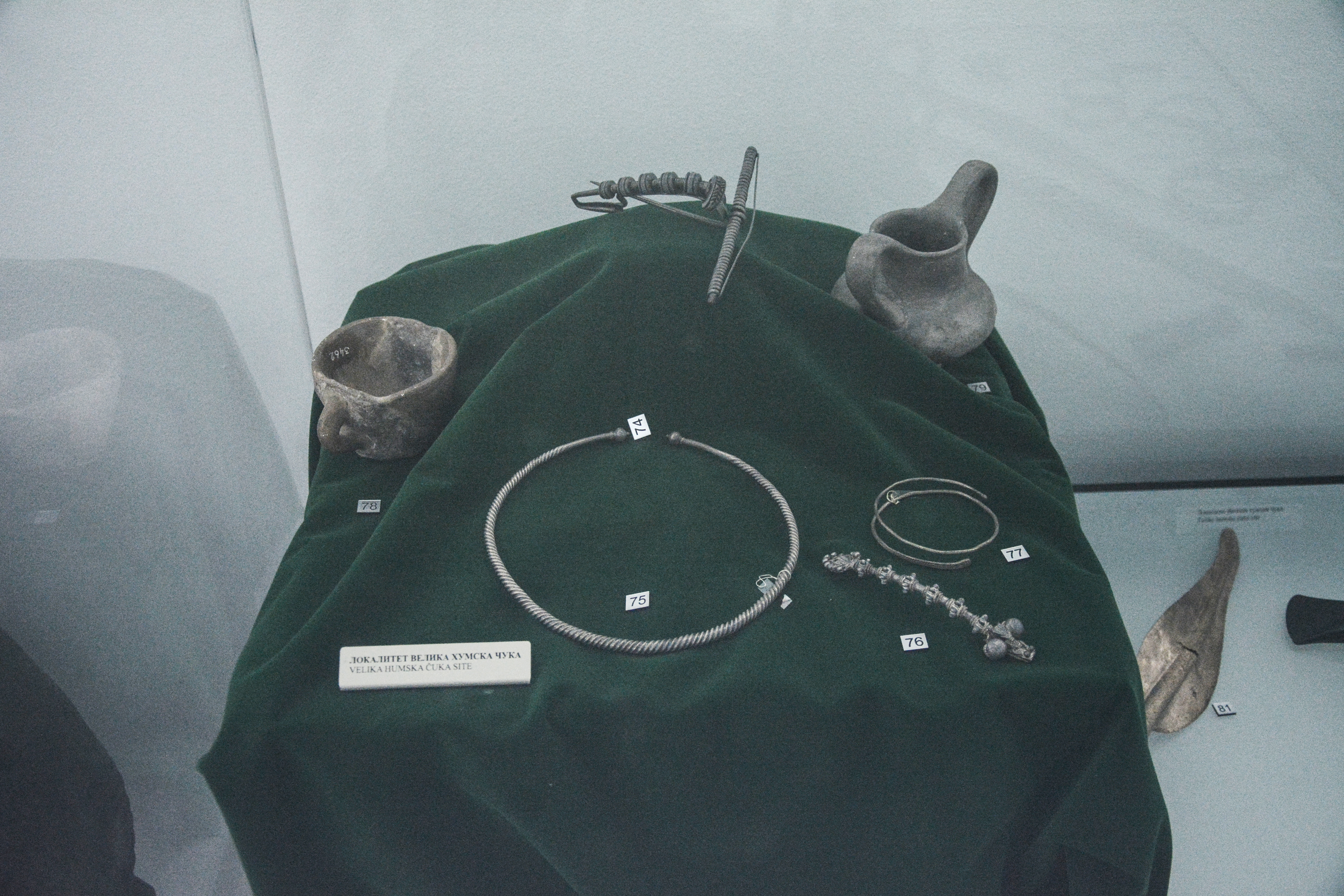
Artéfacts provenant du site de Velika Humska čuka.
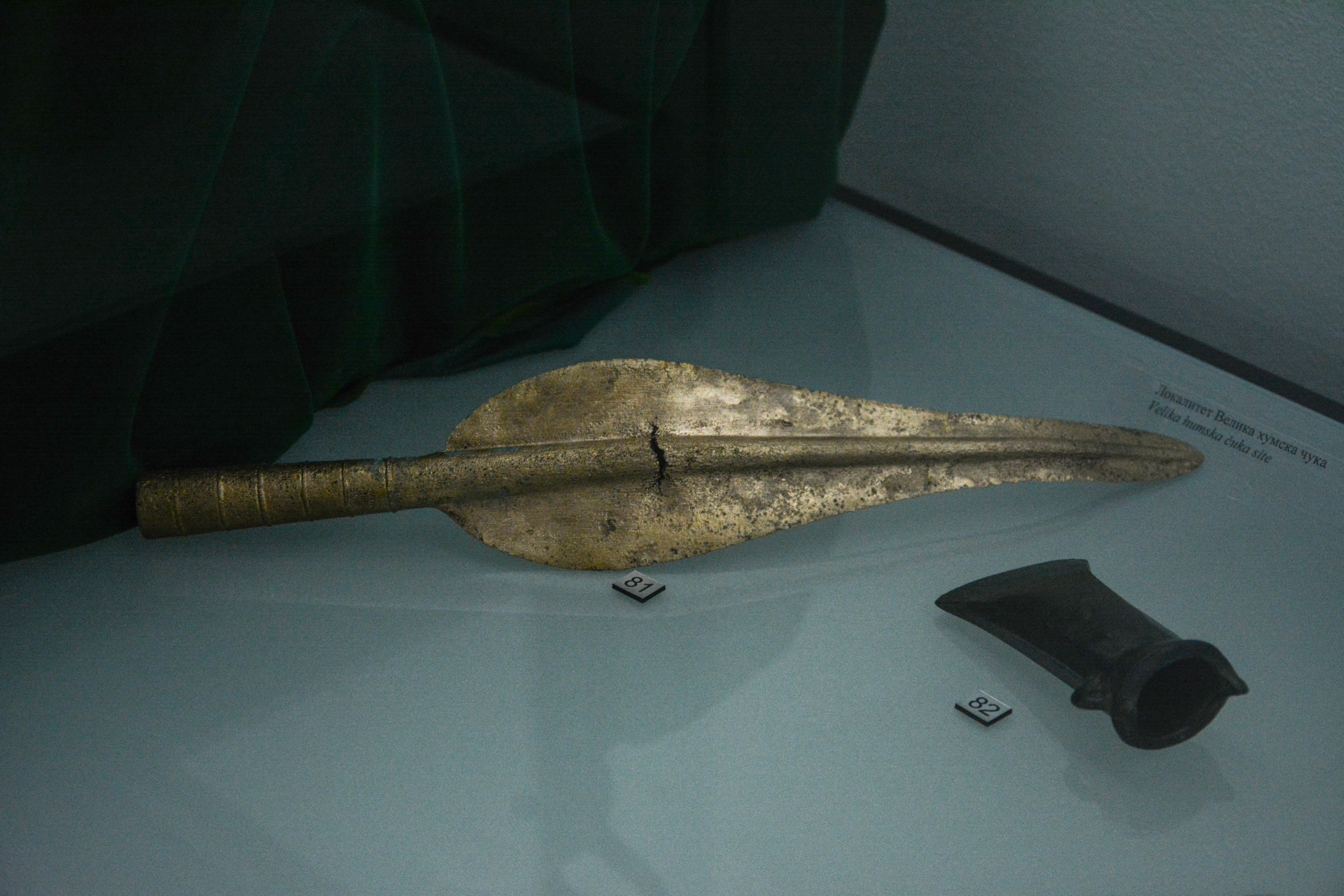
Autres artéfacts provenant du site de Velika Humska čuka.
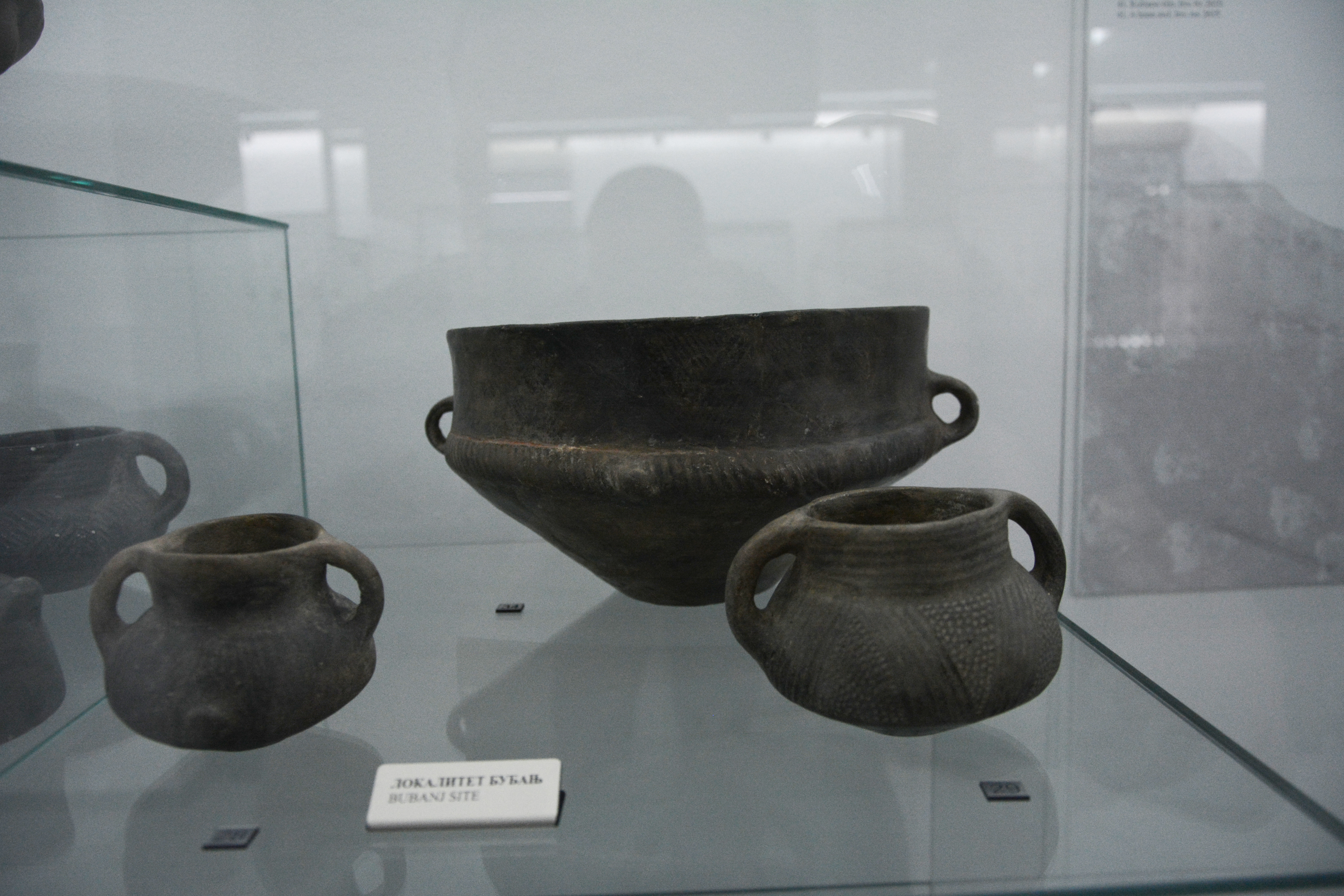
Artéfacts provenant du site de Bubanj.
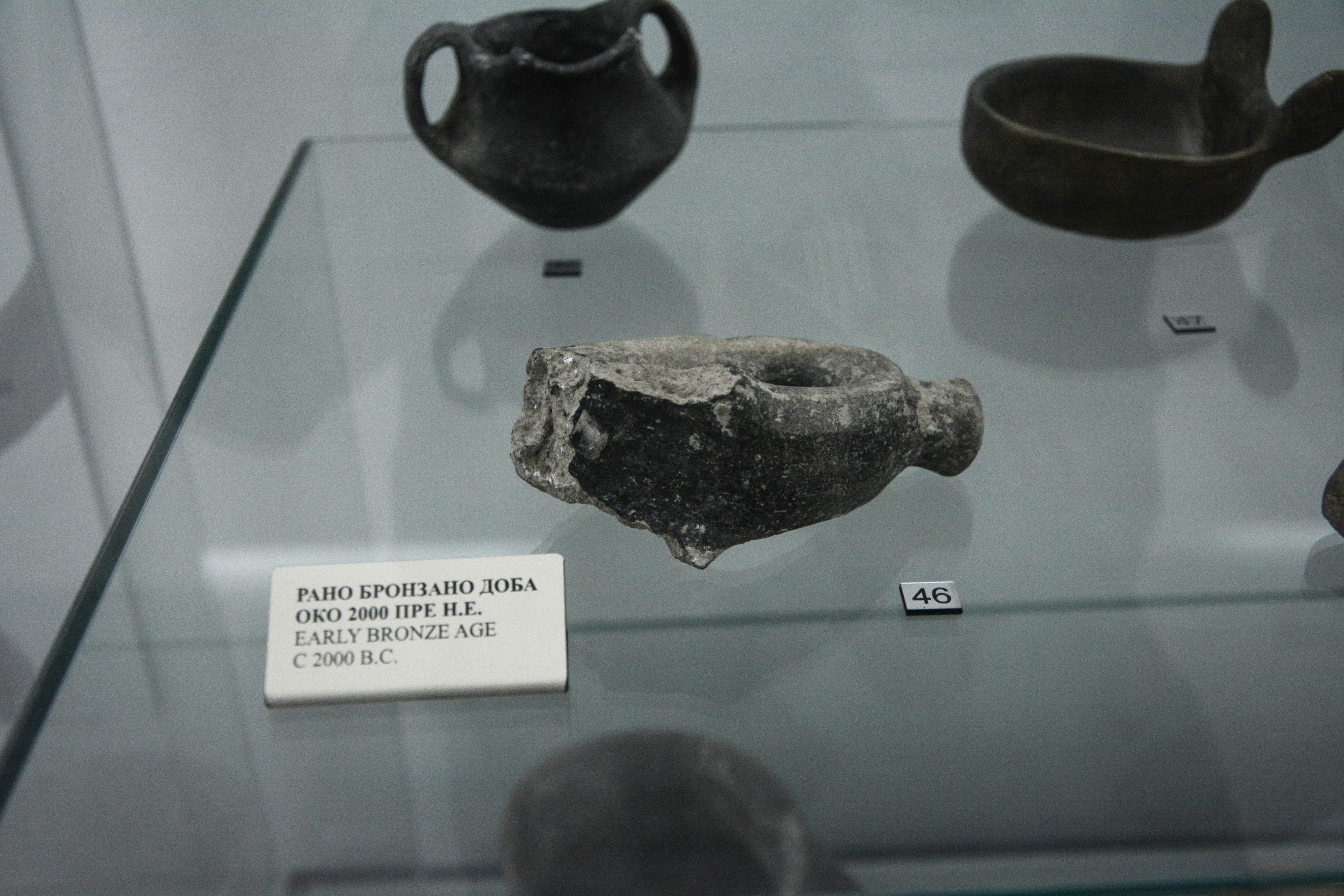
Artéfacts du début de l'Âge du bronze (vers 2 000 av. J.-C.).
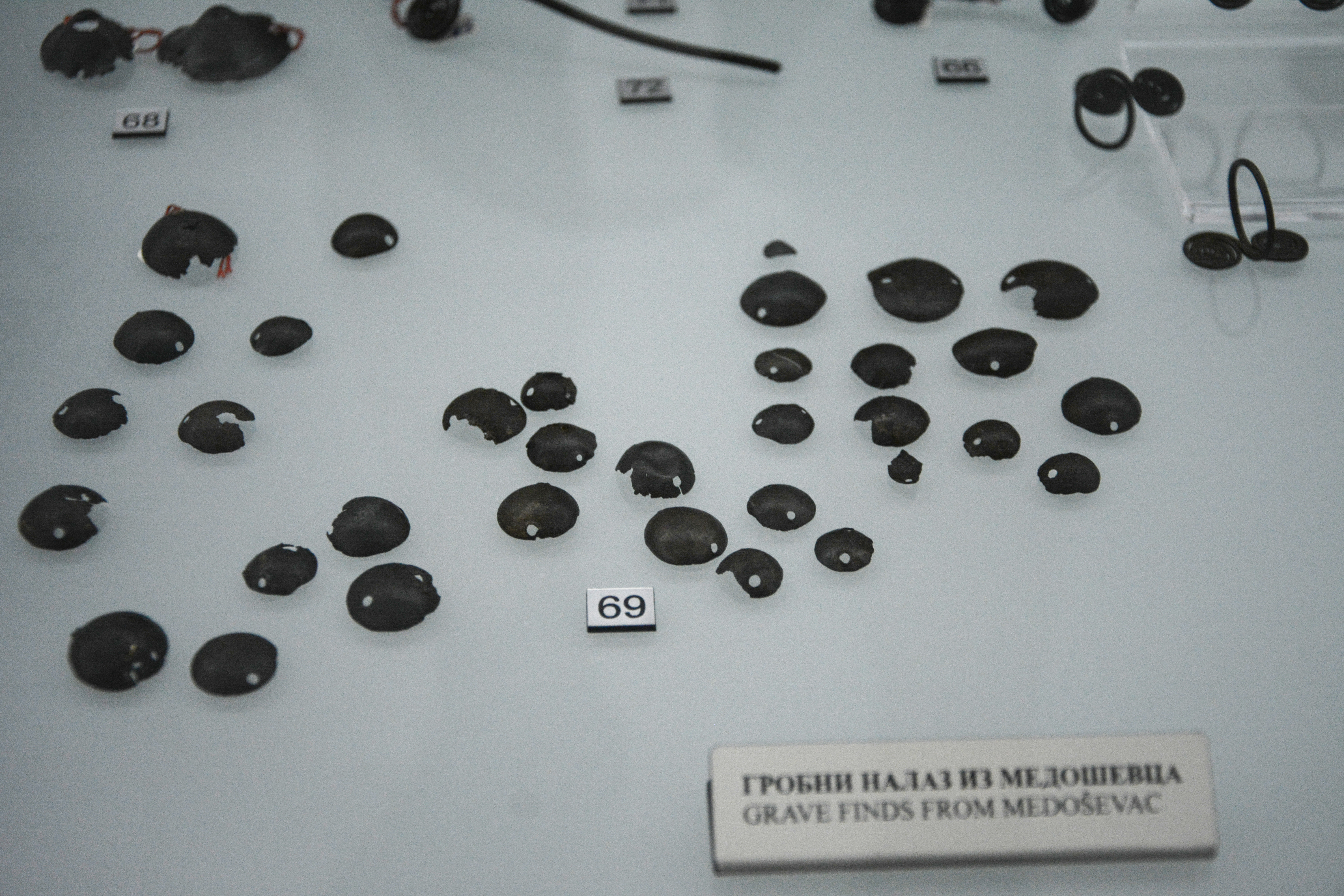
Objets provenant de la nécropole de Medoševac.
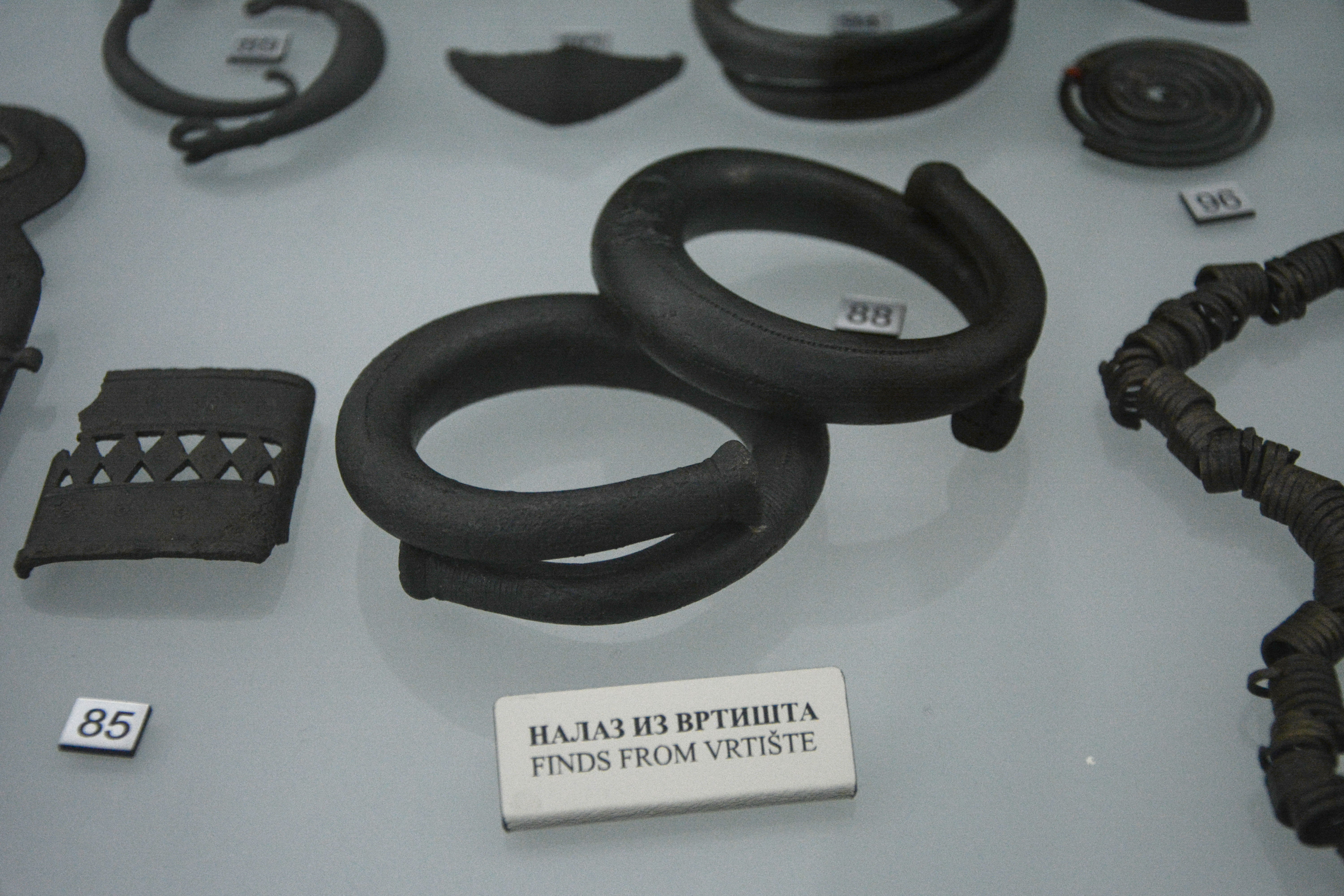
Objets provenant de Vrtište.

### Département de l'Antiquité
La collection de l'Antiquité a été conçue en 1933, en même temps que le musée ; elle présente des découvertes réalisées sur les sites archéologiques de Naissus et de Mediana, ainsi que celles provenant des autres sites alentour. Elle rassemble plus de 1 500 pièces, soit des objets de la vie quotidienne, des arts appliqués et des Beaux-arts ; chronologiquement, elle couvre une période allant du Ier au VIe siècle. Parmi les pièces les plus précieuses figurent le portrait en bronze d'une impératrice byzantine, soit Euphémie, femme de l'empereur Justin Ier, soit Théodora, femme de l'empereur Justinien, le buste d'un tétrarque, peut-être Galère, en porphyre et une statue en bronze représentant Jupiter assis sur un trône.

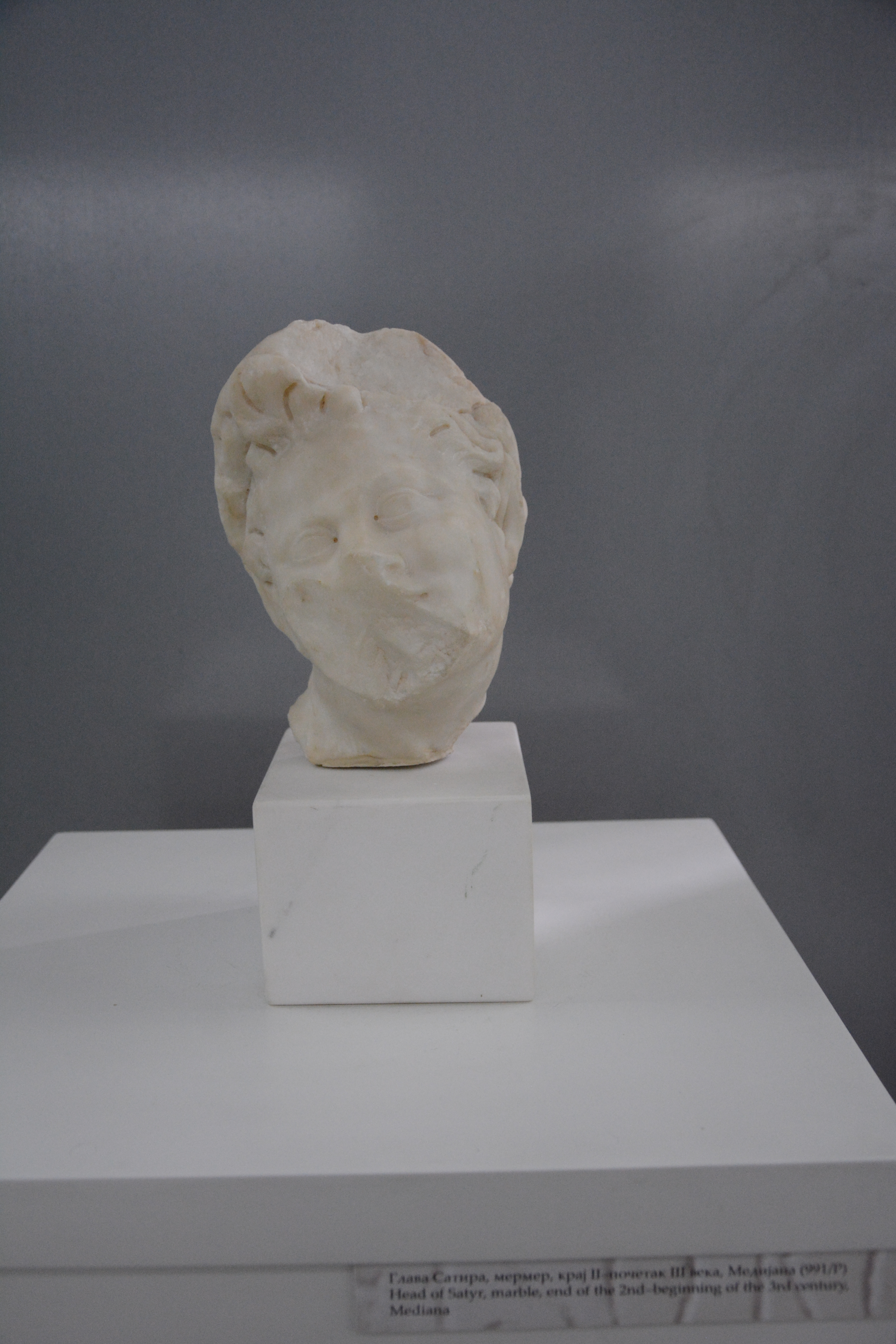
Tête de satyre, marbre, Mediana, fin du IIe siècle.
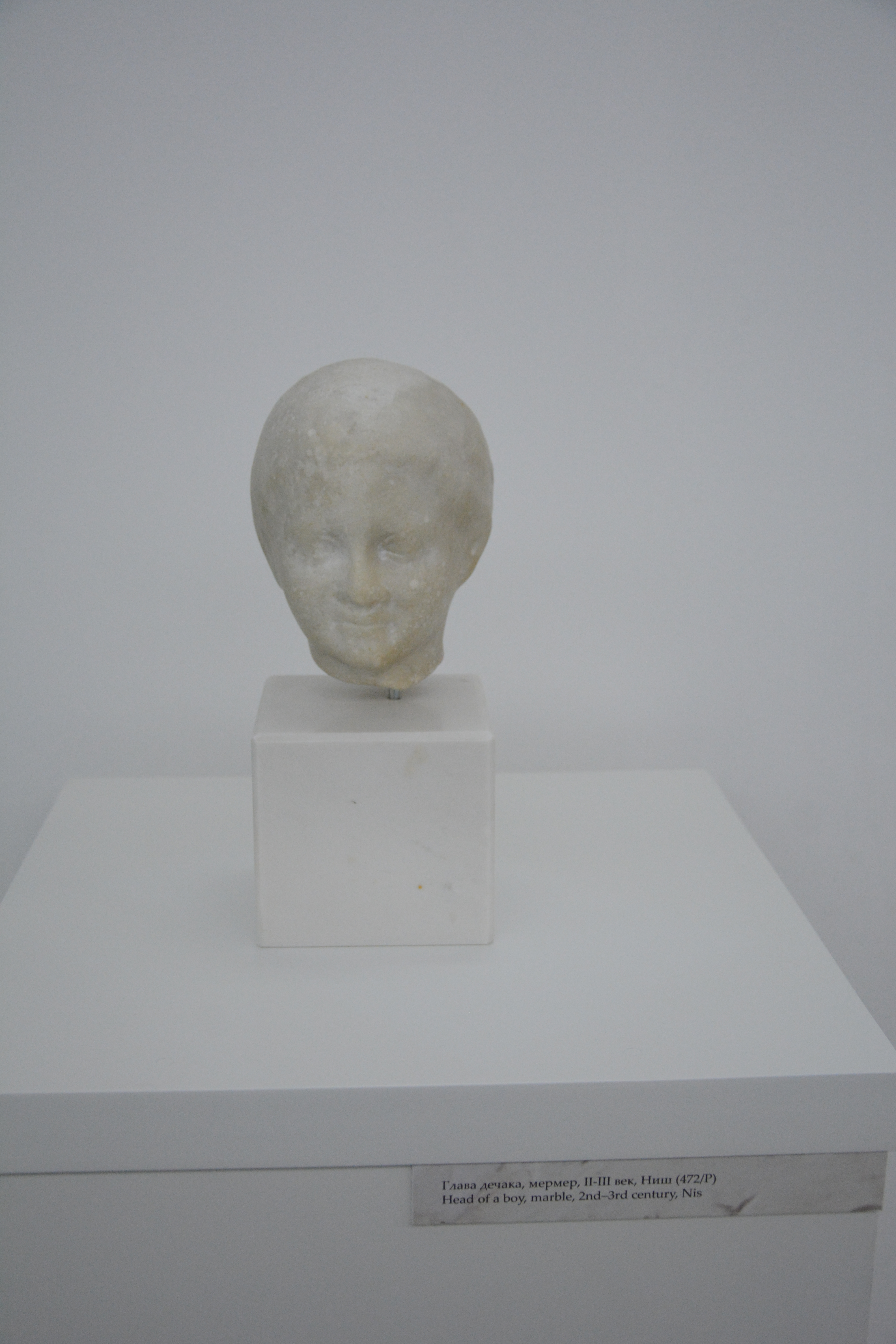
Tête de garçon, marbre, Naissus, IIe ou IIIe siècle.
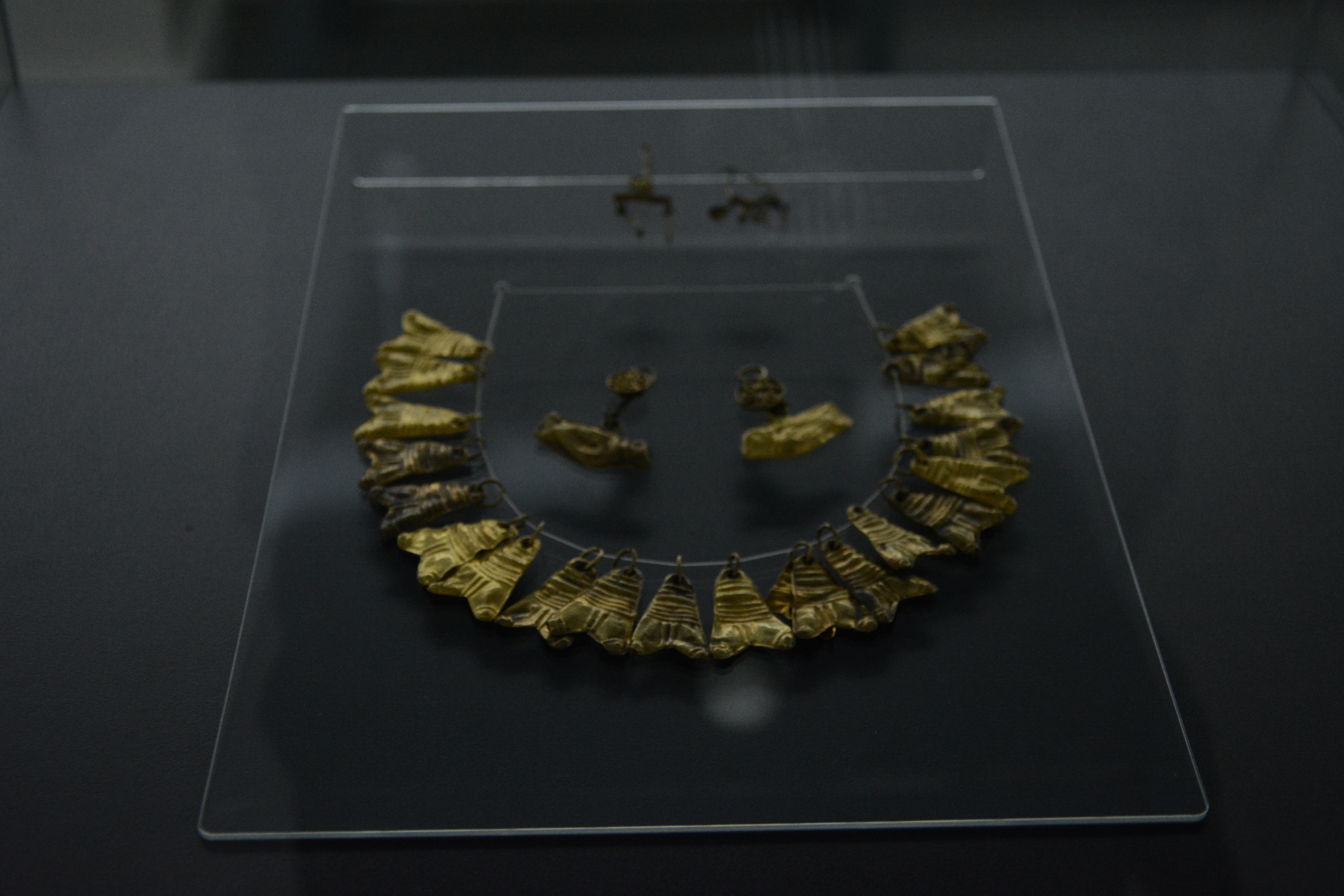
Bijoux provenant du site archéologique de Nova Božurna, fin du IIe siècle-première moitié du IIIe siècle.
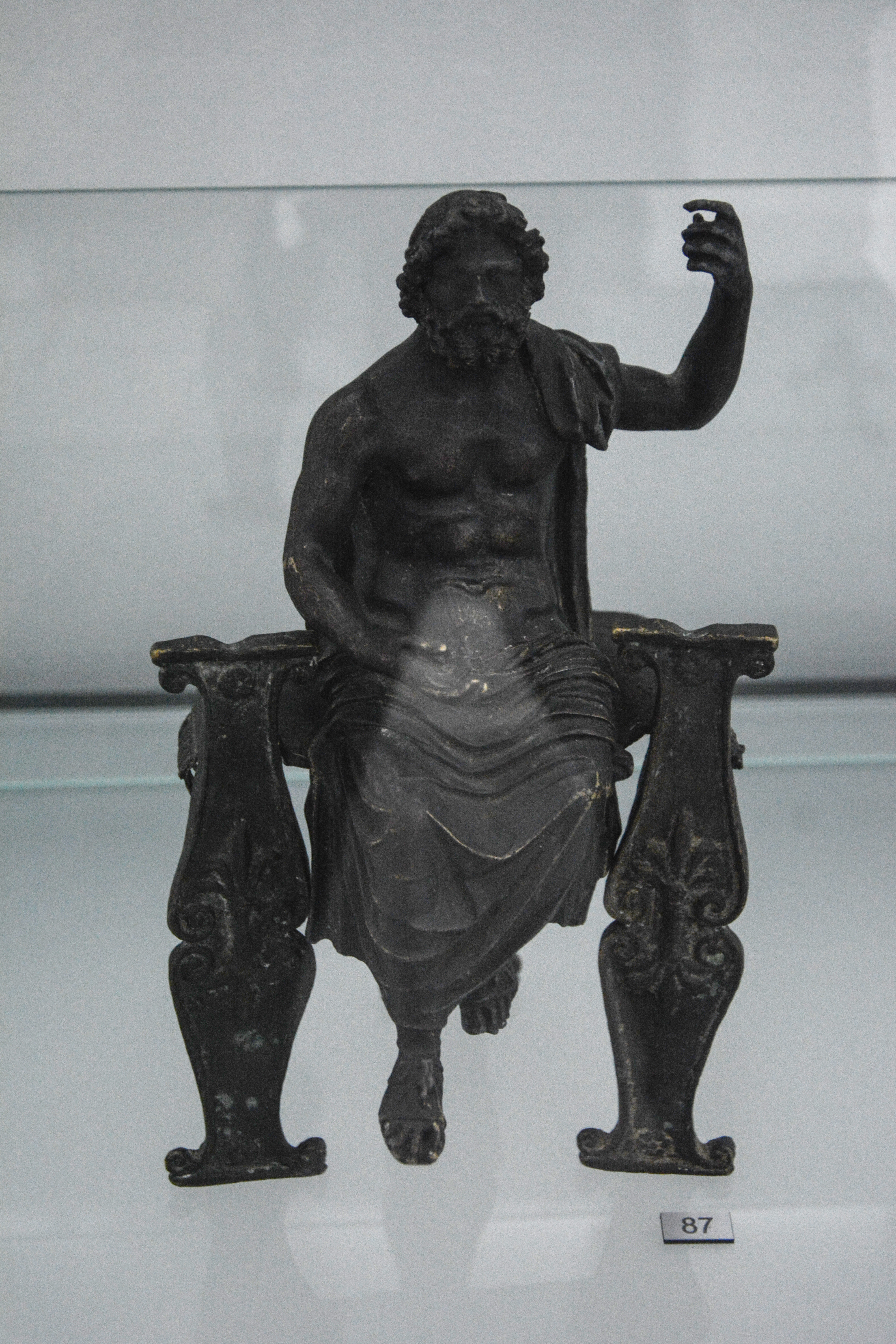
Jupiter assis sur un trône.
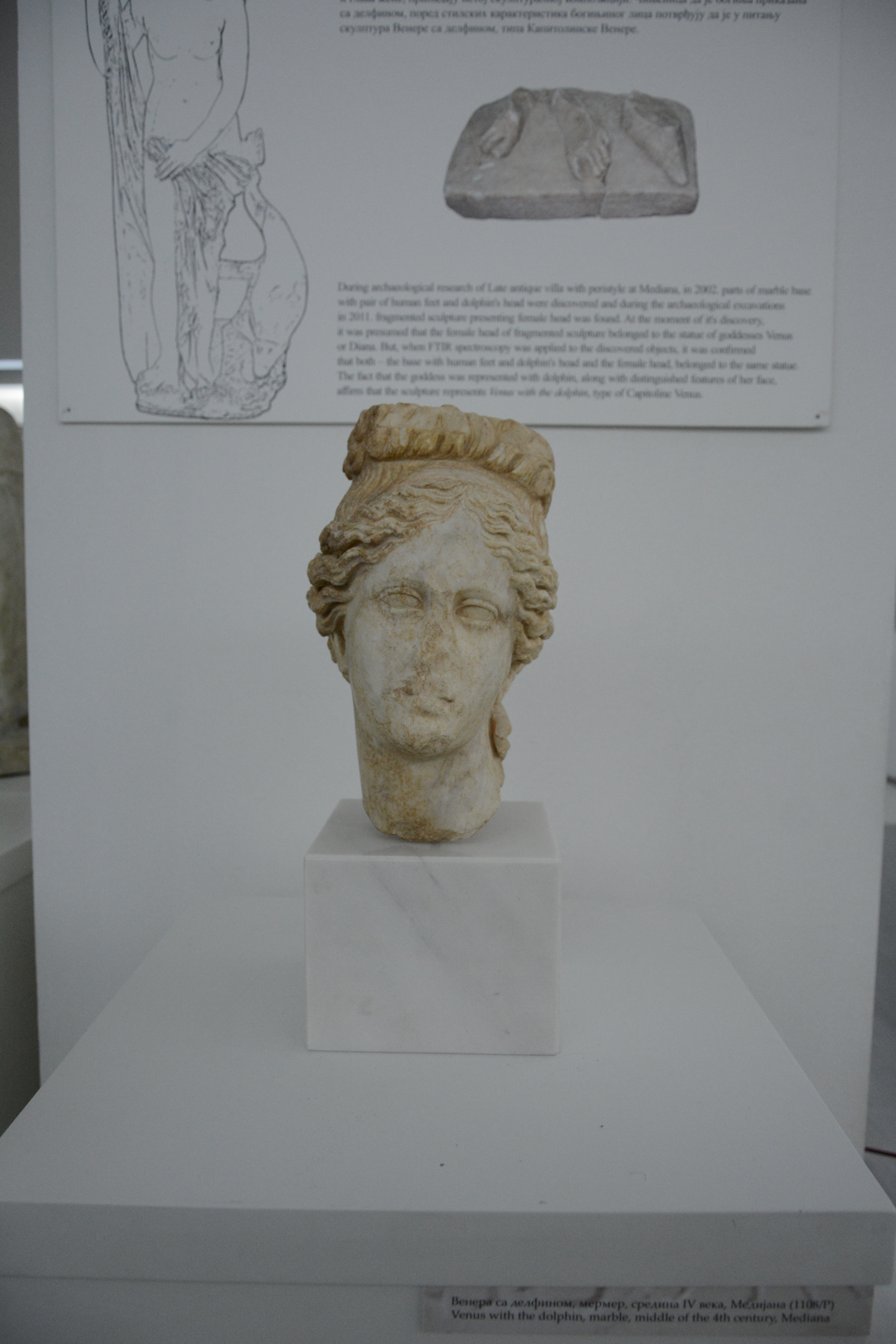
La Vénus au dauphin, Mediana, IVe siècle.
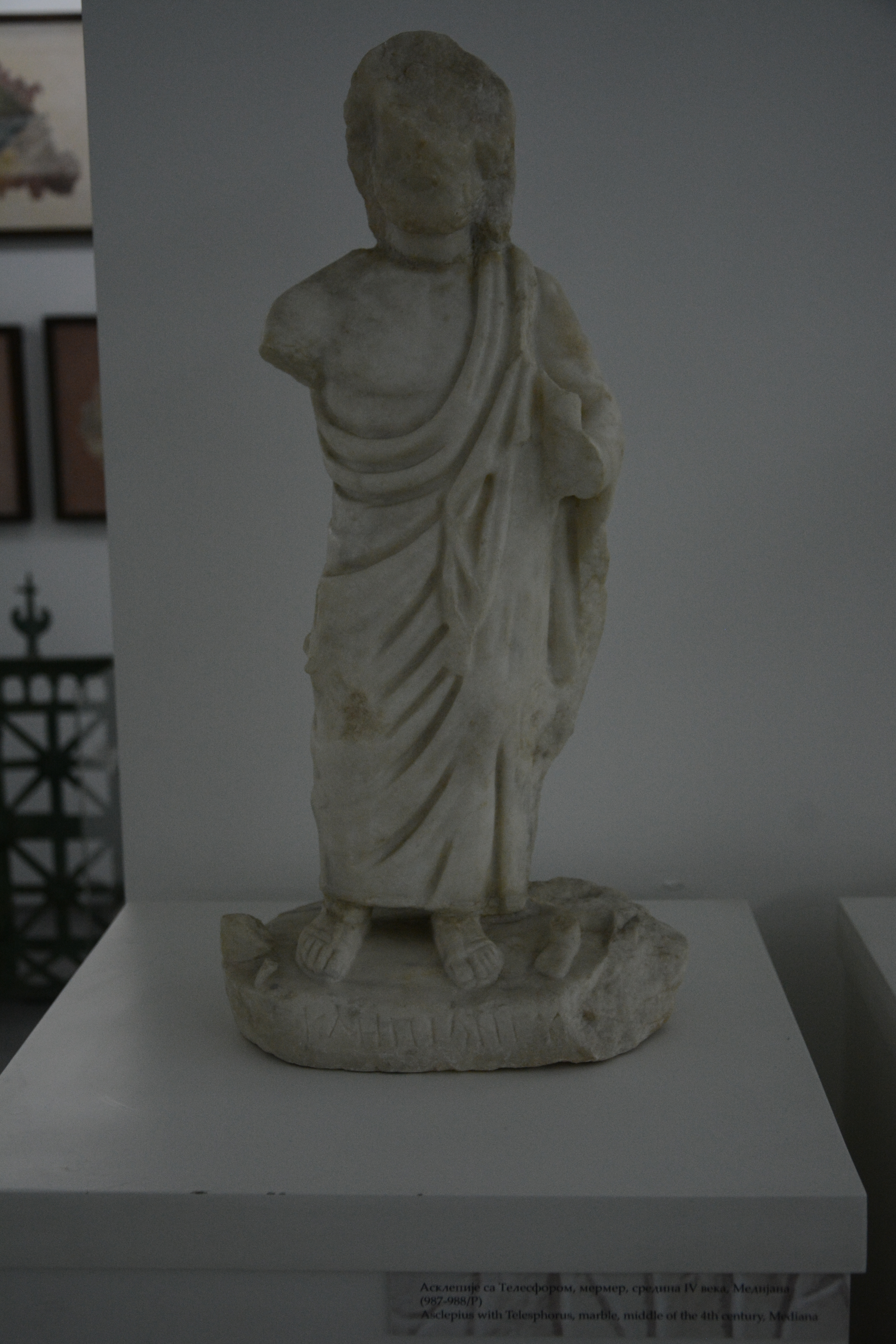
Asclépios et Télesphore, Mediana, milieu du IVe siècle.
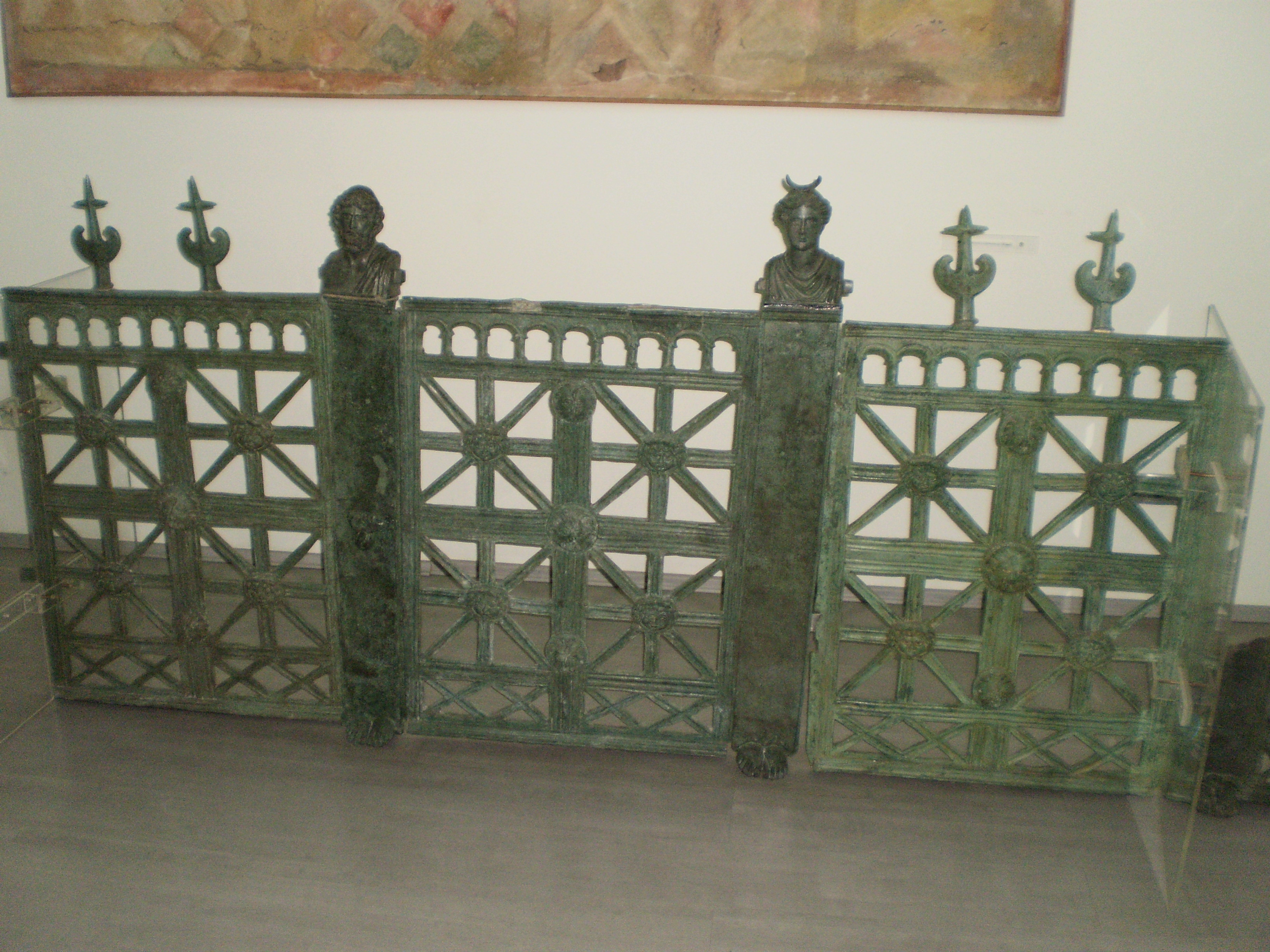
Grille en bronze, Mediana, IVe siècle.
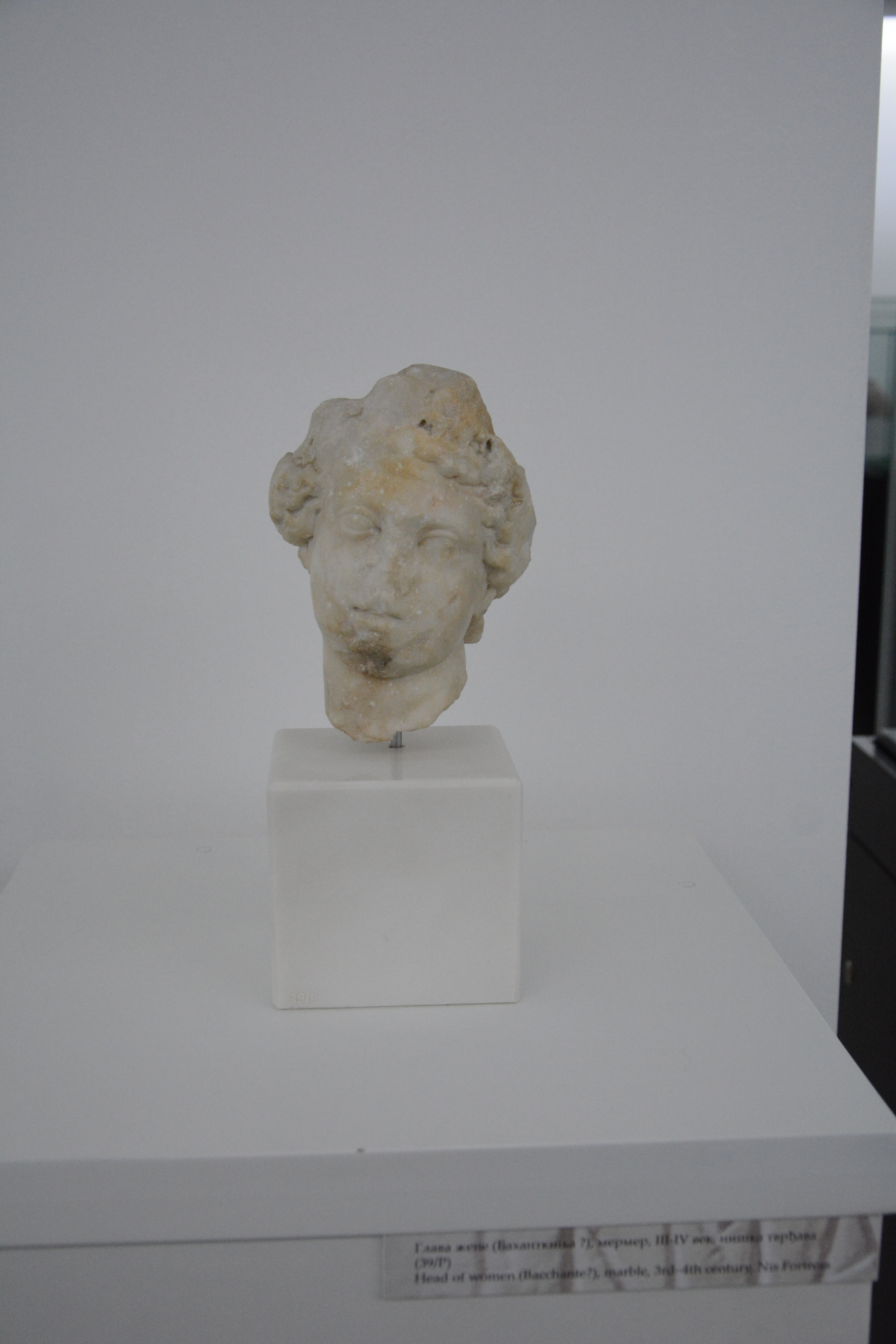
Tête de femme (Bacchante ?), marbre, forteresse de Niš, IIIe ou IVe siècle.
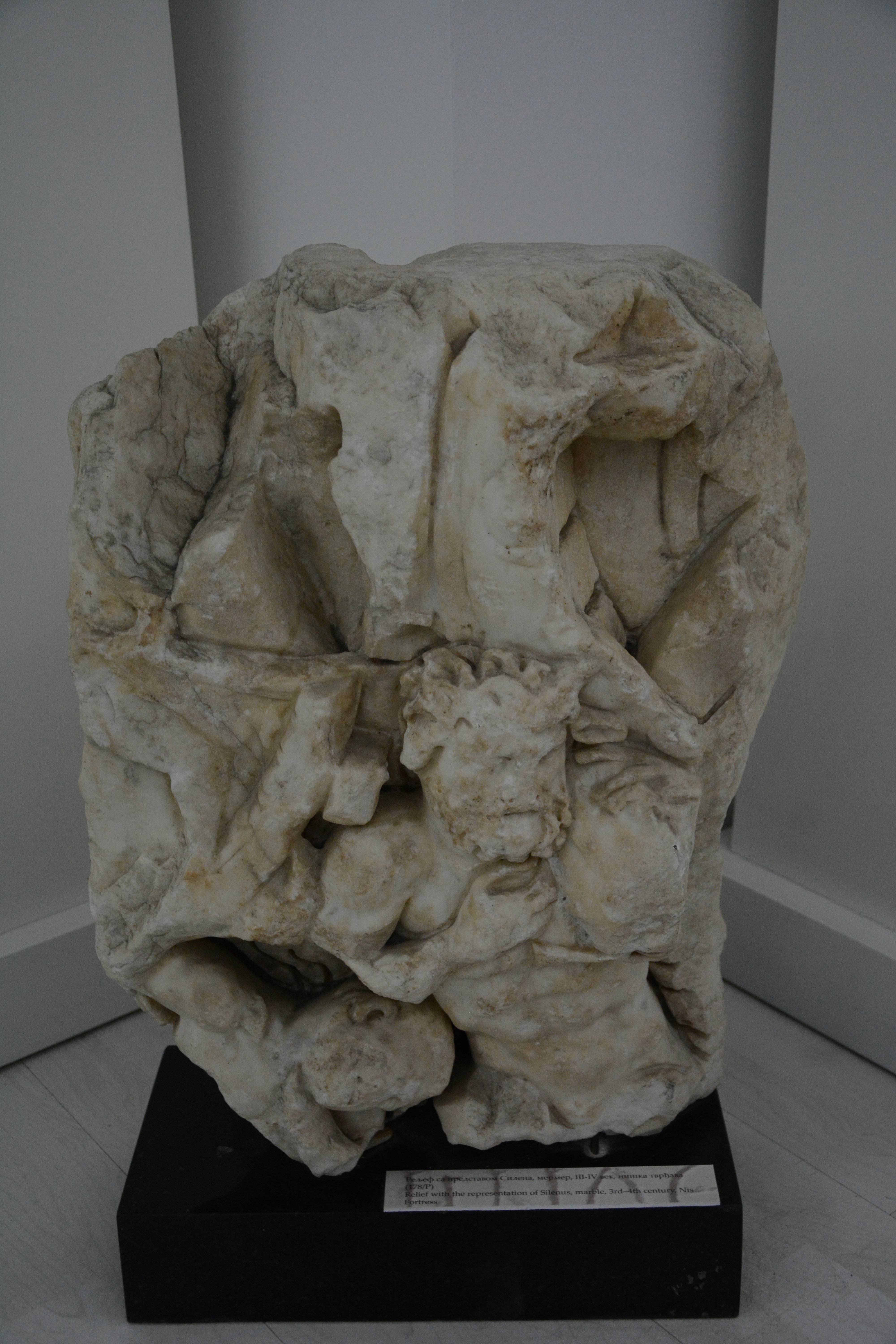
Relief avec une représentation de Silène, marbre, Naissus, IIIe ou IVe siècle.
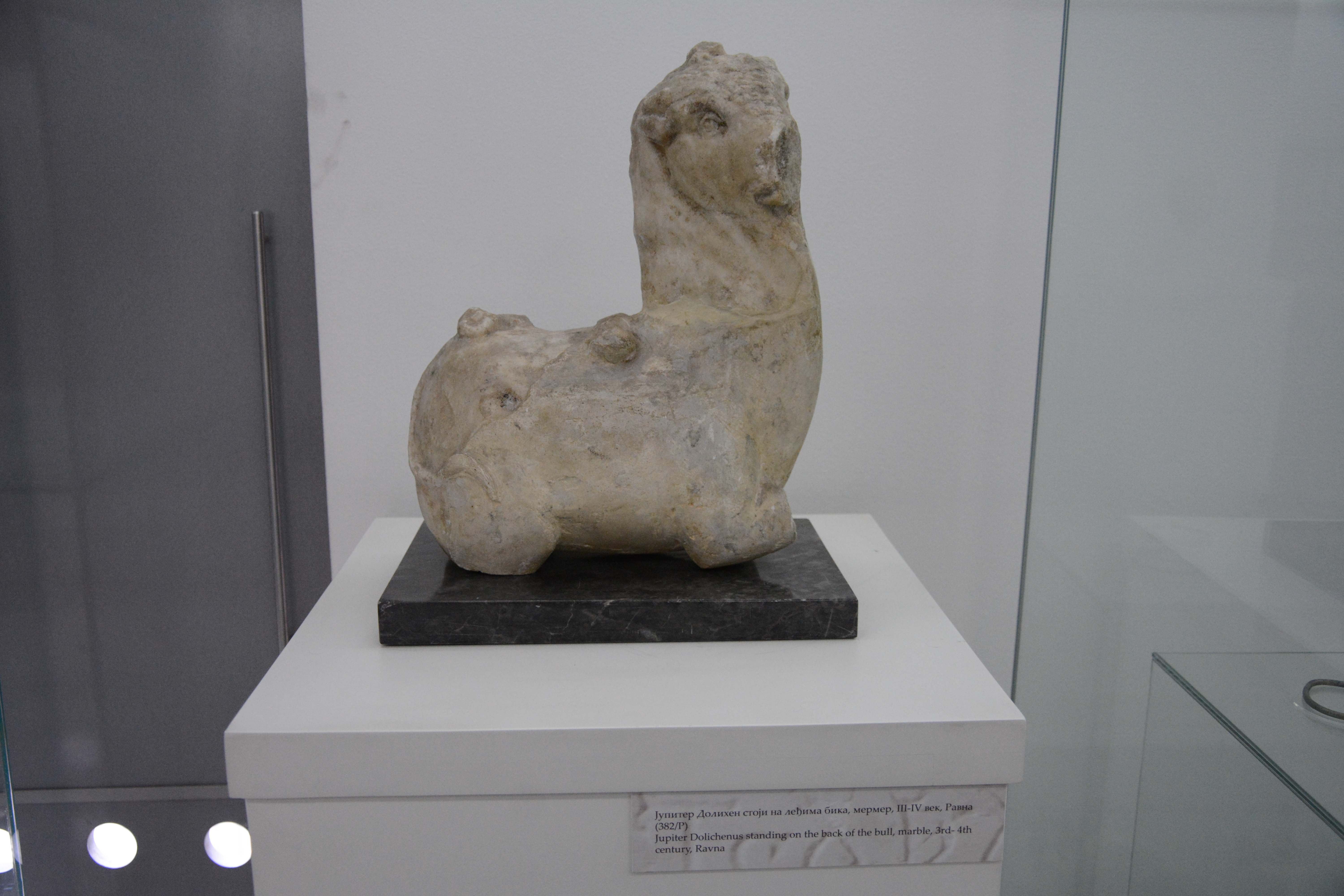
Jupiter Dolichenus sur le dos d'un taureau, marbre, Ravna, site archéologique de Timacum Minus, IIIe ou IVe siècle.
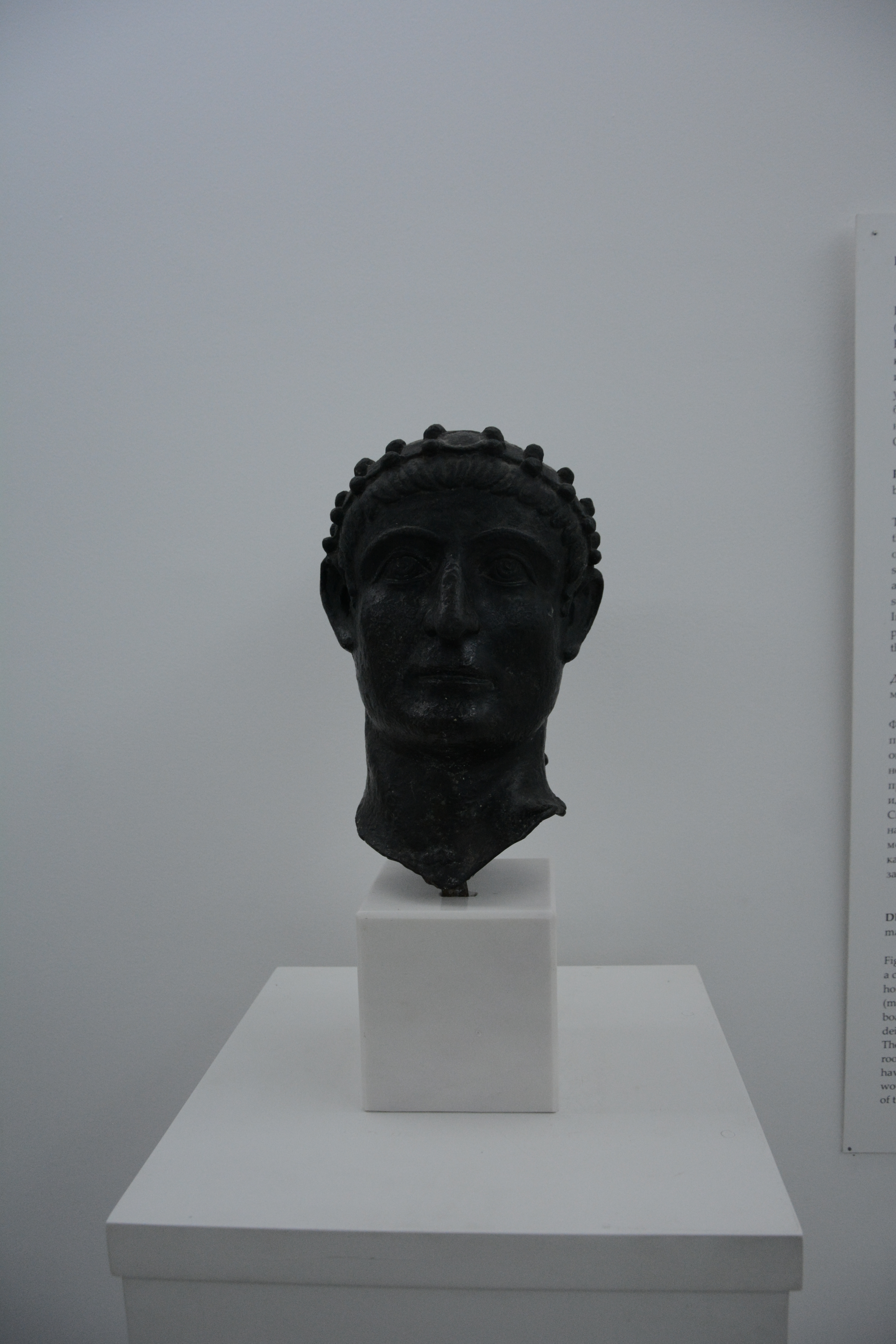
Portrait de Constantin le Grand (copie), Naissus.
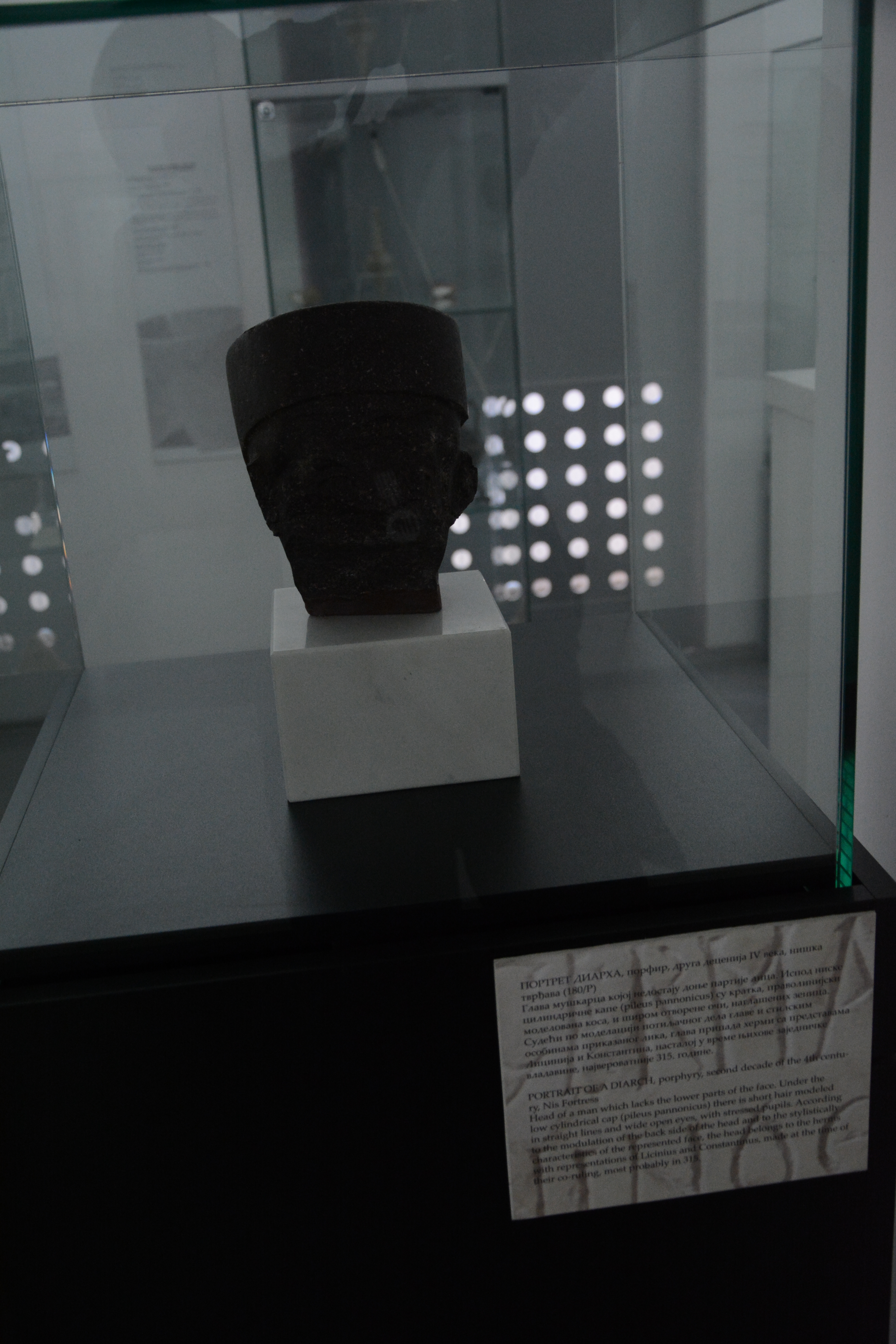
Portrait d'un diarche en porphyre, Naissus, seconde décennie du IVe siècle.
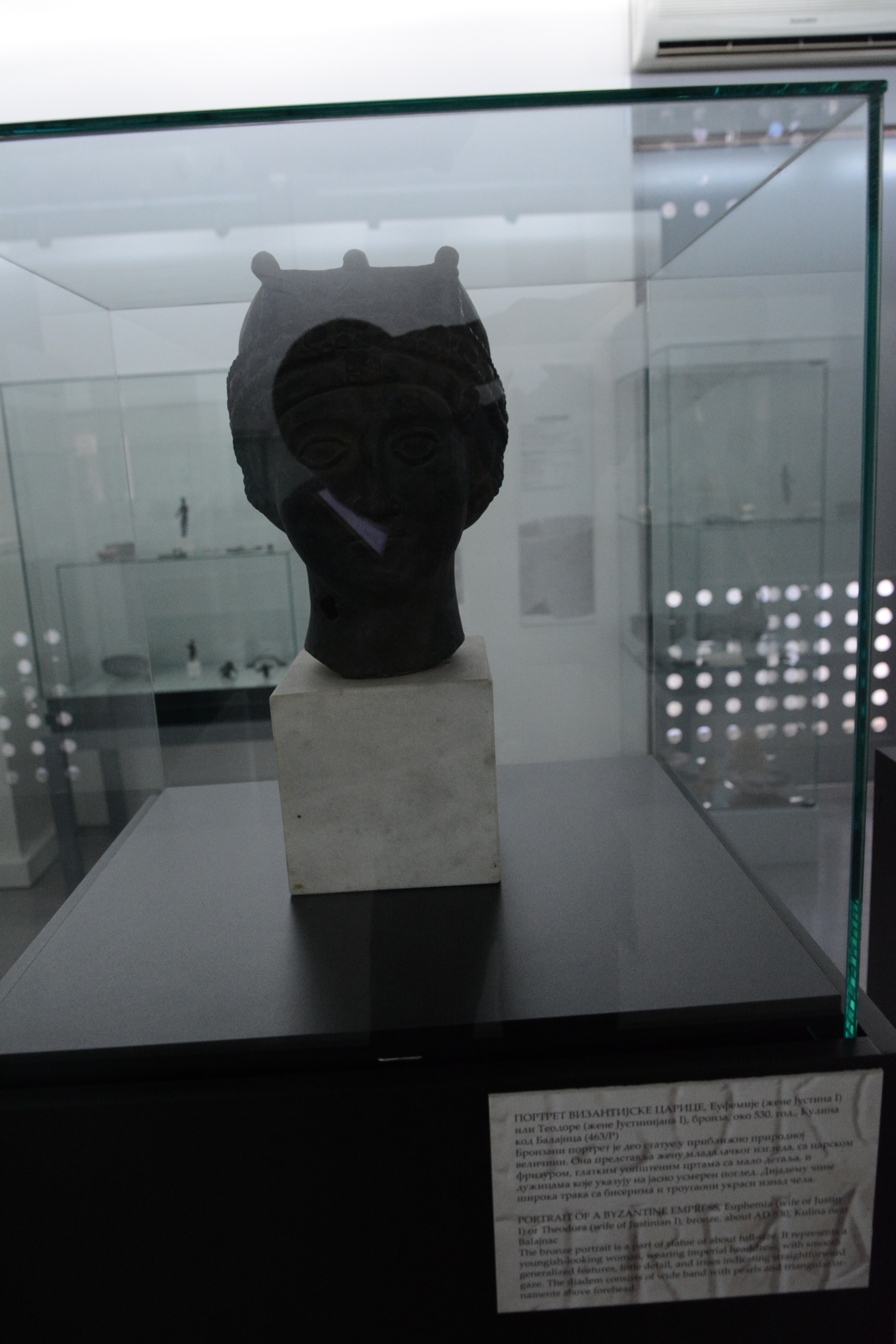
Portrait en bronze d'une impératrice byzantine, site archéologique de Kulina-Balajnac, vers 530.

### Département du Moyen Âge
Les objets présentés dans le département du Moyen Âge couvrent une large période allant de la fin du VIe siècle jusqu'au milieu du XVe siècle, avec quelques objets des XVIIe et XVIIIe siècles qui sortent pratiquement du cadre archéologique. Ces objets proviennent de Niš et de ses environs, mais aussi de Pirot, Kruševac, Knjaževac, Sokobanja, Bela Palanka, Dimitrovgrad ainsi que de Novo Brdo (au Kosovo-et-Métochie) et de Korbovo, dans la vallée du Danube.
Deux nécropoles médiévales sont situées à Niš même, qui contribuent à la connaissance de l'histoire de la ville au Moyen Âge. La nécropole de Glasija (la « nécropole du glacis ») est située au sud-ouest de la forteresse de Niš ; elle remonte aux XIe et XIIe siècles. La nécropole de l'ancienne église Saint-Pantaléon, sur la rive droite de la rivière Nišava, date des XIIe et XIIIe siècles.

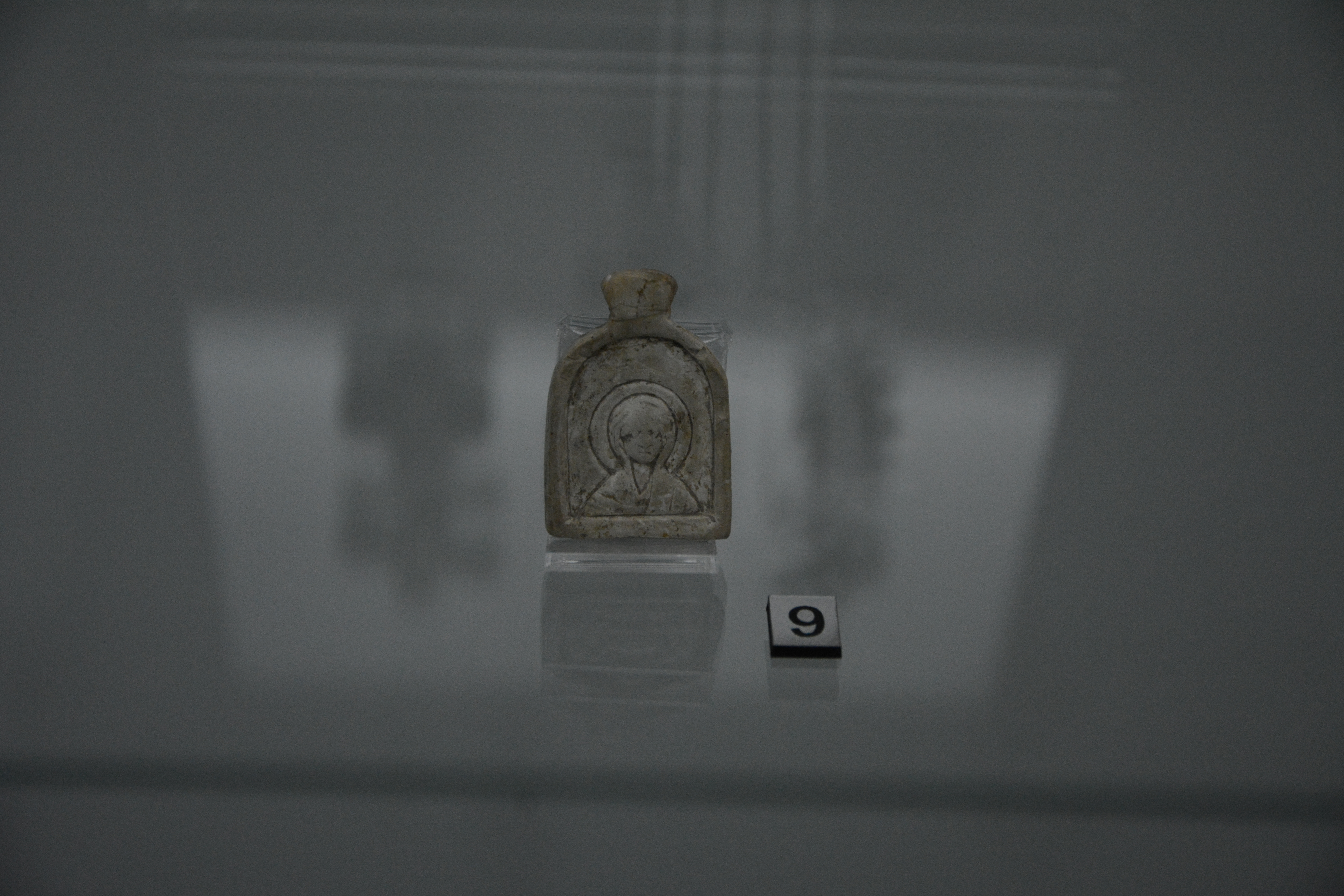
Pièce de la collection.
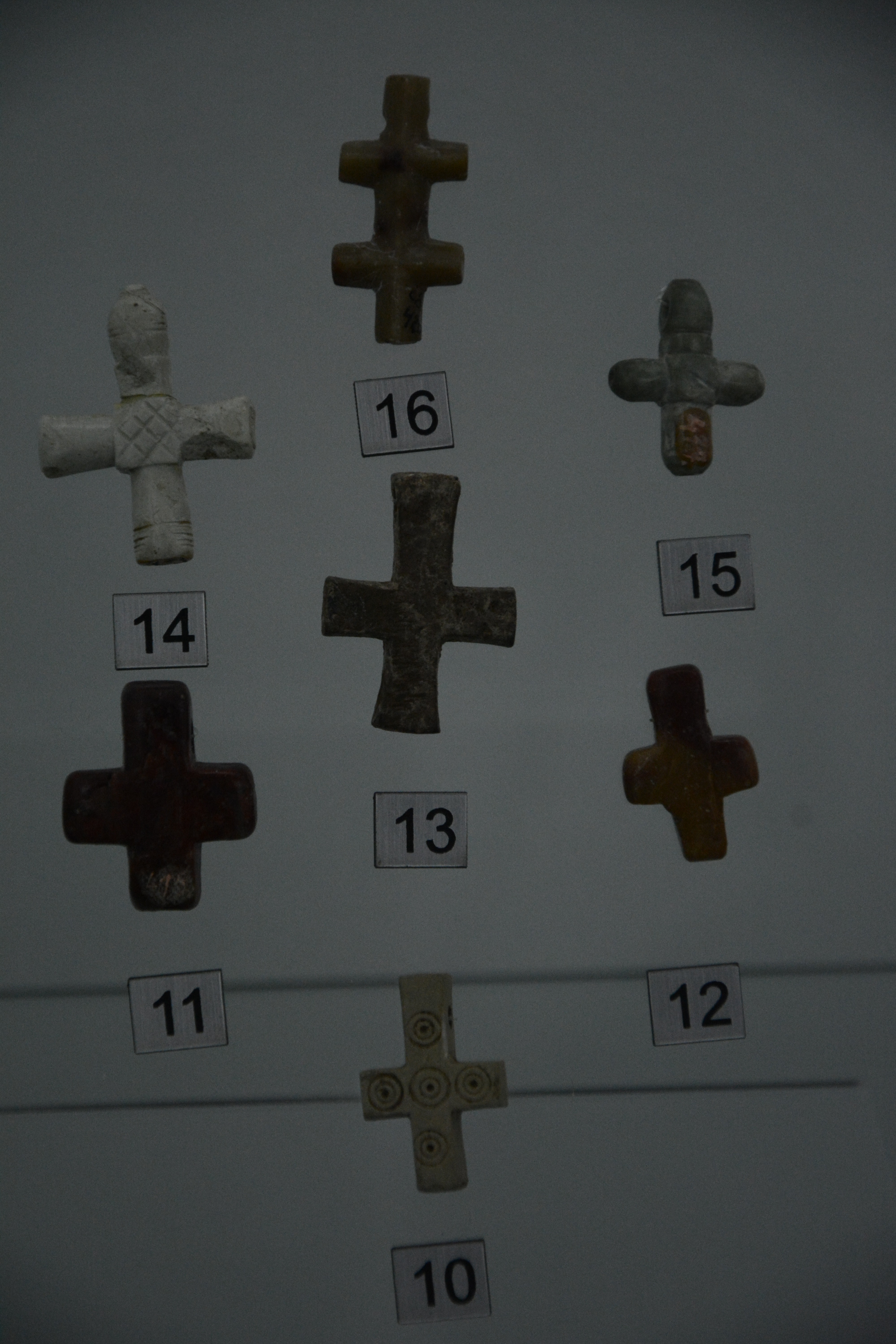
Autres pièces de la collection.
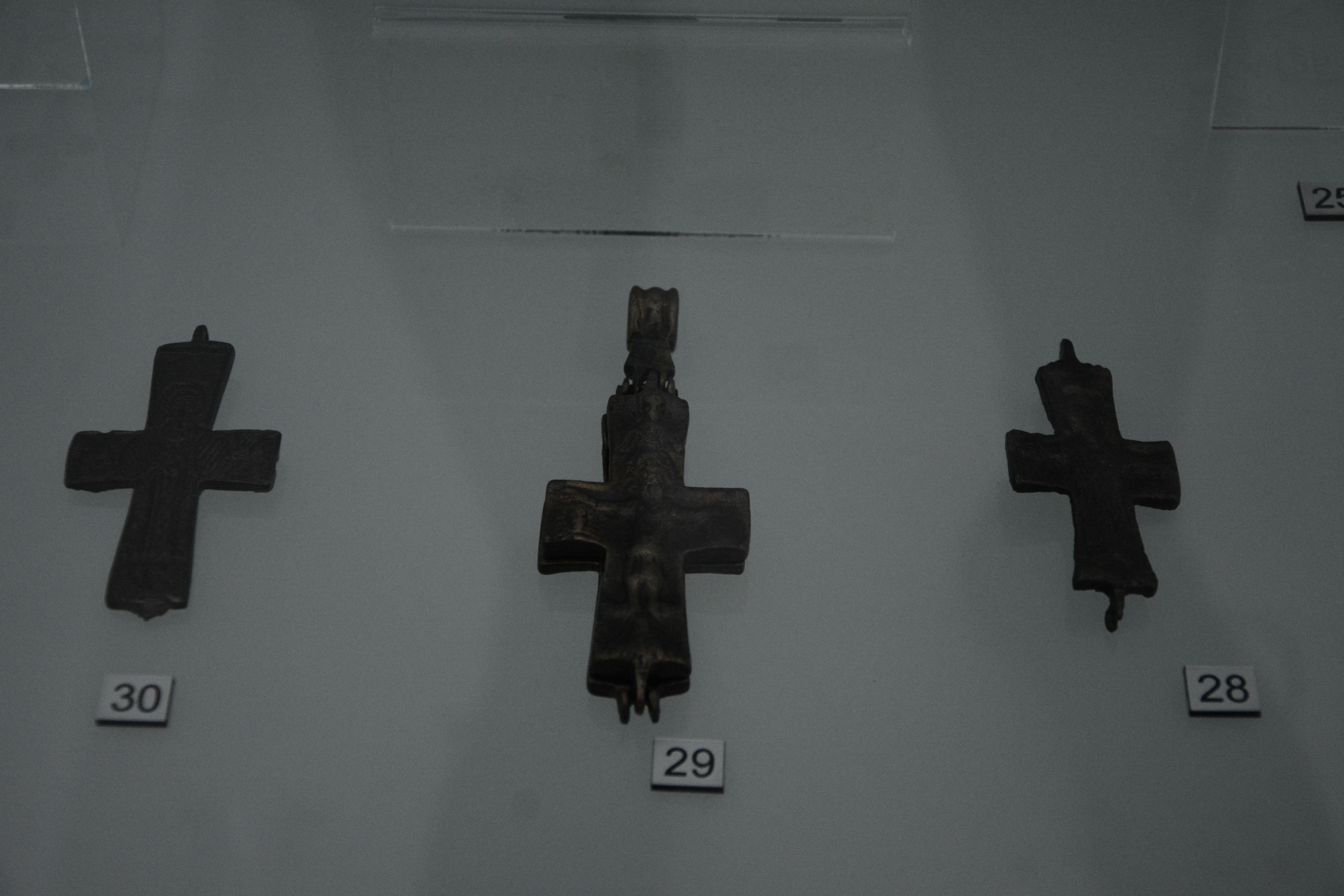
Autres pièces de la collection.
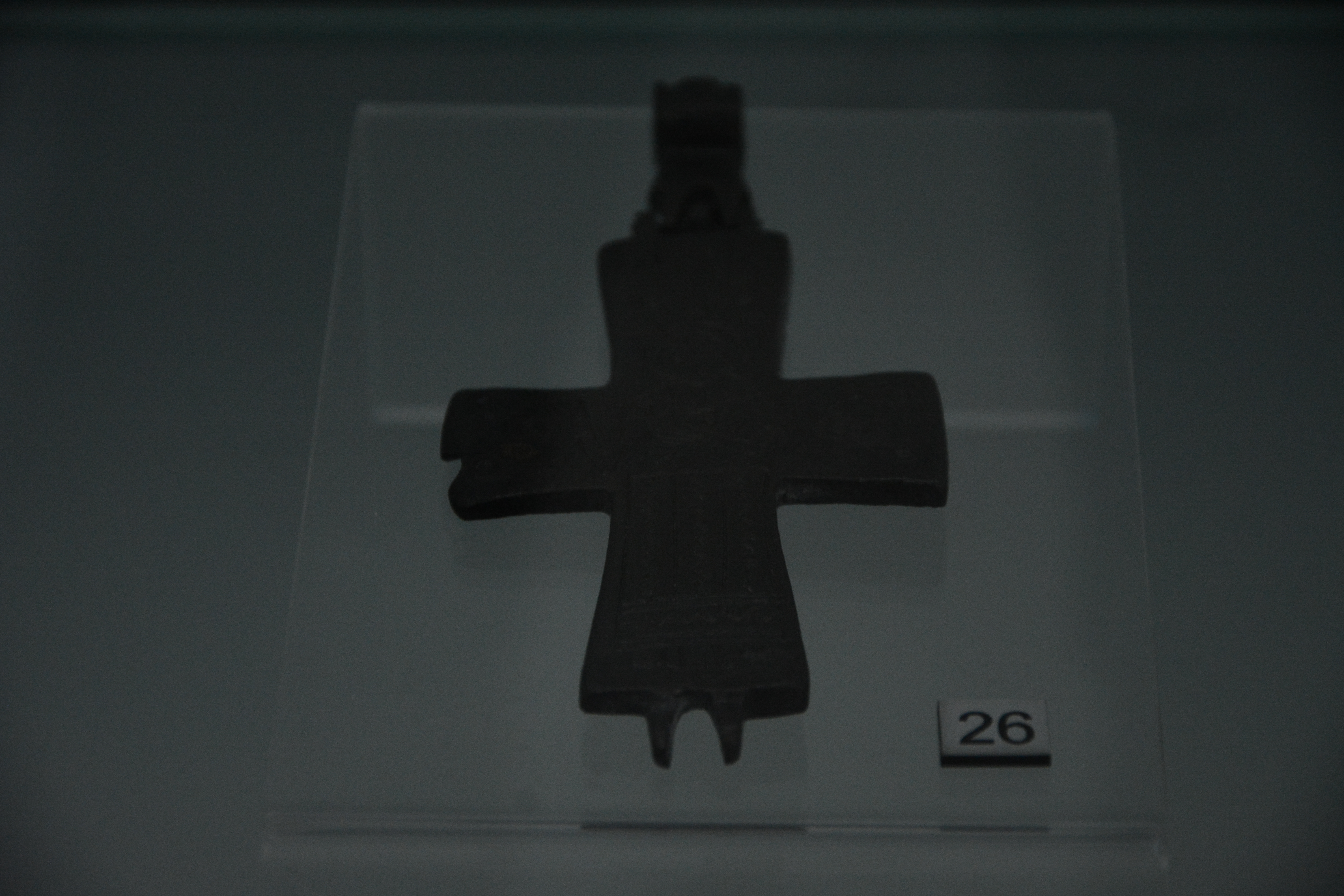
Autre pièce de la collection.

## Numismatique et épigraphie

### Numismatique
La collection de numismatique, qui existe depuis la création du musée, s'est enrichie au fil du temps, d'abord avec la découverte de tout un lot de pièces romaines en argent découvertes sur le site archéologique de Kamenica. Le musée, qui compte environ 11 500 pièces et billets, abrite plusieurs collections : la collection de monnaie grecque, la collection de monnaie romaine, la collection de monnaie byzantine, la collection de monnaie médiévale et la collection de monnaie moderne et contemporaine, le tout couvrant une période allant du IVe siècle av. J.-C. à nos jours. La collection la plus riche est la collection romaine qui compte 8 500 pièces, notamment de grands lots de monnaie en bronze provenant de Kamenica.

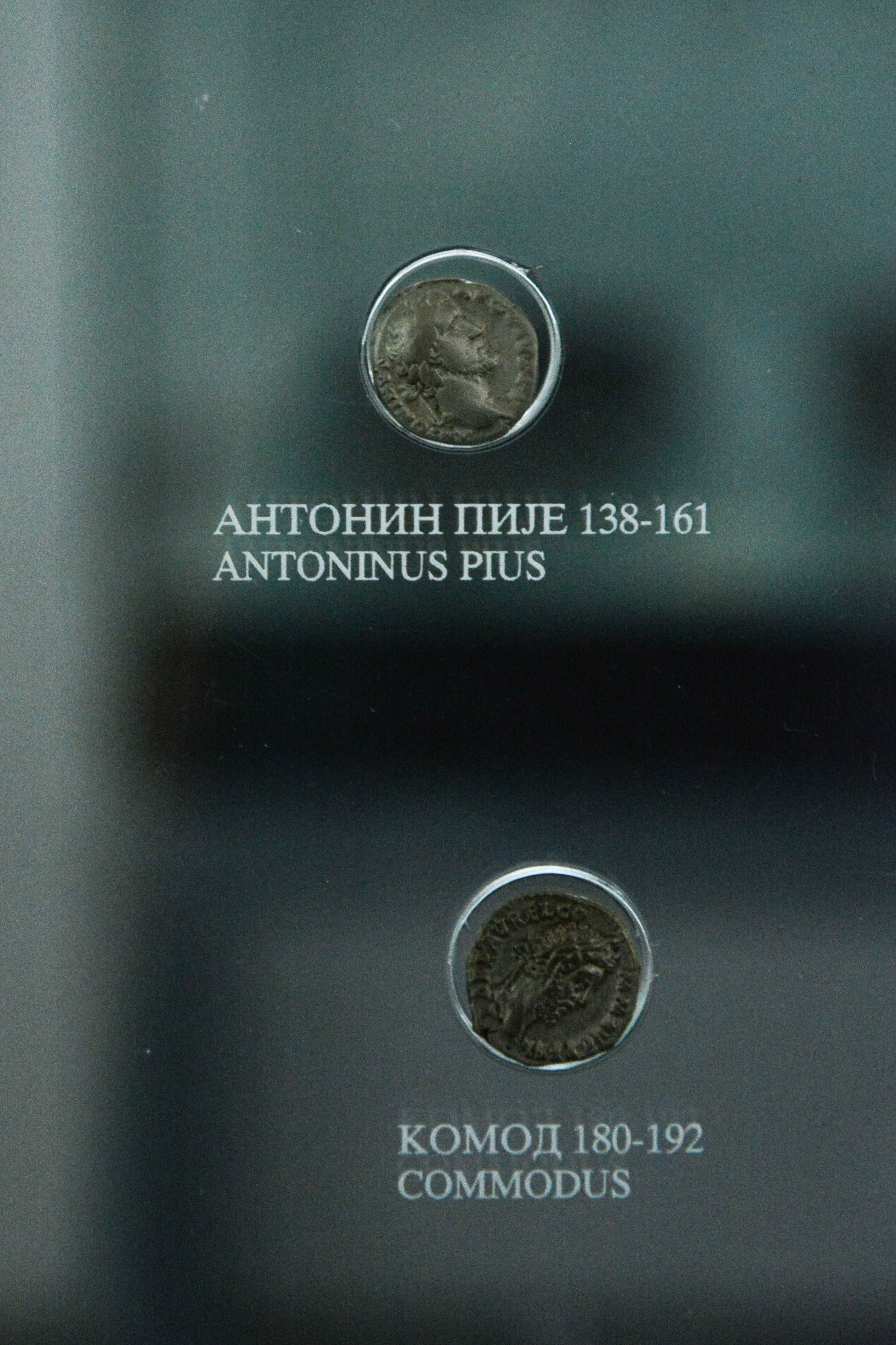
Pièces à l'effigie des empereurs romains Antonin le Pieux (138-161) et Commode (180-192).
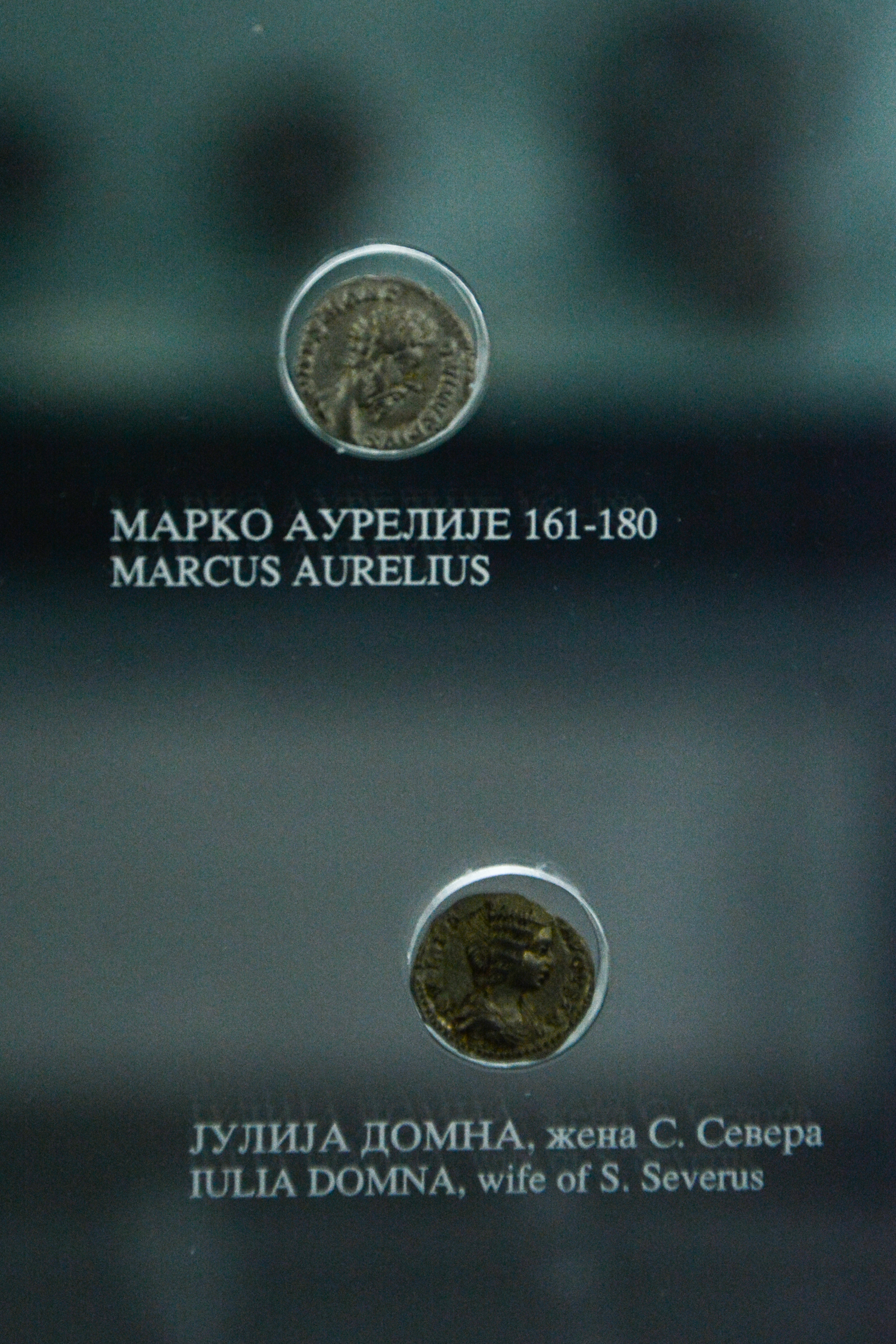
Pièce à l'effigie de l'empereur romain Marc-Aurèle (161-180) et à l'effigie de Julia Domna, la femme de Septime Sévère.
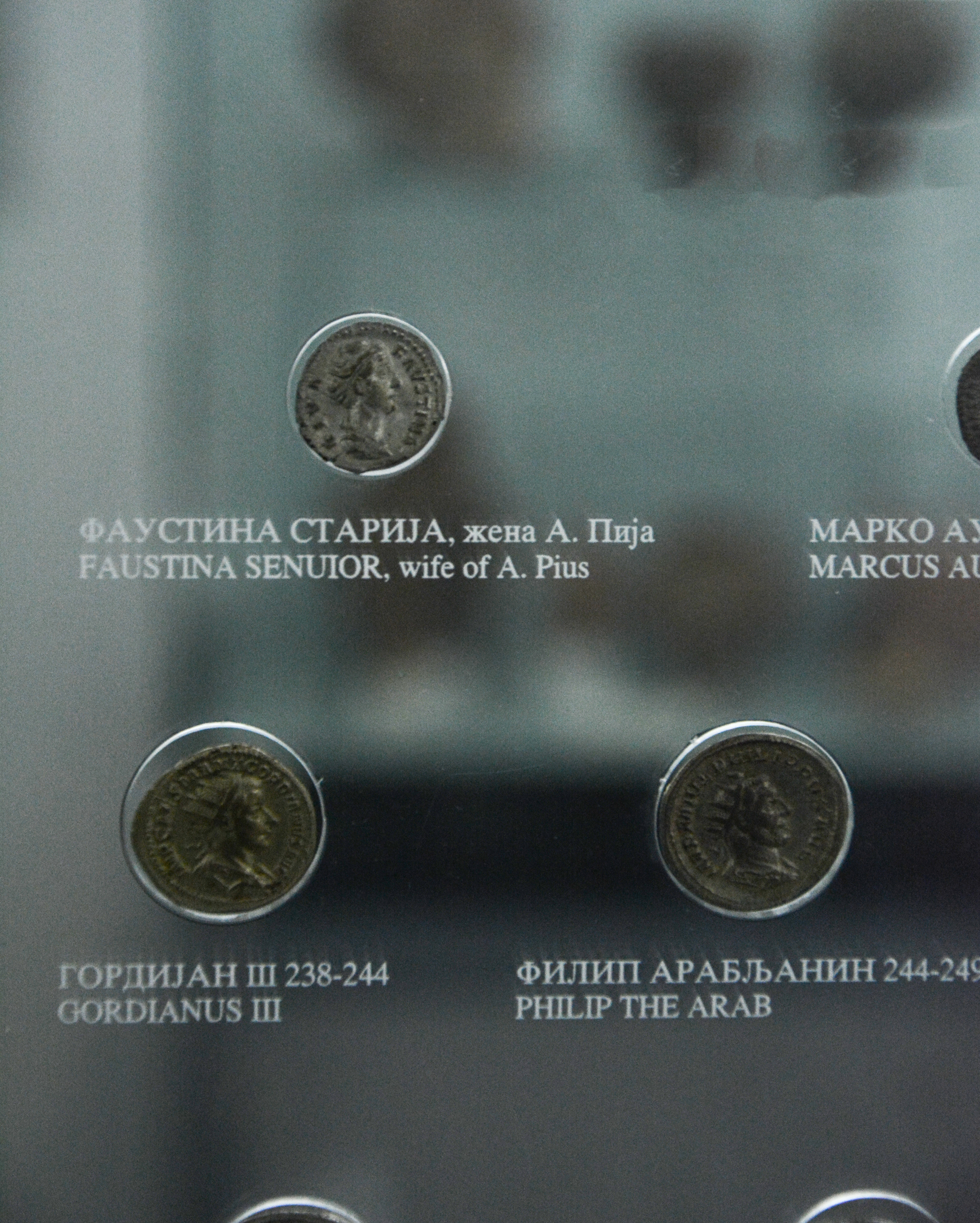
Pièces à l'effigie de Faustine l'Ancienne, la femme d'Antonin le Pieux, et à l'effigie des empereurs romains Gordien III (238-244) et Philippe l'Arabe (244-249).
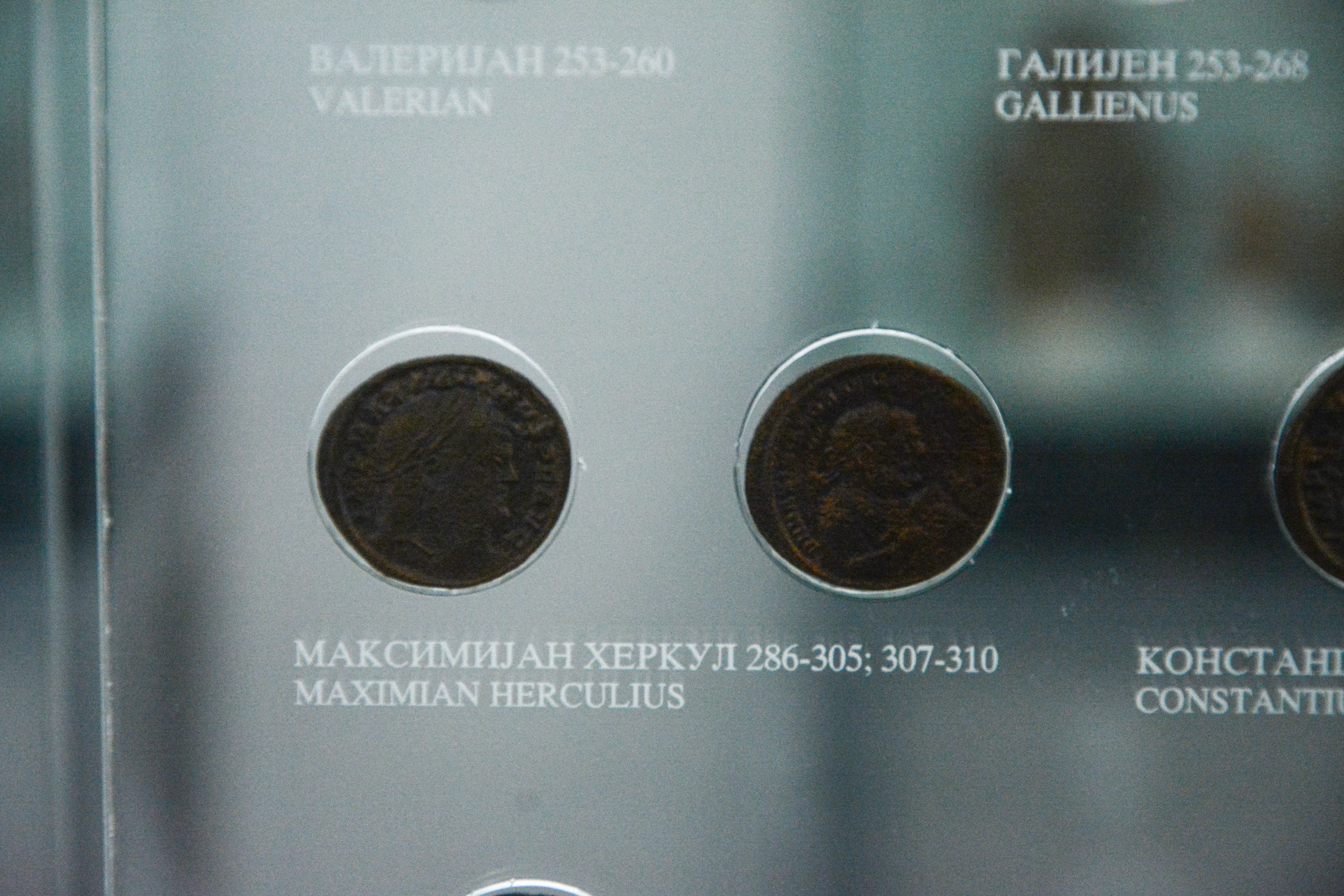
Pièces à l'effigie de l'empereur romain Maximien Hercule (286-305 ; 307-310).
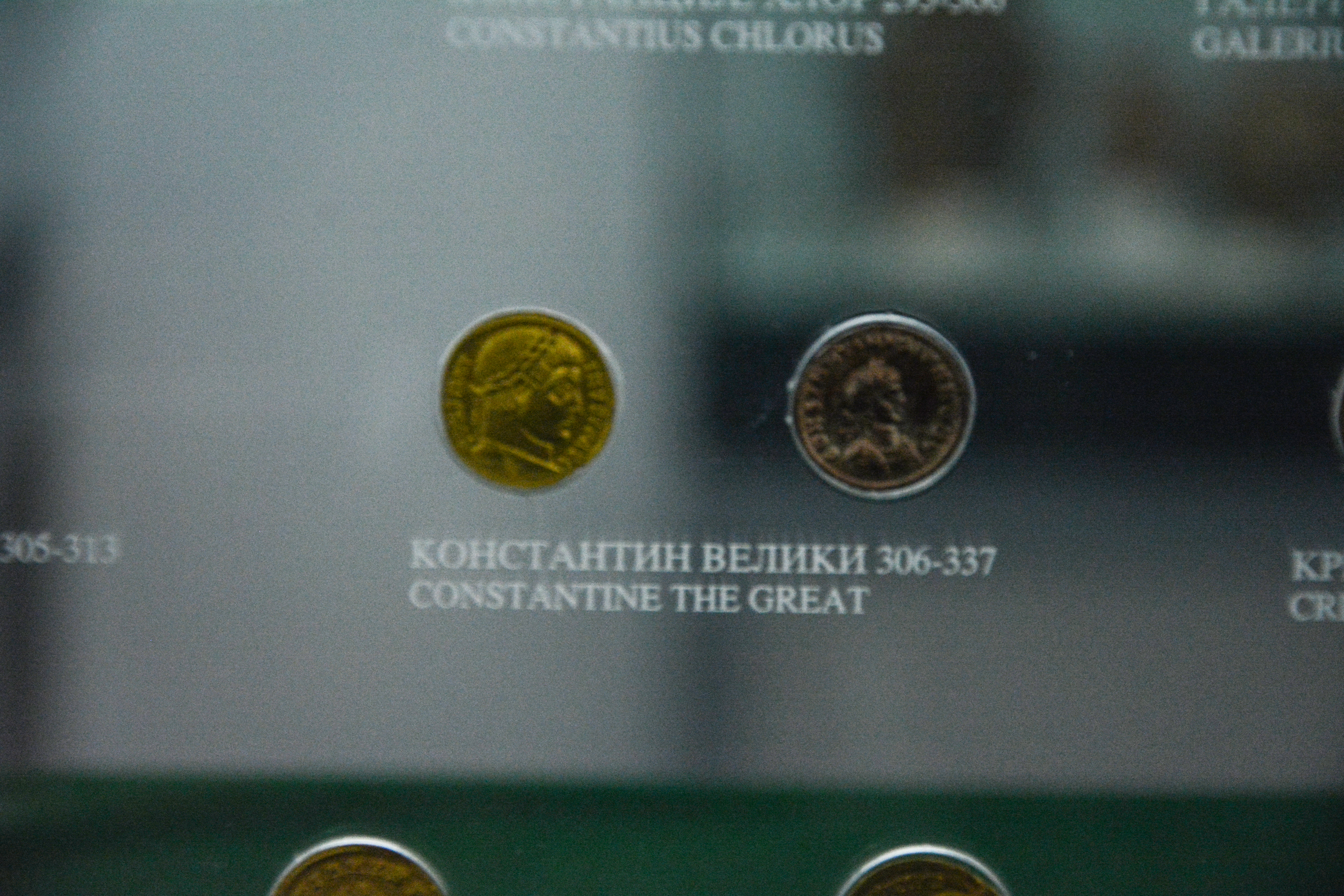
Pièces à l'effigie de l'empereur romain Constantin le Grand (306-337).
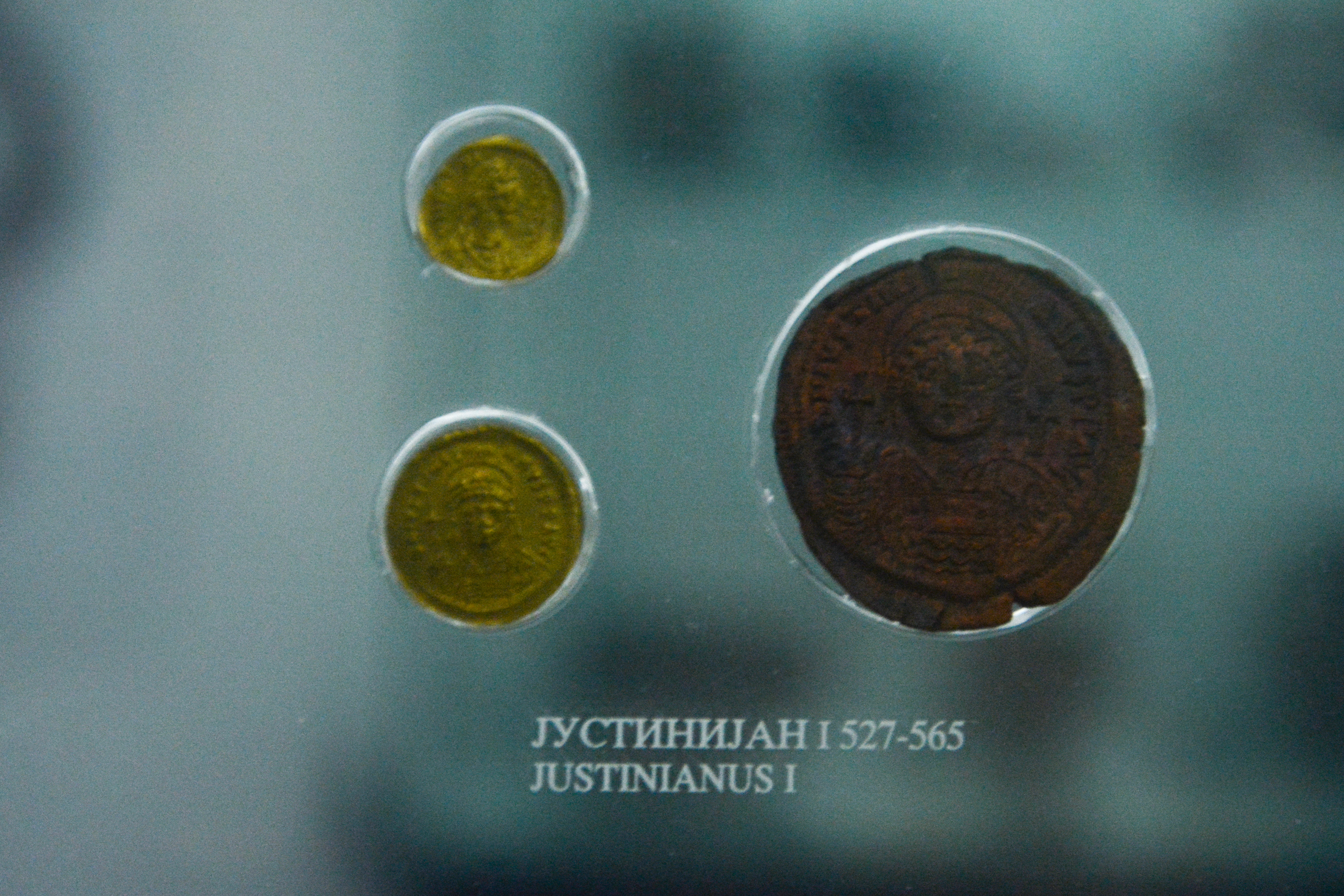
Pièces à l'effigie de l'empereur byzantin Justinien le Grand (527-565).
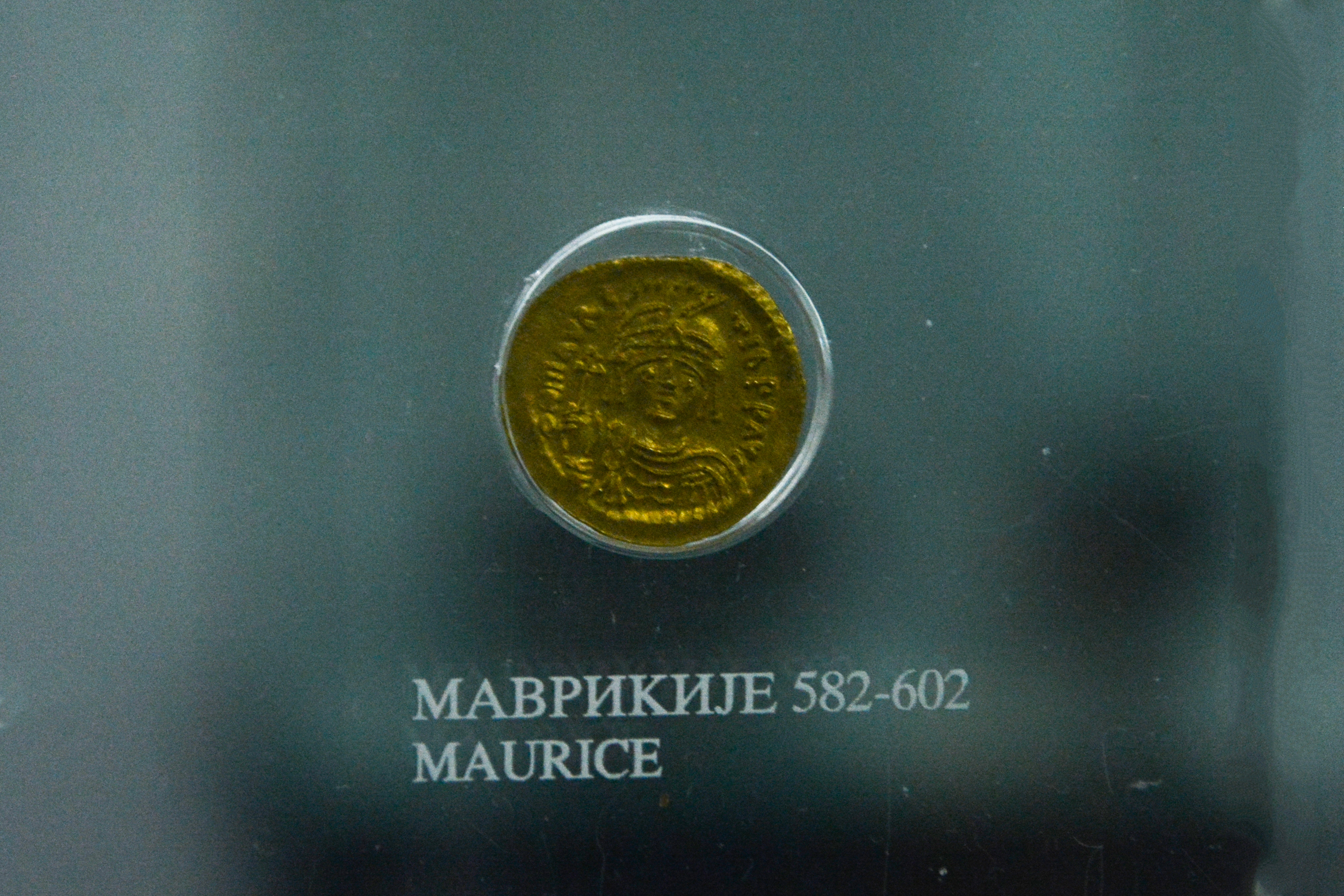
Pièce à l'effigie de l'empereur byzantin Maurice (582-602).
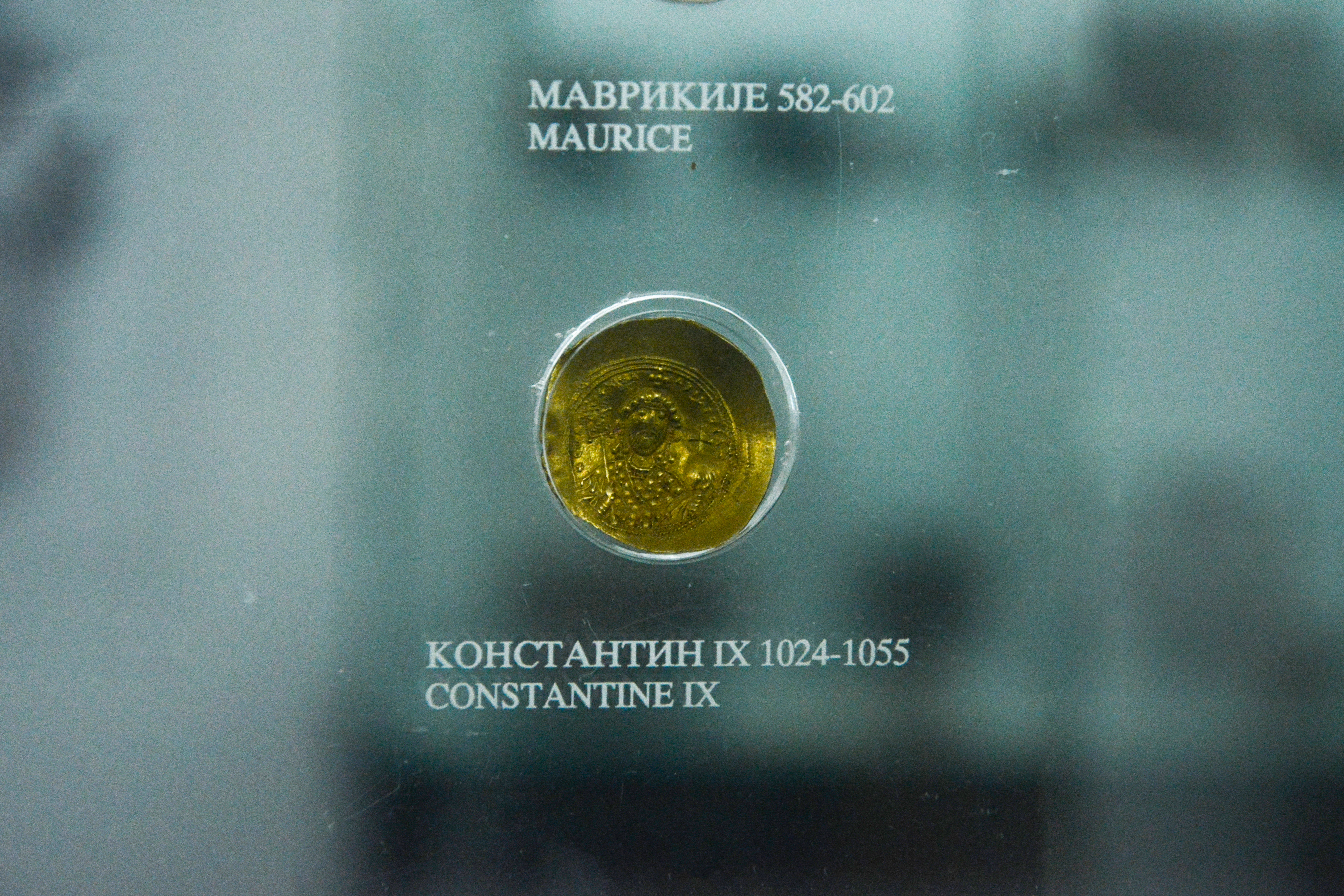
Pièce à l'effigie de l'empereur byzantin Constantin IX (1024-1055).
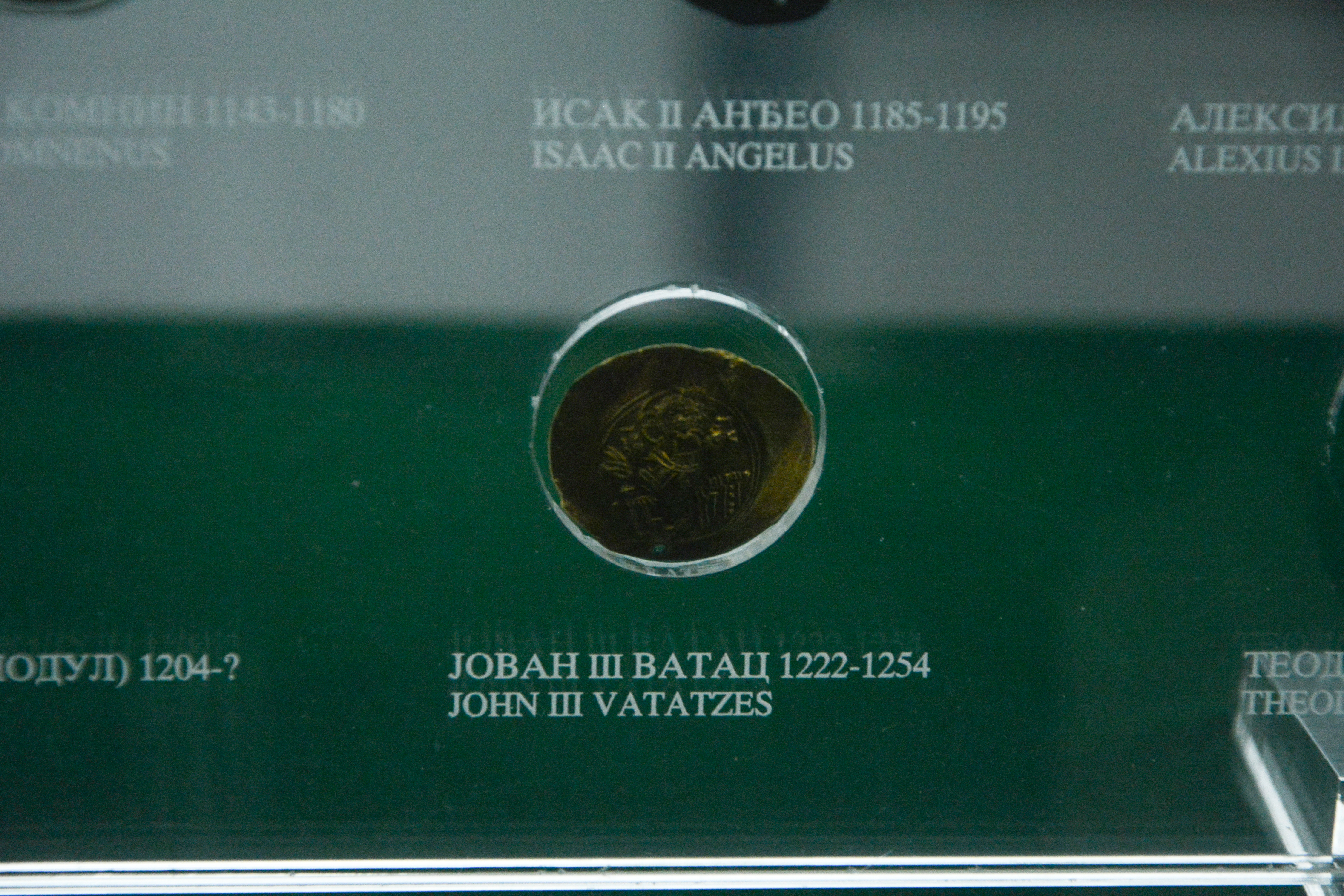
Pièce à l'effigie de l'empereur Jean III Doukas Vatatzès (1222-1254).

### Épigraphie
La collection épigraphique présente près de 150 monuments, provenant de la Niš antique et de Timacum Minus (aujourd'hui Ravna, près de Knjaževac) ; les monuments conservés couvrent une période allant du Ier au VIe siècle. Parmi les monuments les plus intéressants figurent un diplôme militaire romain formé de deux plaques de bronze, le monument votif de Marcus Aurelius Posidonius, décurion du municipe de Naissus (IIe siècle) et des statues votives d'Asclépios et d'Hygie en porphyre, avec une inscription en grec.

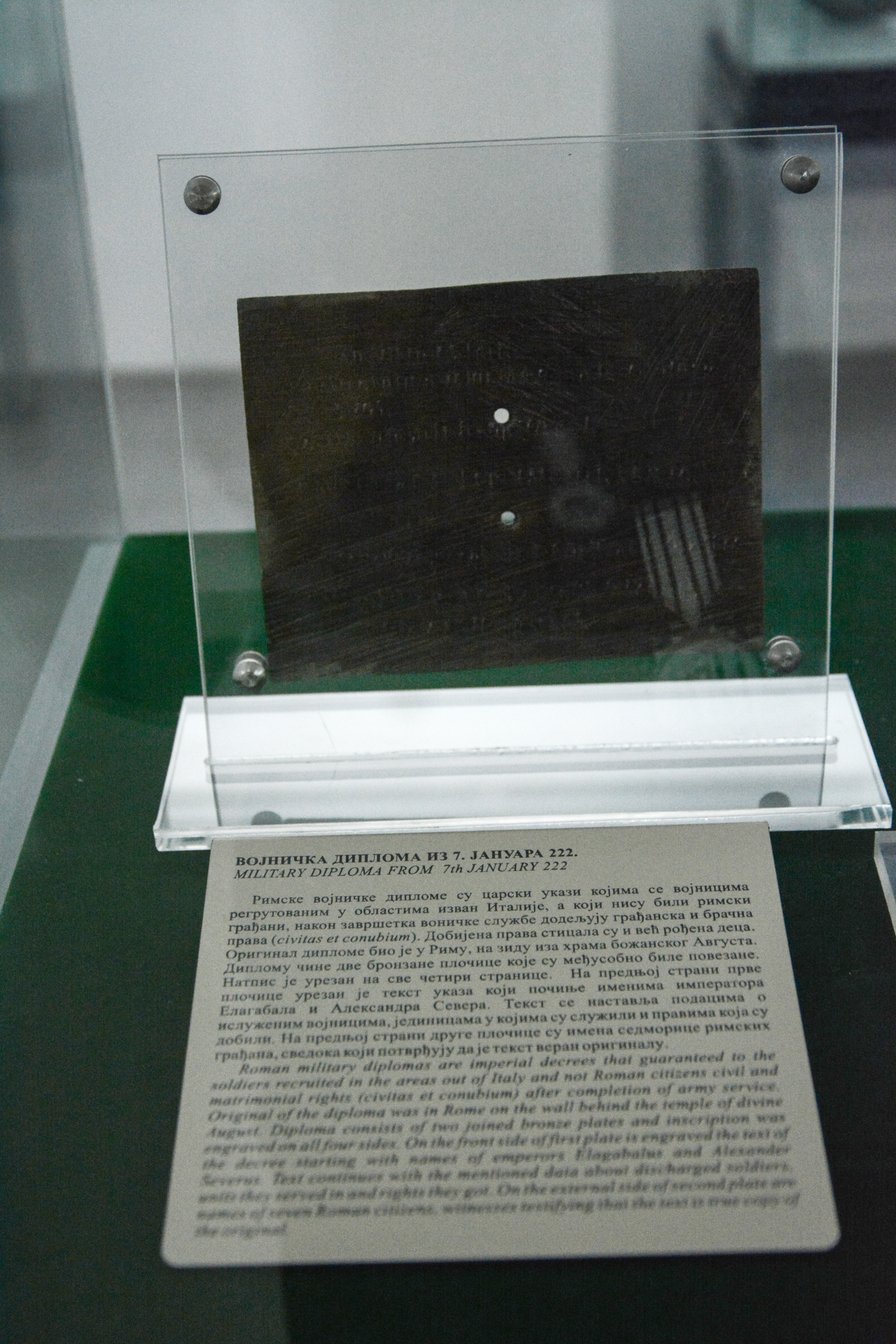
Diplôme militaire en bronze, daté du 7 janvier 222
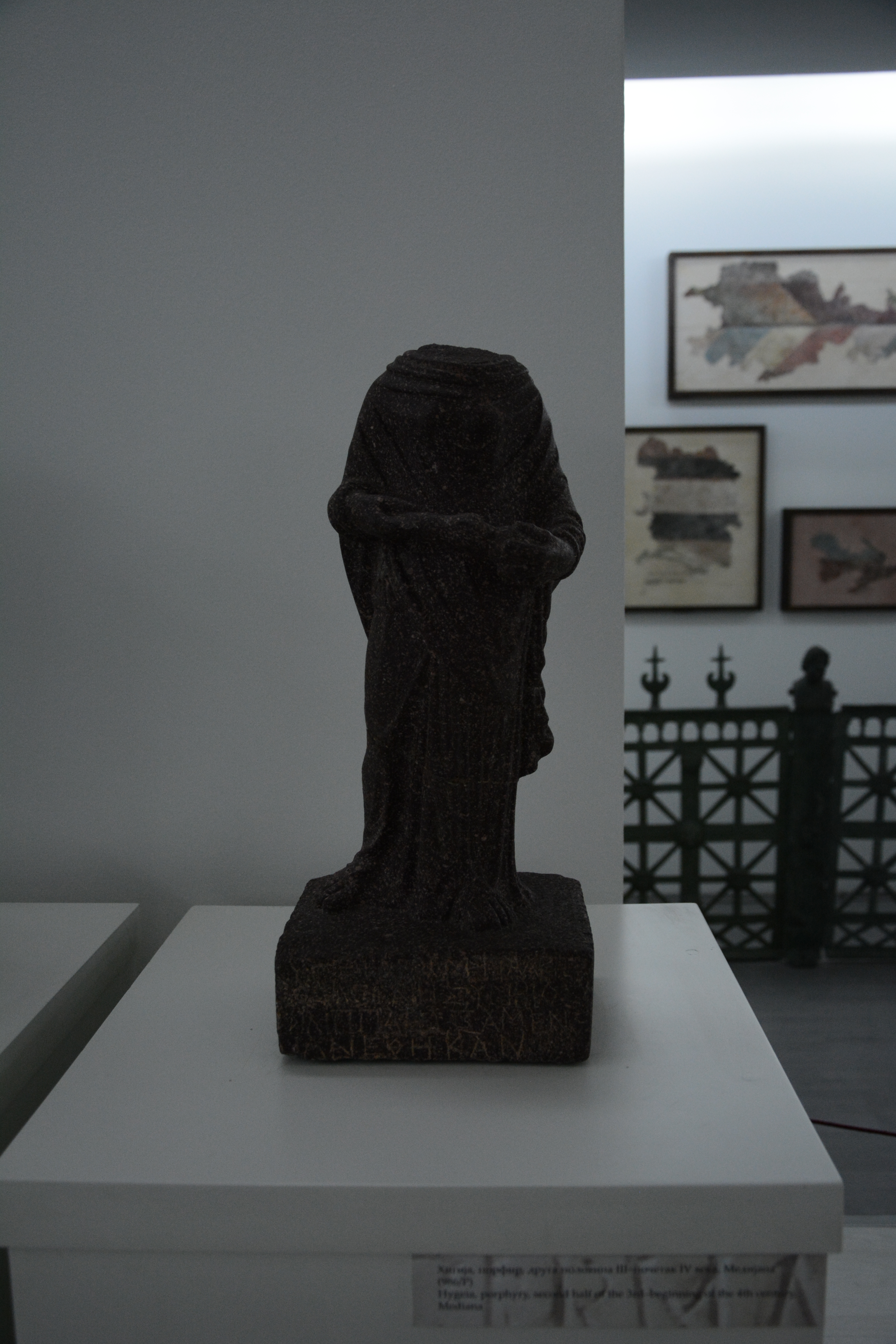
Statue d'Asclépios.
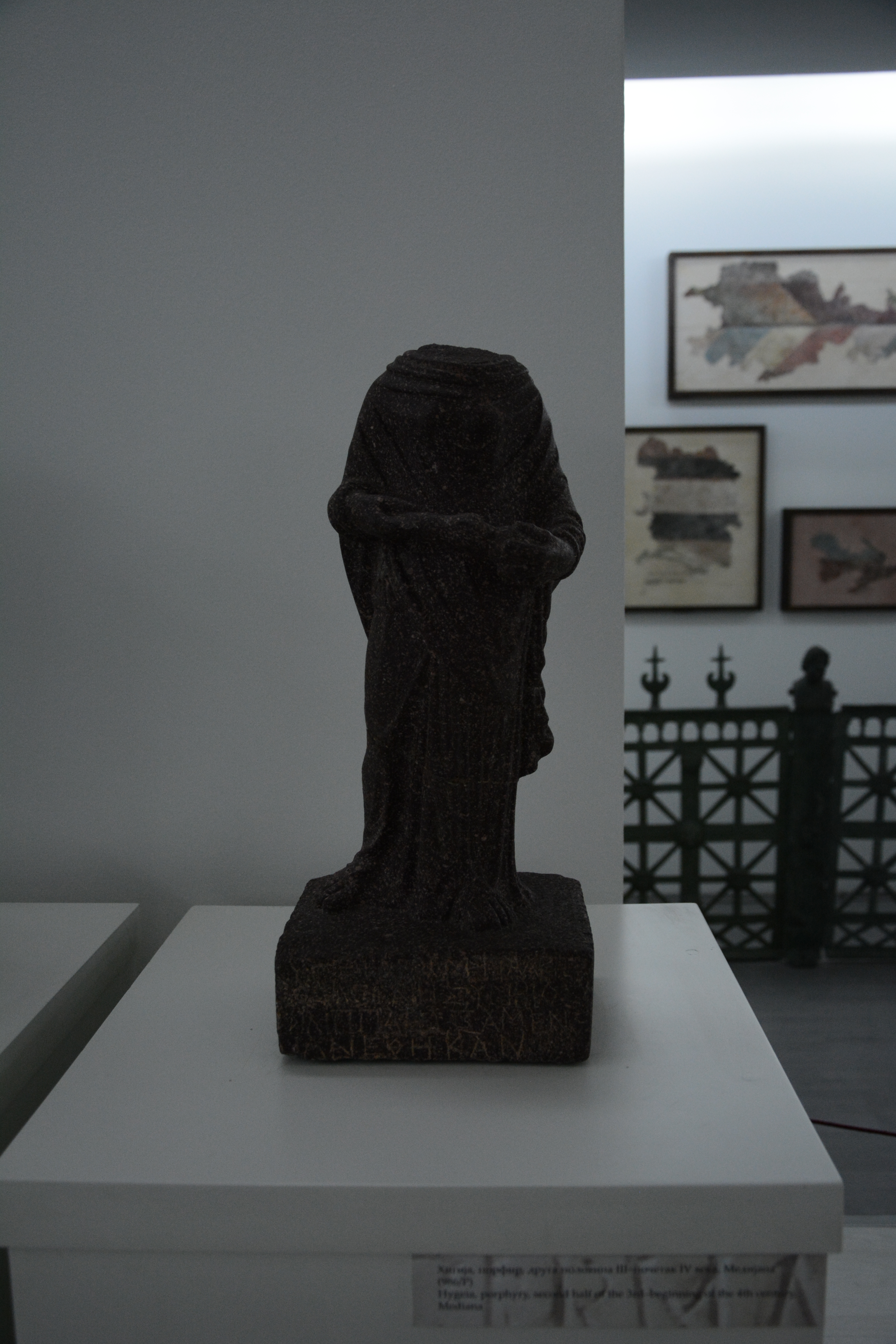
Statue d'Hygie.

## Ethnographie

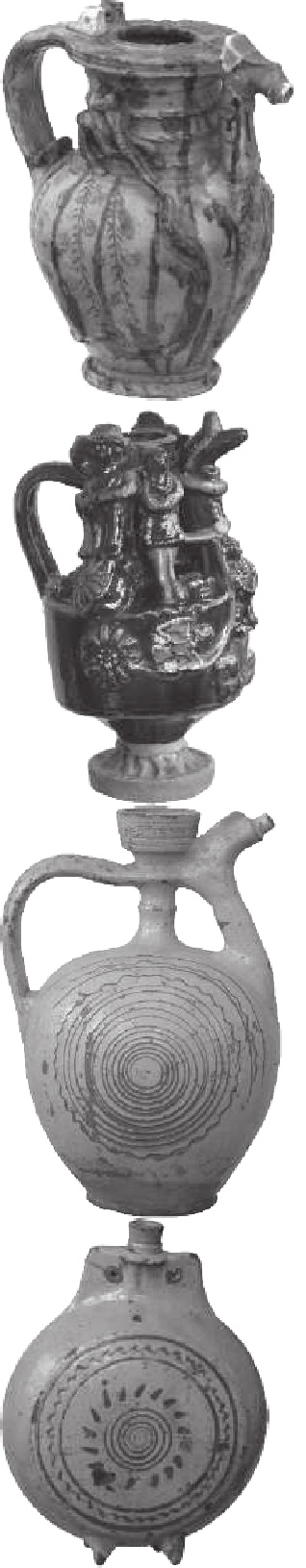
Céramiques de Grkinja, au musée de Niš.

Formée dès la création du musée en 1933, la collection d'ethnographie a d'abord été constituée de dons de l'Association des amis du musée (en serbe : Društvo prijatelja Narodnog muzeja) ; en revanche, elle a été en grande partie détruite lors du bombardement allié de Niš le 2 septembre 1944, qui a directement atteint la maison de Nikola Hristodul où l'institution muséale était hébergée. Après la Seconde Guerre mondiale, le département a été géré par des ethnologues professionnels qui ont consolidé et augmenté la collection. Aujourd'hui, le département abrite plus de 5 500 objets répartis en 17 collections.
On y trouve des vêtements « folkloriques », c'est-à-dire traditionnels, des habitants des villes comme de ceux des campagnes, avec des chemises, des gants, de longs gilets, des robes sans manches, des chapeaux etc., ainsi que des bijoux (bagues, ceintures, bracelets, colliers, boucles d'oreille) ; on y trouve aussi des kilims de Pirot (sortes de tapis aux couleurs souvent très vives) ainsi que des collections de céramiques de Grkinja et de Pirot.
Le département rassemble également des objets usuels en métal et de la vaisselle ; certains de ces objets ont une valeur particulière, comme des ustensiles en cuivre, en fer et en maillechort datant de la fin du XIXe siècle et du début du XXe siècle, ainsi que de la vaisselle en bois. Dans la collection du mobilier urbain et rural figure un coffre destiné à ranger la dot de mariage d'une jeune femme ; la collection d'outils abrite du matériel nécessaire au travail du chaudronnier, de l'argentier, du forgeron, du maréchal-ferrant, du tisserand, du maroquinier ou du tailleur. La collection d'armes comporte des couteaux, des yatagans, des sabres, des pistolets, des fusils à platines à silex.
Le musée abrite une collection d'instruments de musique traditionnels de la région de Niš : flûtes, cornemuses (en serbe : gajde) et gusle (sorte de vièle).
Les curateurs du département collectent et étudient également tout ce qui se rapporte à la culture traditionnelle immatérielle des régions de la Nišava, de Svrljig et du Zaplanje : habitations, coutumes, religion, croyances, superstitions, poésie, contes, danses et vie économique ; ces études font l'objet d'une publication dans la revue Actes (en serbe : Zbornik) publiée par les éditions du musée,.
Par ailleurs, le département coopère avec des associations culturelles et artistiques, notamment avec des groupes folkloriques, afin de les conseiller en cas de besoin sur les costumes, la musique et les coutumes traditionnels.

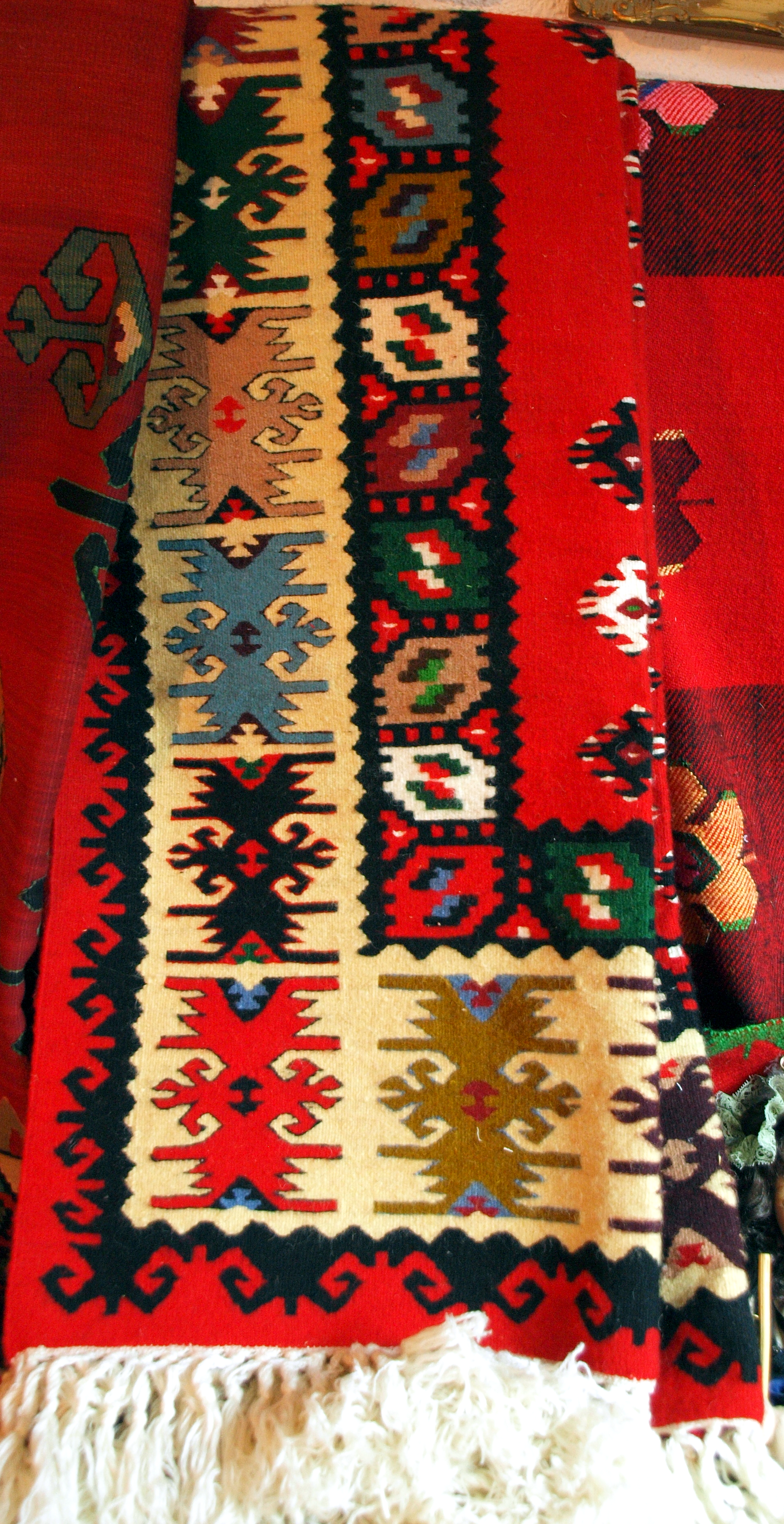
Vue d'un kilim de Pirot.
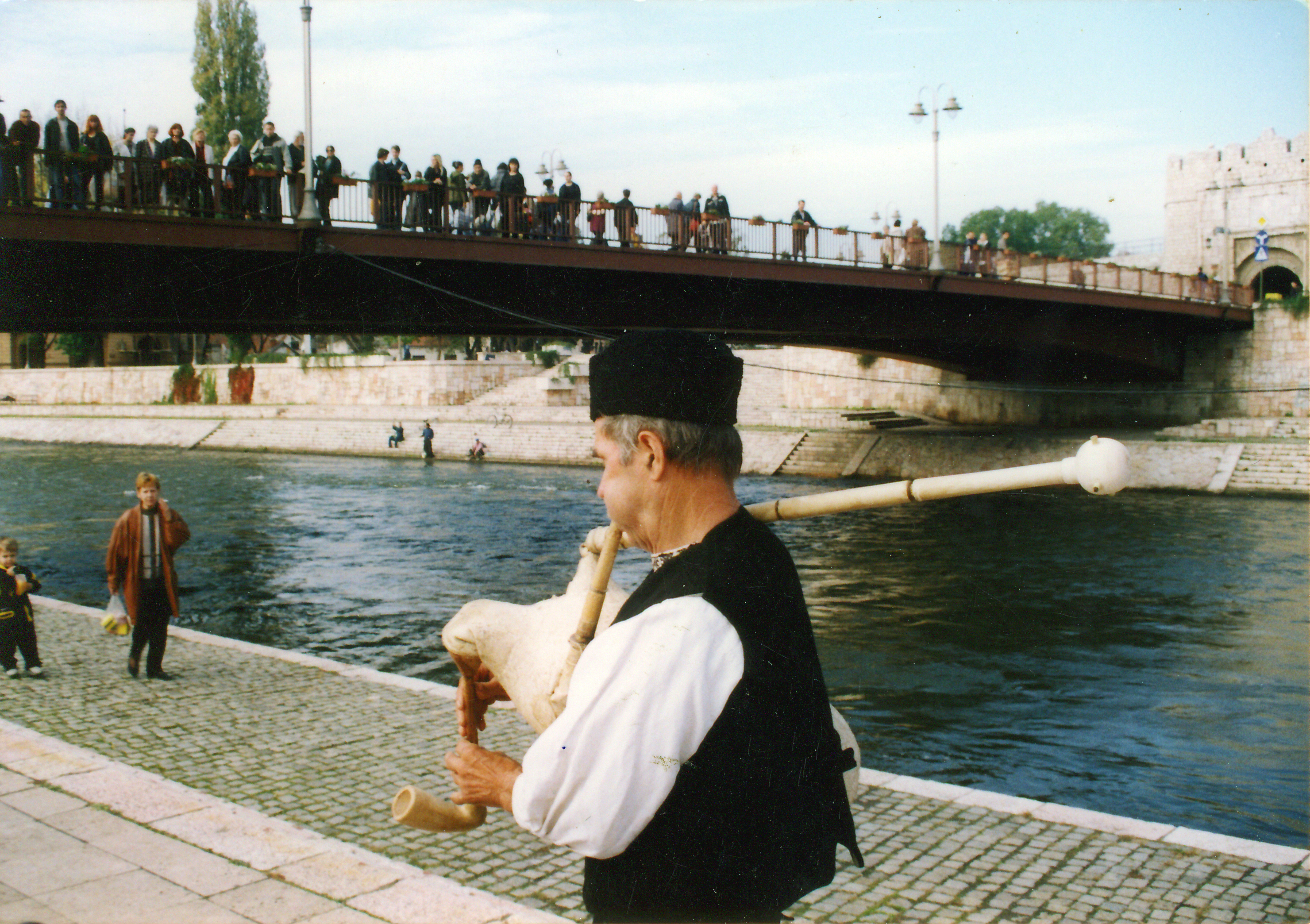
Joueur de cornemuse sur un quai de la rivière Nišava, près de la forteresse de Niš, World music festival de Niš, 2001.
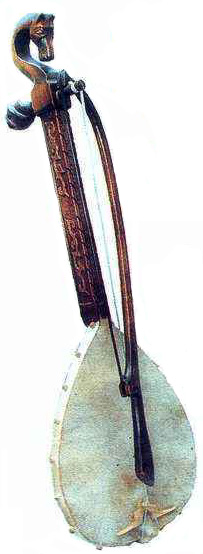
Vue d'une gusle.

## Histoire
Le département d'histoire compte environ 4 000 objets répartis en plusieurs collections : la collection d'armes, la collection de photographie, la collection de cartes postales, la collection de médailles ou la collection de documents d'archive. La collection de médailles est considérée comme la plus précieuse, avec des exemplaires de la fin du XIXe siècle et du début du XXe siècle ; on y trouve les décorations du colonel Miroslav Piletić, le fils du serdar Jole Piletić ; la collection compte aussi la Croix de Takovo de 1878. On peut aussi signaler des objets remontant aux guerres de libération contre les Ottomans et à la Première Guerre mondiale, notamment des objets liés à la campagne de Serbie de 1915 et au repli de l'armée serbe à Corfou, ainsi que des objets liés à la percée du Front de Salonique (1915-1918). Le musée mémorial « 12 février », dans le camp de concentration de Crveni krst, avec ses riches collections présentées in situ, est également rattaché au département d'histoire.
Le département assure la collecte des objets, leur classification, leur inventaire et leur présentation ; il s'occupe aussi de l'aspect pédagogique et promotionnel.

Photographies du vieux Niš
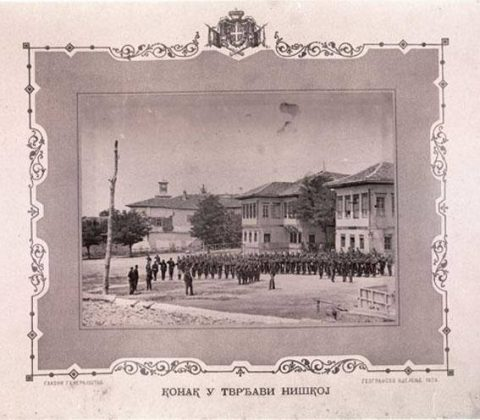
Le konak du pacha, 1878.
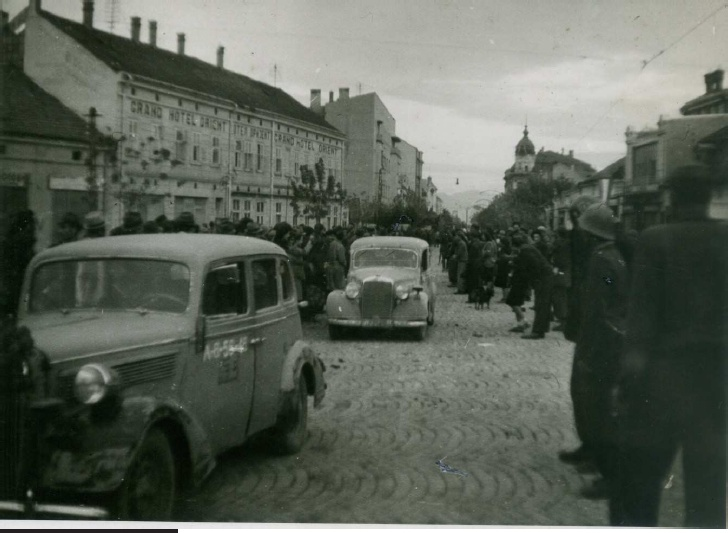
L'arrivée du commandement opération de l'Armée Rouge devant l'hôtel Orijent, rue Vožda Karađorđa, 1944.
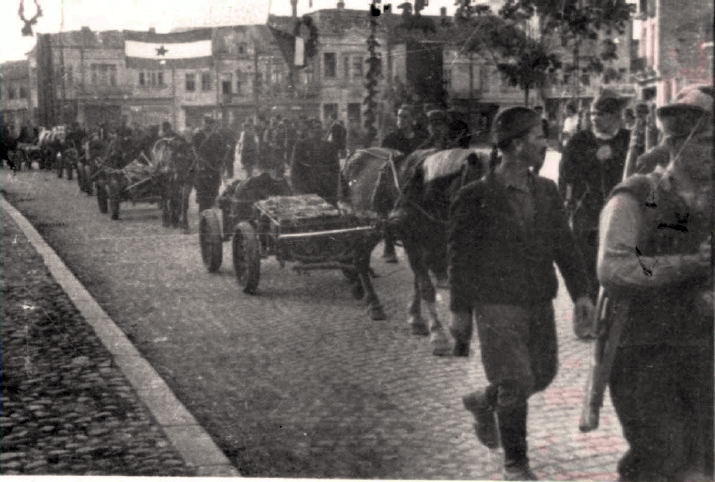
La rue Vožda Karađorđa après Seconde Guerre mondiale, 1944.

## Histoire de l'art
Après la Seconde Guerre mondiale, le noyau initial d'œuvres d'art, en majorité détruit à cause de la guerre, s'est enrichi au point de former une Galerie d'art qui a existé jusqu'en 1970. Grâce à des dons, le musée a pu donner un panorama de l'art serbe des XIXe et XXe siècles, notamment avec des œuvres des peintres du XIXe siècle Nikola Aleksić, Pavel Đurković, Novak Radonić, Uroš Knežević et Stevan Todorović, ; ces artistes constituent comme le fleuron de la collection d'art. Avec la création de la Colonie d'art de Sićevo et jusqu'en 1964, le musée a acheté les créations des artistes de la colonie mais ces achats ont cessé lorsque la Galerie d'art contemporain de Niš est devenue une institution indépendante.
Aujourd'hui, le département d'histoire de l'art compte 989 peintures, sculptures et dessins. On y trouve 57 œuvres du peintre, graveur et dessinateur Ljubomir Ivanović (1882-1945), qui, à partir de 1922, a été membre de l'Académie royale de Serbie, devenue plus tard l'Académie serbe des sciences et des arts. Parmi les peintres présents dans le musée, on peut citer Miroljub Aleksić (1919-2016), né et mort à Niš, qui a été membre de l'Assocation des artistes peintres de Serbie et qui a été un des cofondateurs de la Colonie d'art de Sićevo, ; 21 de ses œuvres sont exposées dans le département. Le sculpteur Antun Augustinčić (1900-1979) y est présent avec 3 œuvres.

## Histoire de la littérature

### Collection Stevan Sremac
Stevan Sremac (1855-1906) a participé à la seconde guerre serbo-turque de 1877-1878 et il a enseigné l'histoire, la langue et la littérature serbes au lycée de Niš de 1879 à 1892 ; c'est dans cette ville qu'il situe son « conte » Zona Zamfirova, une histoire d’amour à Niš au temps jadis ; cette œuvre, écrite en 1903, est considérée comme « l’un des meilleurs romans d’amour de la littérature serbe ». Stevan Sremac a été membre de l'Académie royale de Serbie.
La collection présentée dans le musée à partir de l'héritage de Sremac acheté en 1951-1952 à son ami et biographe, l'écrivain Milorad Pavlović-Krpa, avec deux autres pièces achetée à Angelina Pavlović, la fille de M. Pavlović en 1961 et 1968. La collection s'est enrichie en 2002 grâce à des dons de l'écrivain Kosta Dimitrijević et de l'historien de l'art Nikola Kusovac. Elle compte aujourd'hui 179 objets plus la bibliothèque de Stevan Sremac constituée de 447 livres.
Elle comprend des manuscrits originaux, dont des fragments de la version originale Zona Zamfirova, le manuscrit complet de l'histoire Ibish Aga, des extraits de Kir-Geras, ainsi que les histoires La Fumée dans la fumée, Le Gilet et l'Idéal ; elle abrite aussi des manuscrits de l'écrivain Jovan Đorđević (1826-1900), l'oncle de Stevan Sremac, qui a notamment écrit le Bože Pravde, l'hymne national de la Serbie. On y trouve des documents personnels, comme des notes préparatoires pour les cours d'histoire, des photographies, des cartes postales ou encore une carte scolaire de géographie imprimée à Vienne en 1880, et une carte de la Suède et de la Norvège vers 1880. On peut y voir des objets personnels de l'écrivain et des meubles lui ayant appartenu (bureau), table de salon, chaise de repos), des lithographies ainsi que deux tableaux, dont une huile de Cyril Kutlík représentant le Le Songe du prince Marko peinte vers 1900. 
Parmi les livres de la bibliothèque de Stevan Sremac, en plus des manuscrits et des livres rédigés en serbe, on peut signaler des ouvrages écrits en allemand, en russe, en français, en bulgare, en hongrois et en latin. Parmi les livres considérés comme exceptionnels figurent une ancienne édition de la Bible en slavon d'église publiée à Moscou en 1762, des œuvres de Vuk Stefanović Karadžić (1787-1864) publiées à Vienne de 1845 à 1857 dans le monastère arménien de la capitale autrichienne et une Petite Grammaire serbe (en serbe : Mala srpska gramatika) de Đuro Daničić (1825-1882) de 1850.

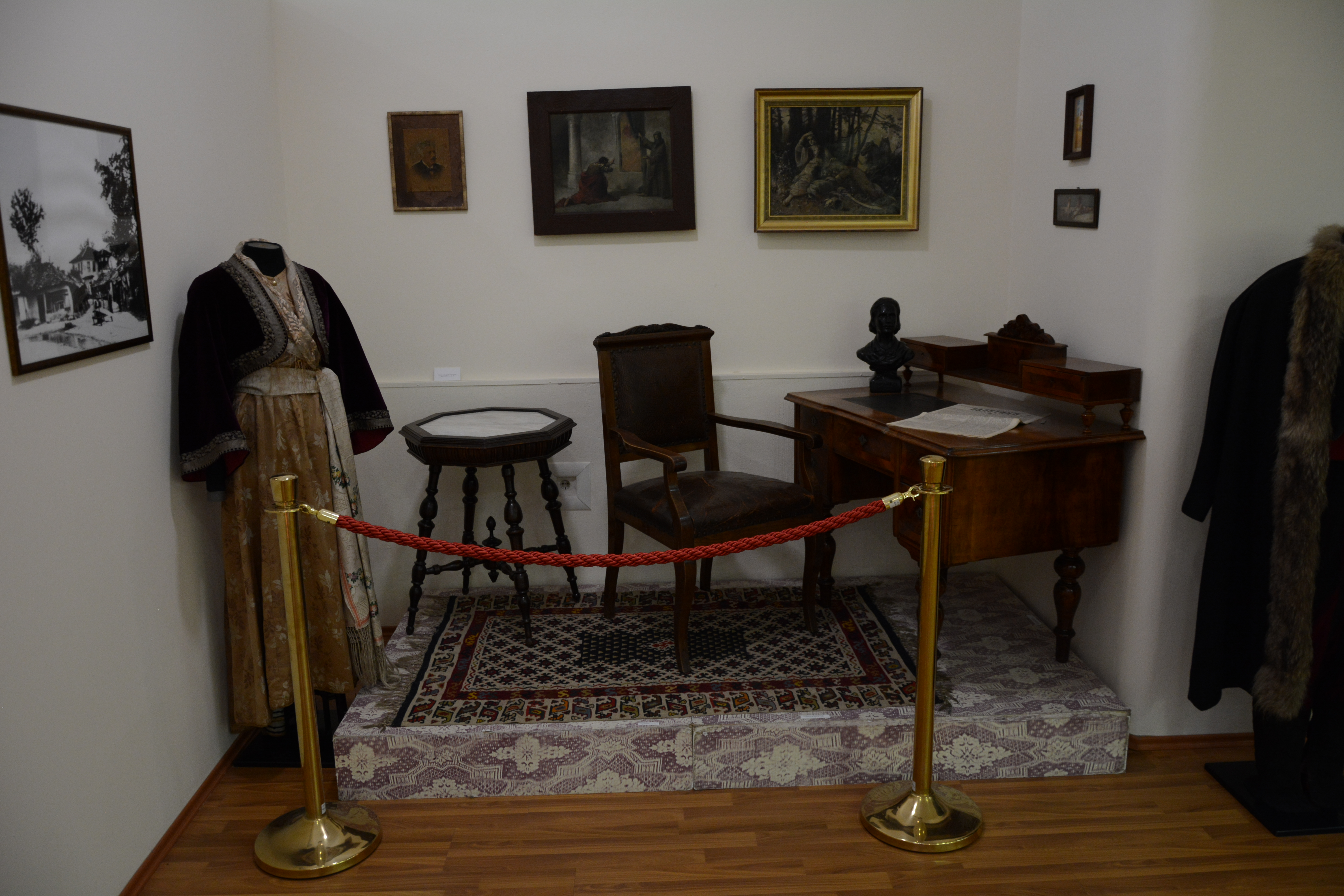
Vue de la pièce commémorative Stevan Sremac.
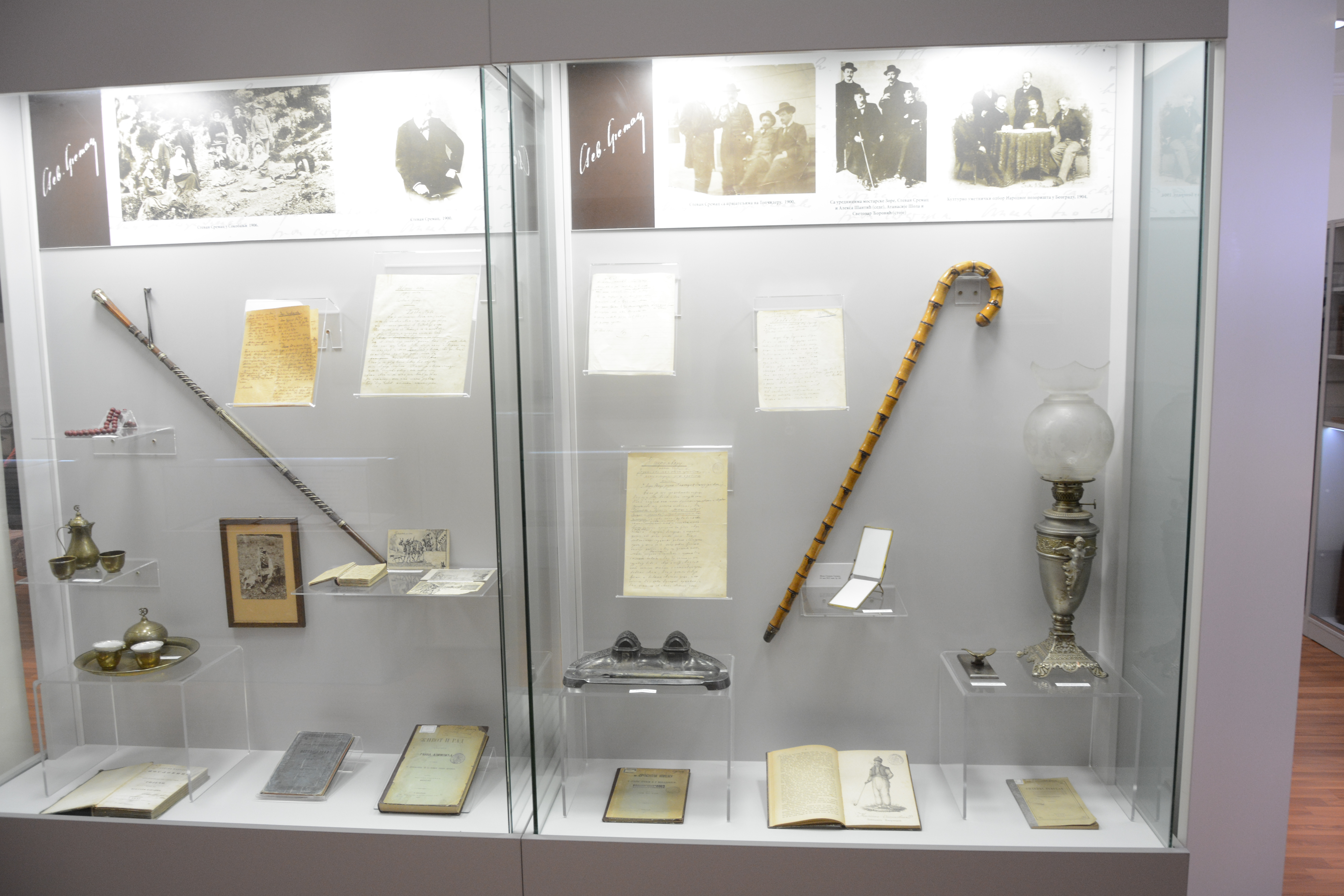
Vitrine avec des souvenirs liés à Stevan Sremac.
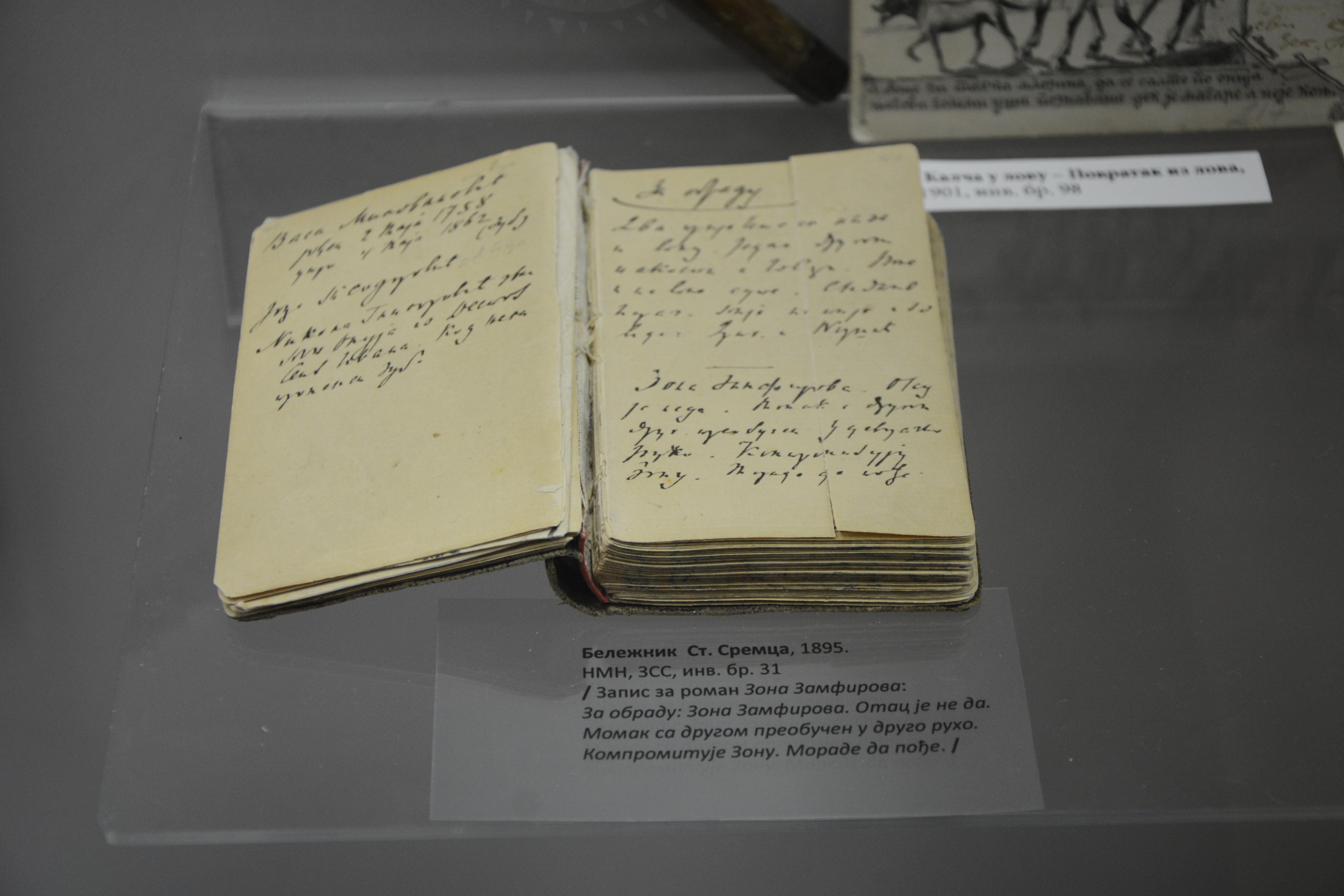
Notes manuscrites pour le roman Zona Zamfirova.

### Collection Branko Miljković
Le poète Branko Miljković est né à Niš en 1934 et mort à Zagreb en 1961 ; sa maison familiale à Niš est aujourd'hui inscrite sur la liste des monuments culturels protégés de la république de Serbie (identifiant no SK 2094) ; il a par ailleurs effectué ses études secondaires au lycée Stevan Sremac de la ville. Durant sa courte vie, il a publié cinq recueils de poésie : En vain je la réveille (Uzalu je budim, 1957), Par la mort contre la mort (Smrću protiv smrti, 1959, avec Blaž Šćepanović), L'Origine de l'espoir (Poreklo nade, 1960), traduit et publié en français à Paris en 1982, Le Feu et le Rien (Vatra i ništa, 1960), traduit en français et publié en 1999 puis retraduit et publié en 2010 aux éditions L'Àge d'Homme sous le titre L'Éloge du feu, et Du Sang qui brille (Krv koja svetli, 1961) ; il a lui même traduit des poètes russes et français et publié des critiques et des essais littéraires.
En 1971, à l'occasion du 10e anniversaire de la mort du poète, la famille Miljković a fait don de son héritage à la ville de Niš qui l'a confié au musée pour constituer la « collection Branko Miljković » ; la partie de l'héritage restante, notamment les meubles de la chambre à coucher du poète, a été donnée par la famille en 1981. La collection compte aujourd'hui 1 173 objets ainsi que la bibliothèque du poète qui comprend 444 livres, dont 39 sont dédicacés ; la collection abrite notamment des manuscrits, des traductions ainsi que des documents (papiers d'identité, lettres, télégrammes, photographies etc.), des objets et des meubles ayant appartenu à l'écrivain.
En 2011, le musée a consacré une monographie intitulée Branko Miljković, la poésie comme destin qui est le catalogue d'une exposition réalisée la même année. Ce catalogue recense les objets de la collection et, notamment, les livres de sa bibliothèque personnelle.

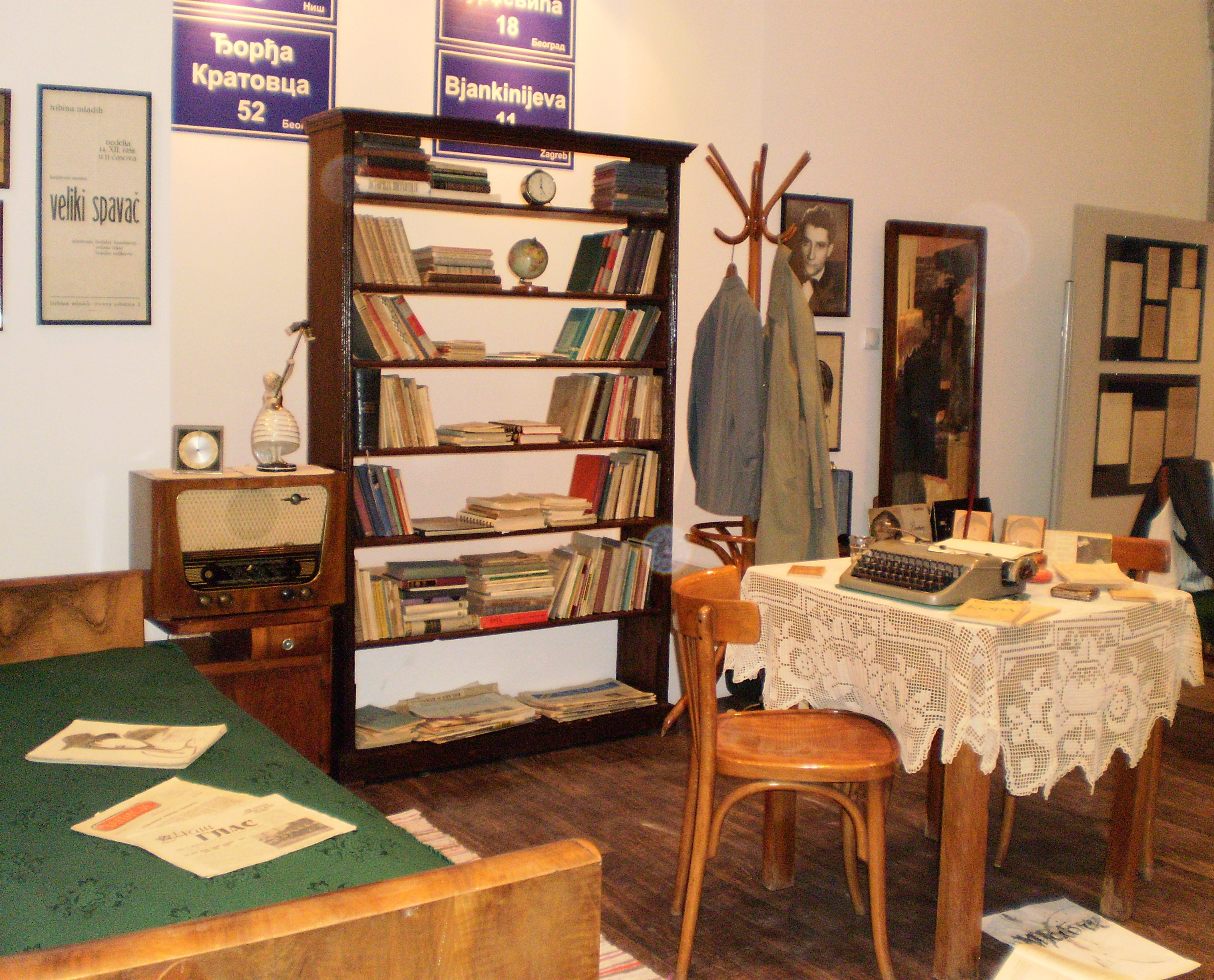
Pièce commémorative de Branko Miljković.
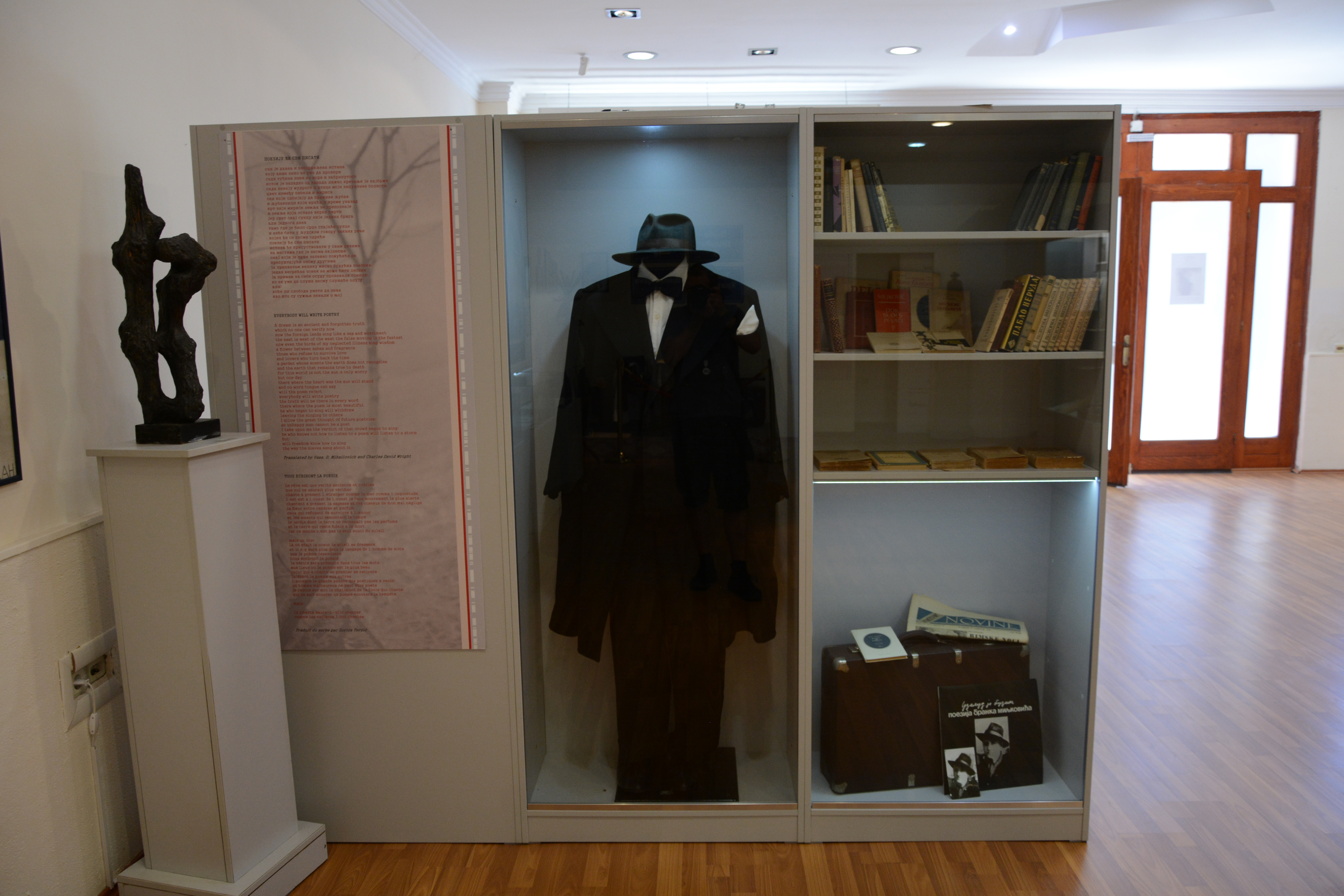
Souvenirs de Branko Miljković, avec son manteau (1957).
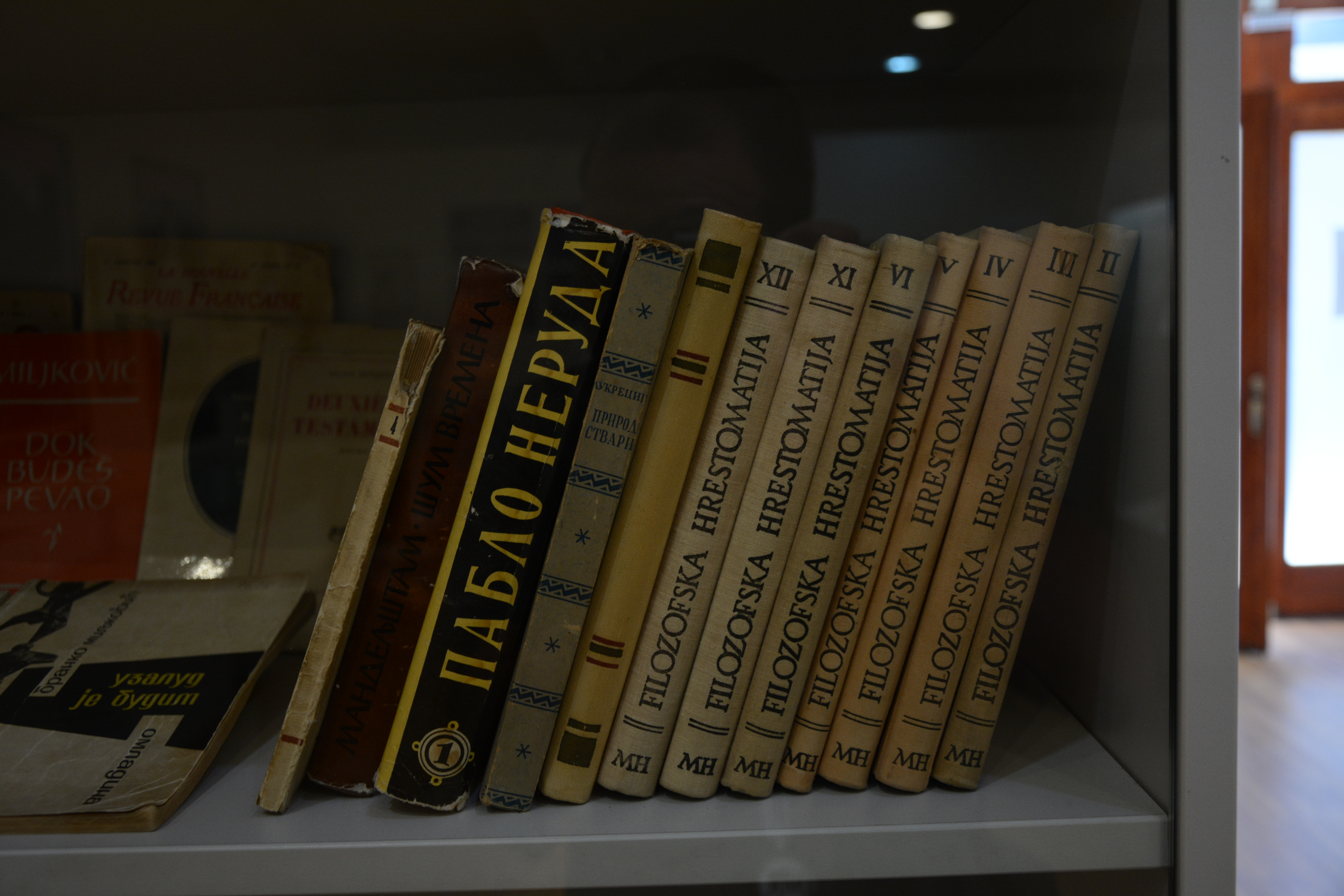
Détail de la bibliothèque.
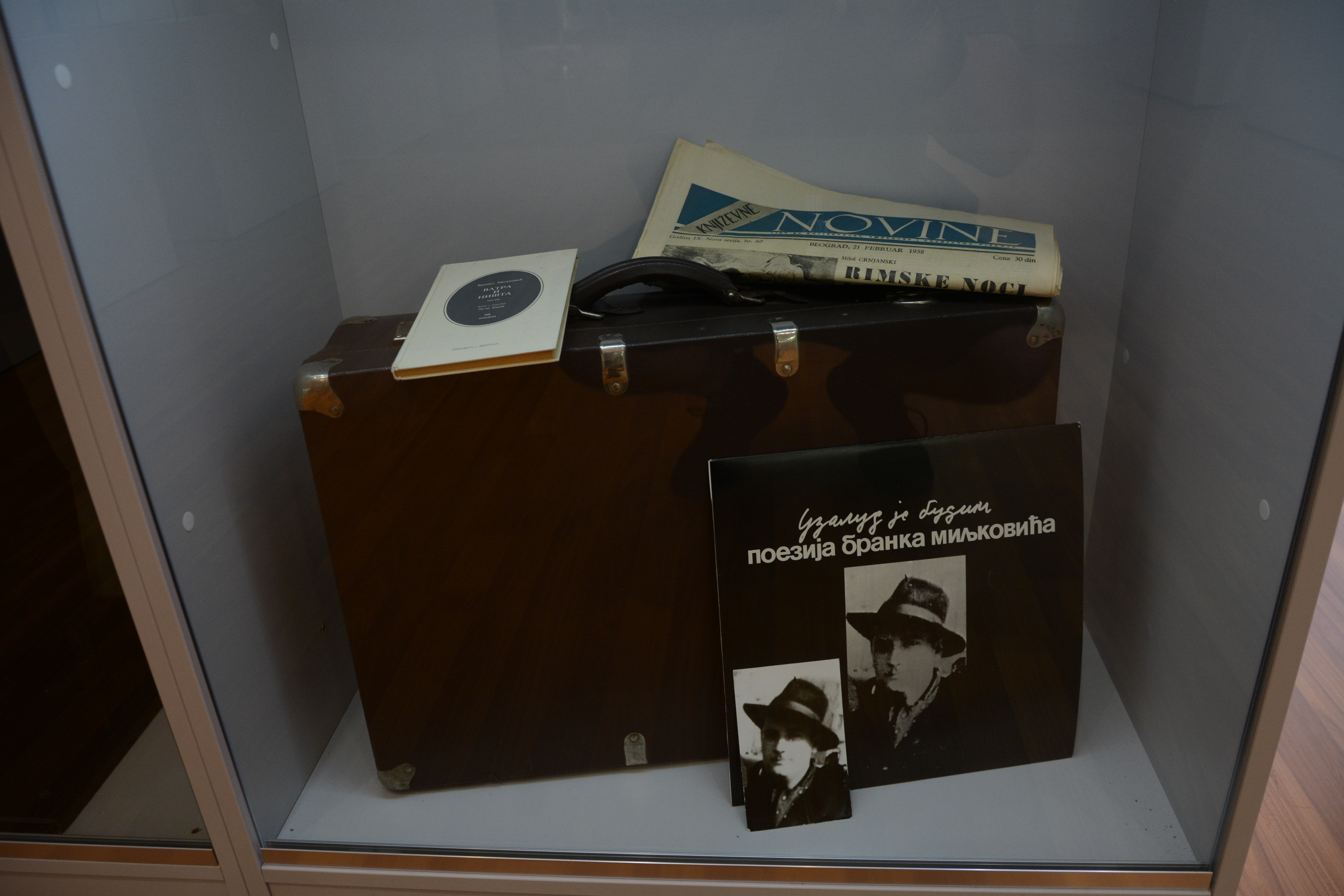
Détail de la valise du poète, 1953.
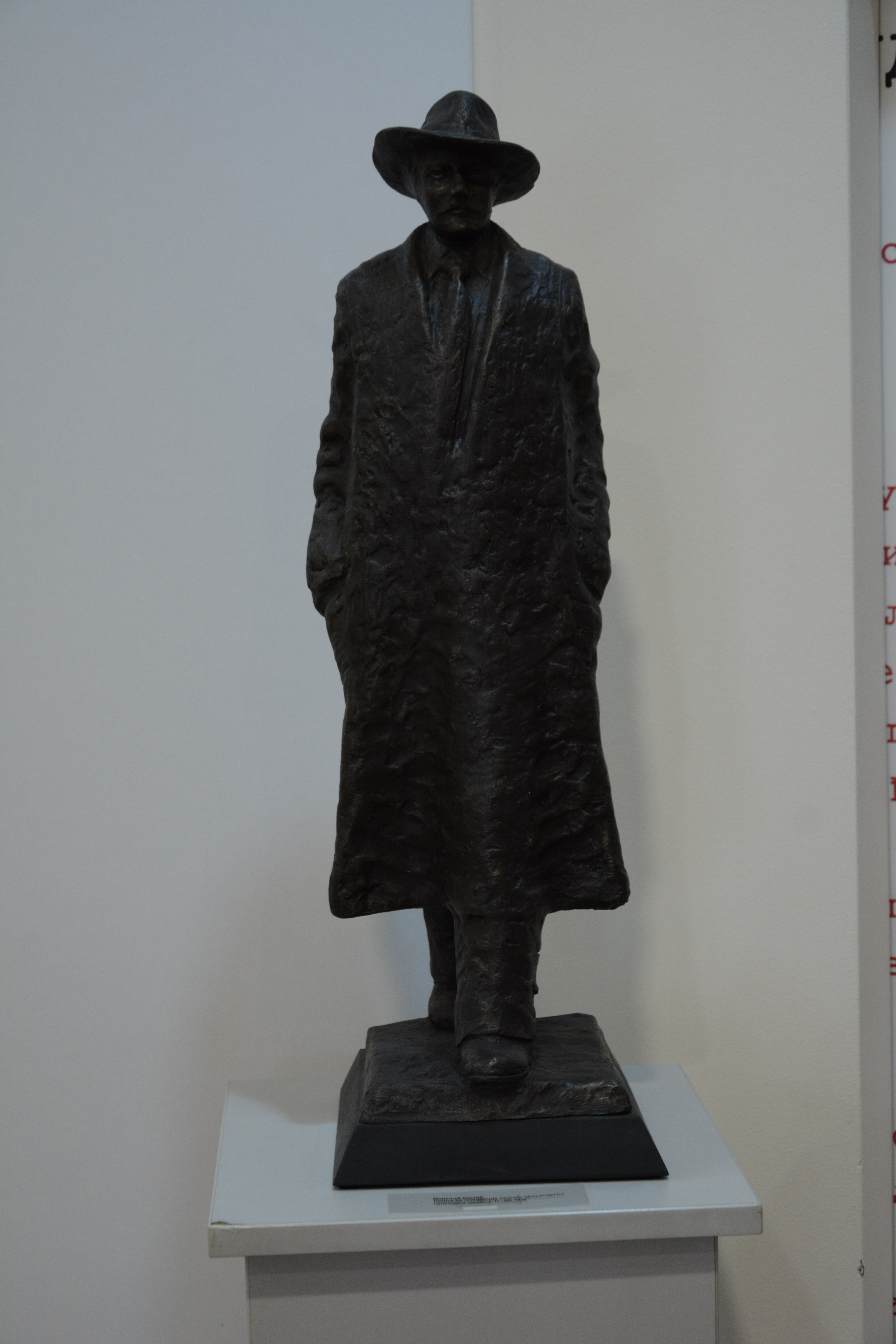
Statuette à l'effigie du poète.
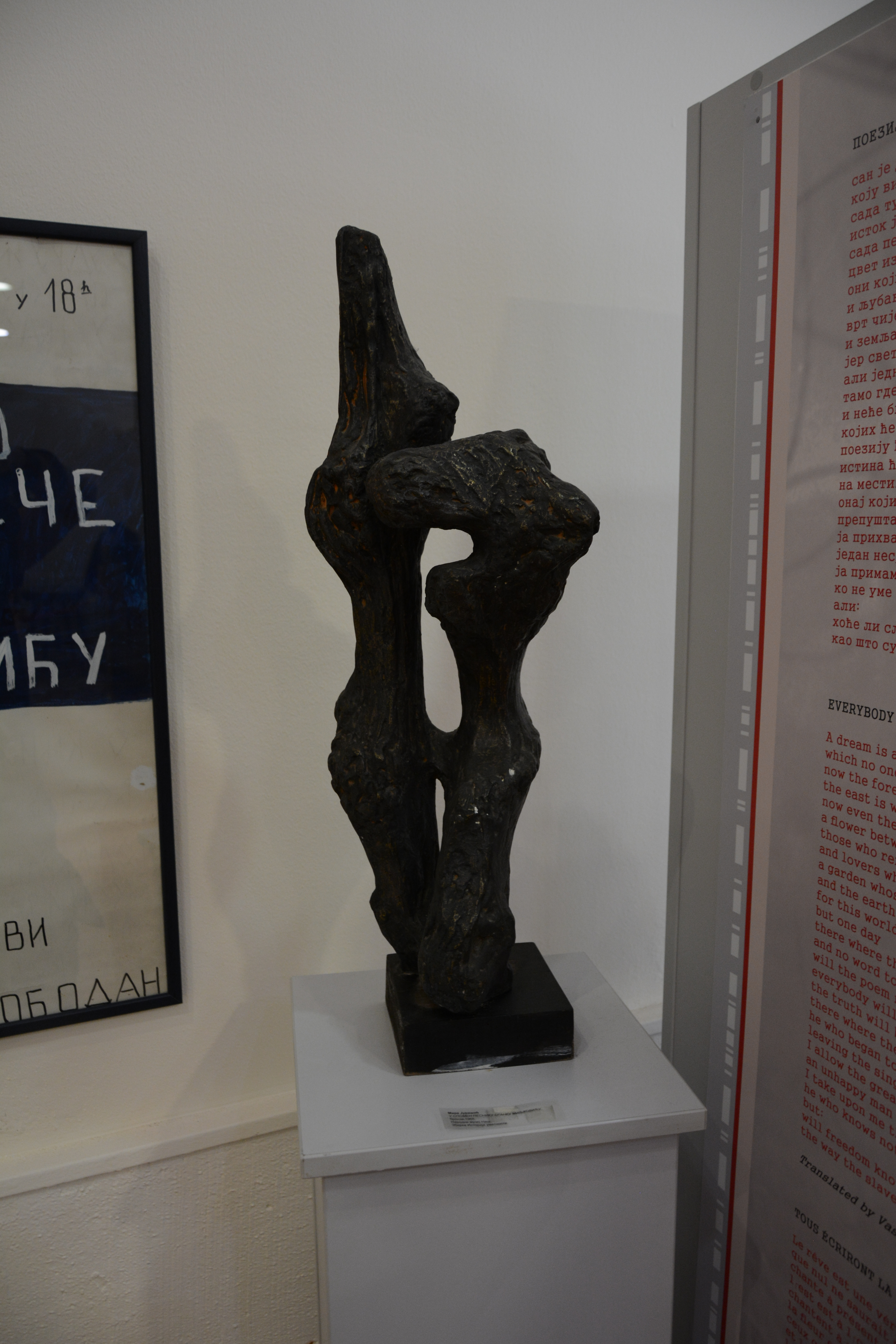
Statuette.
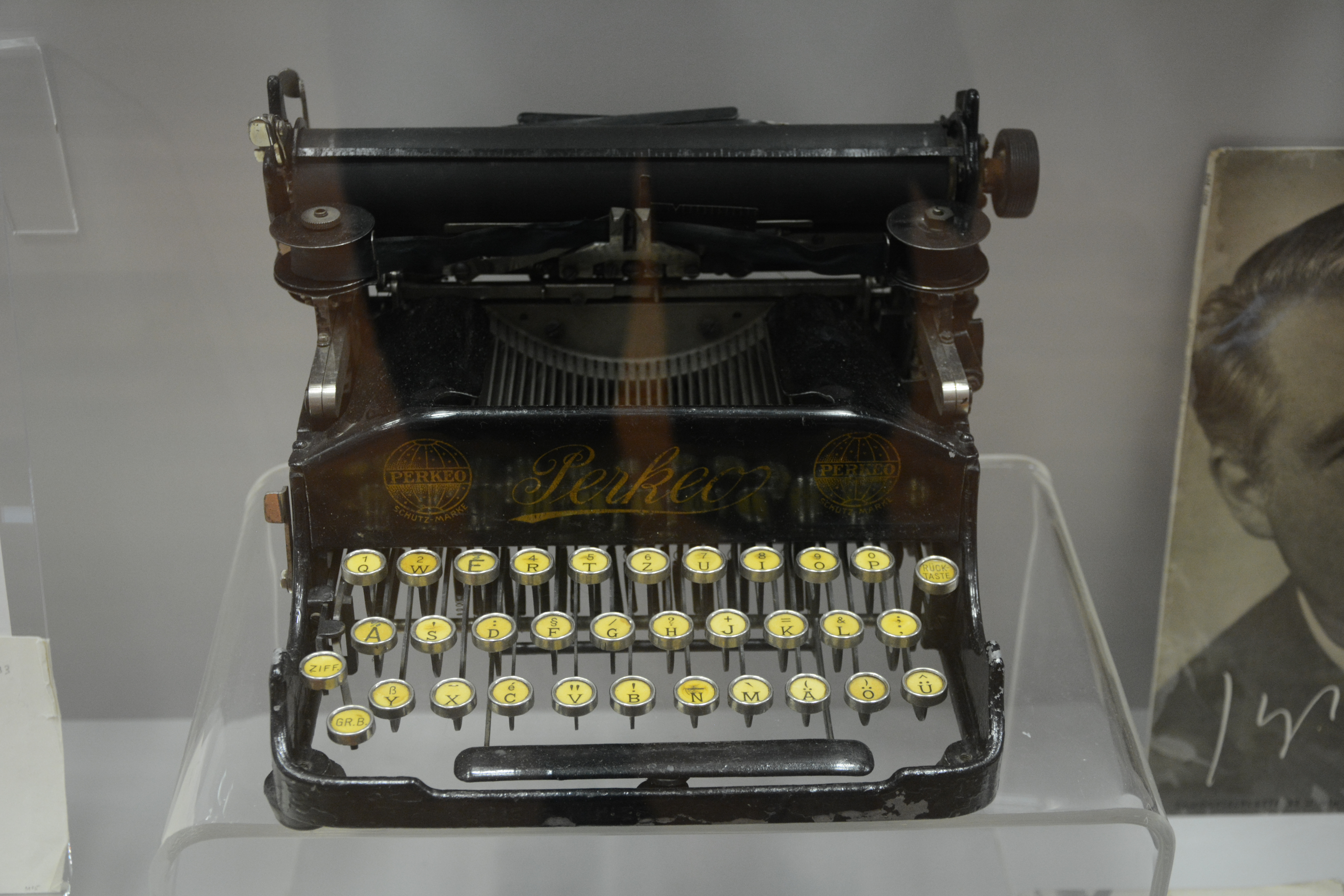
Machine à écrire Perkeo, première moitié du XXe siècle.
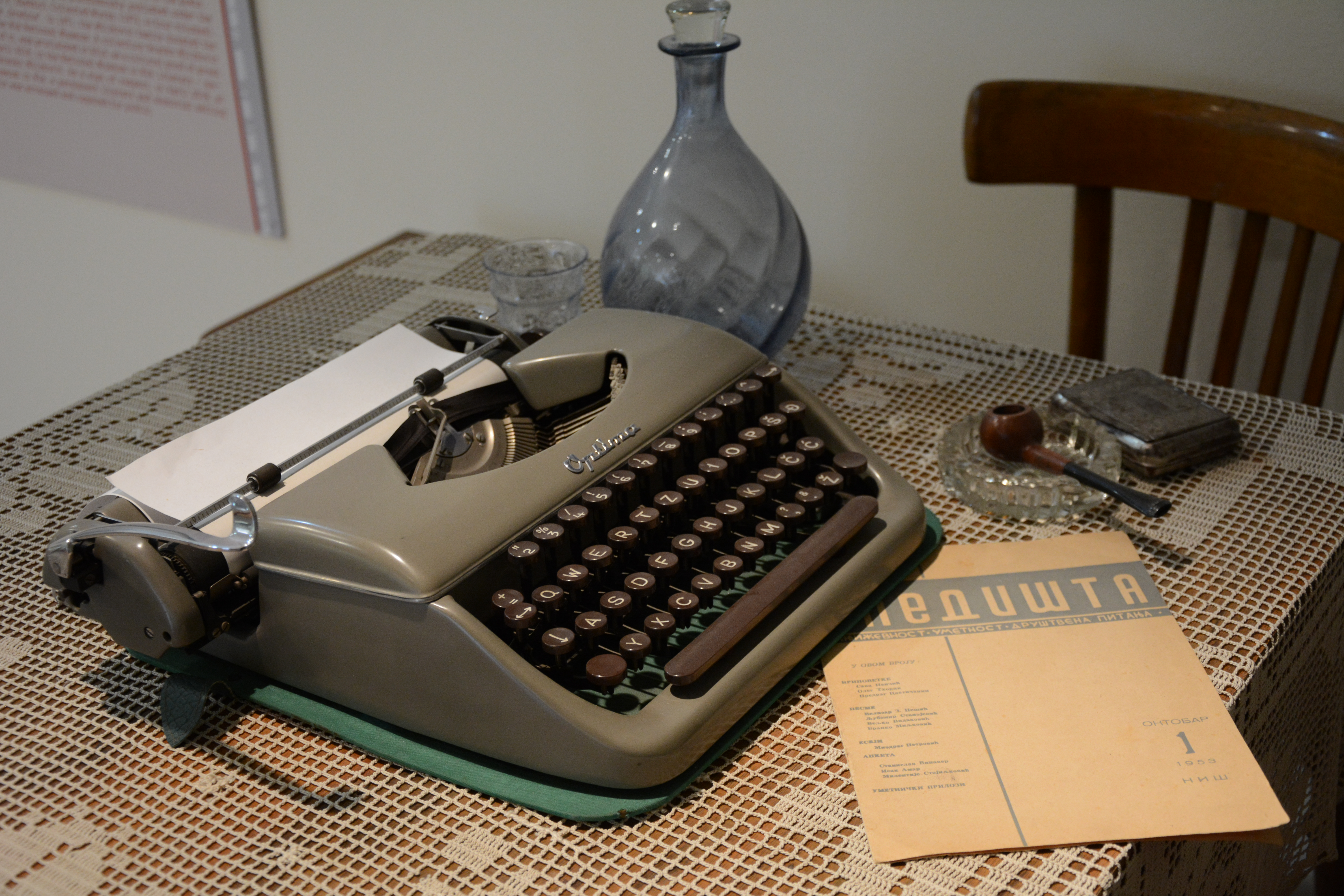
Machine à écrire portable Optima, vers 1952.
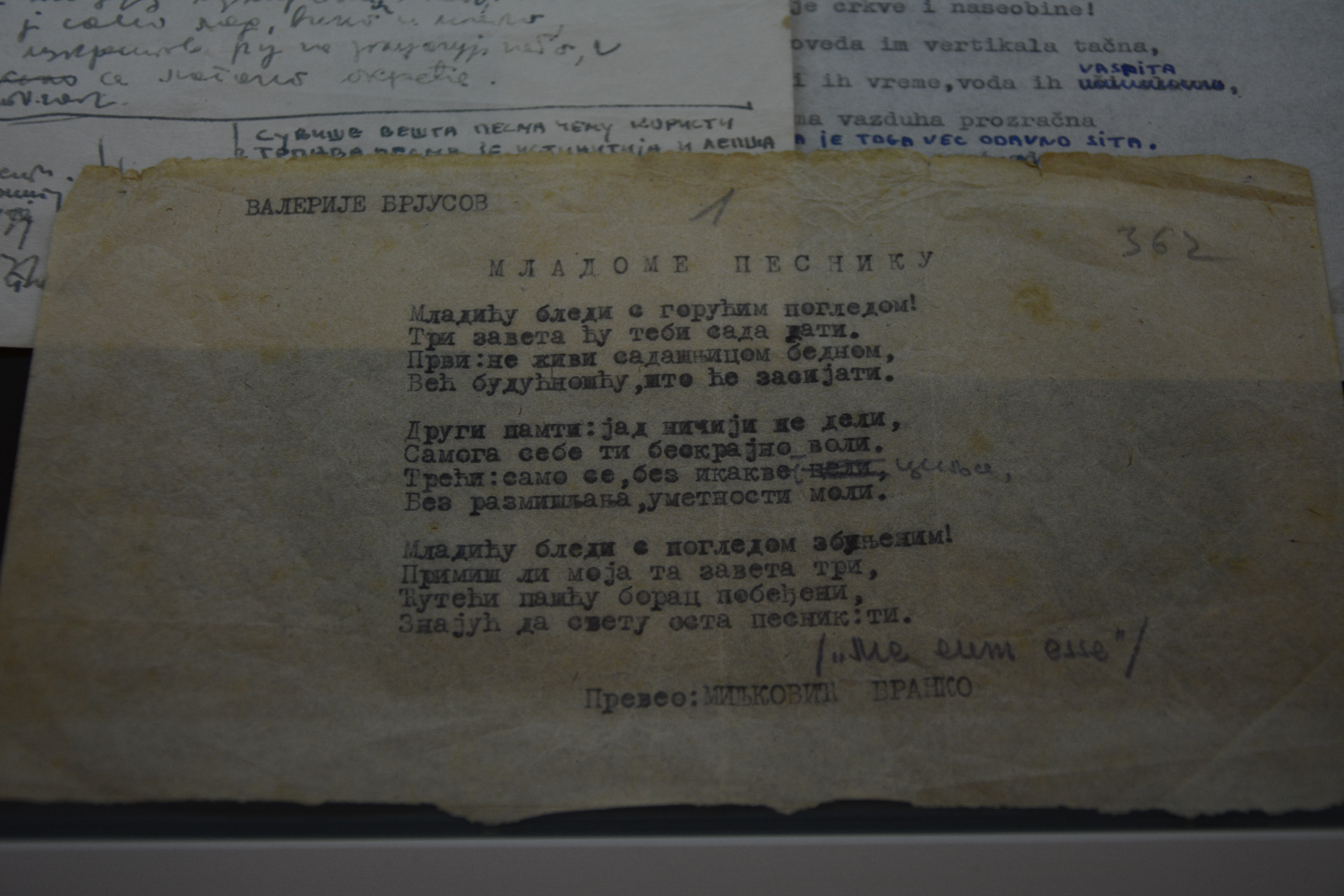
Poème tapé à la machine.
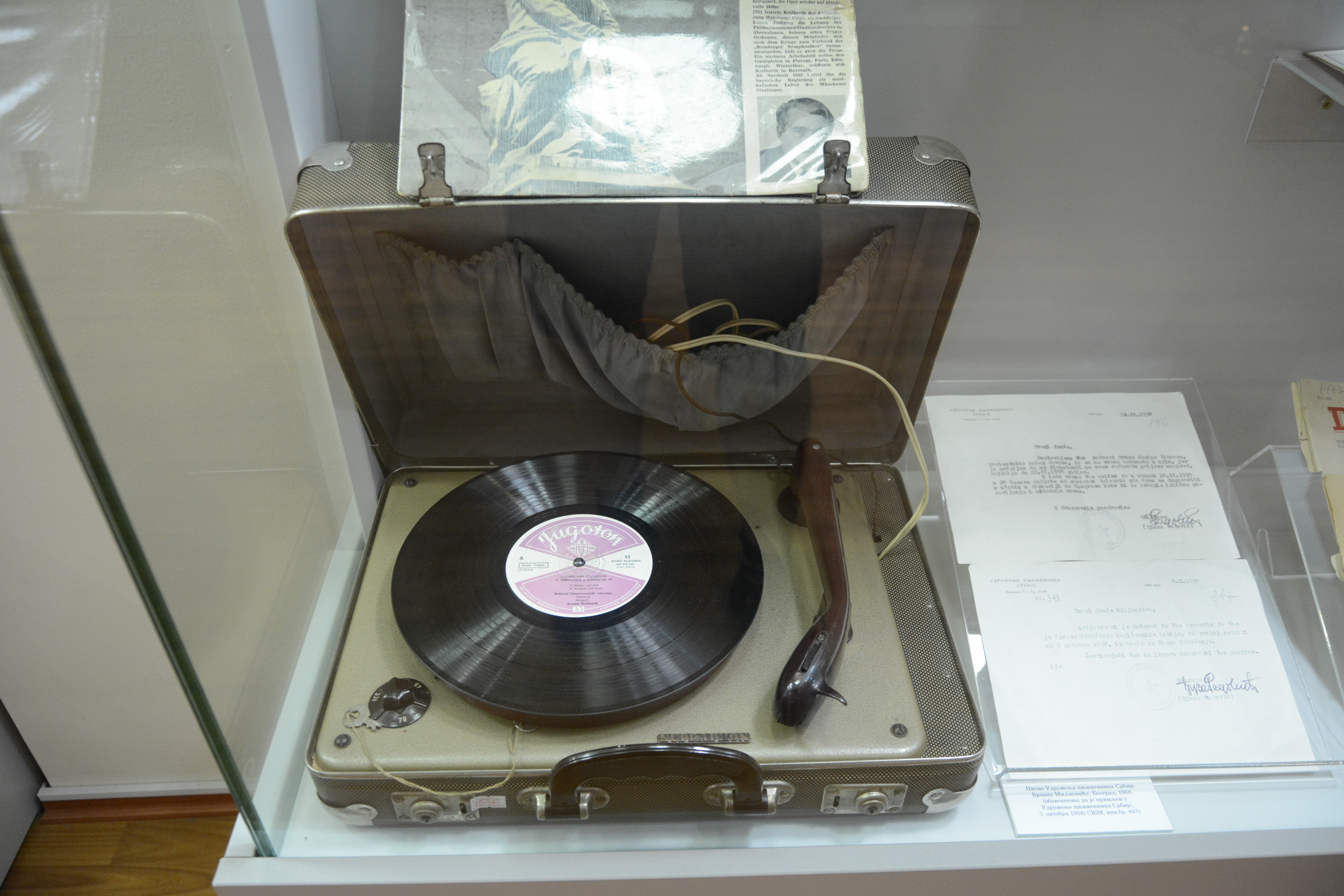
Tourne-disque, vers 1952.
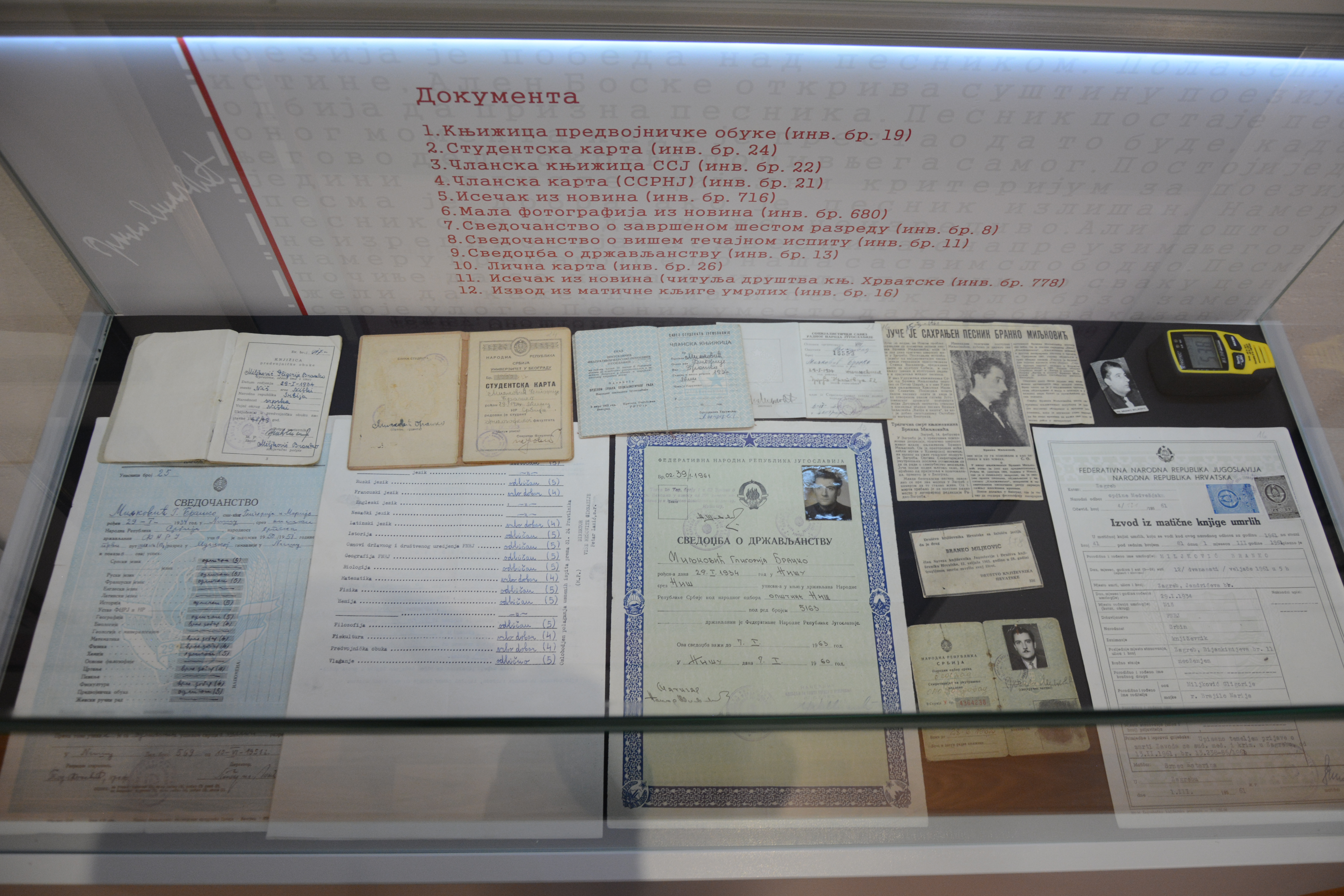
Papiers d'identité et documents divers.
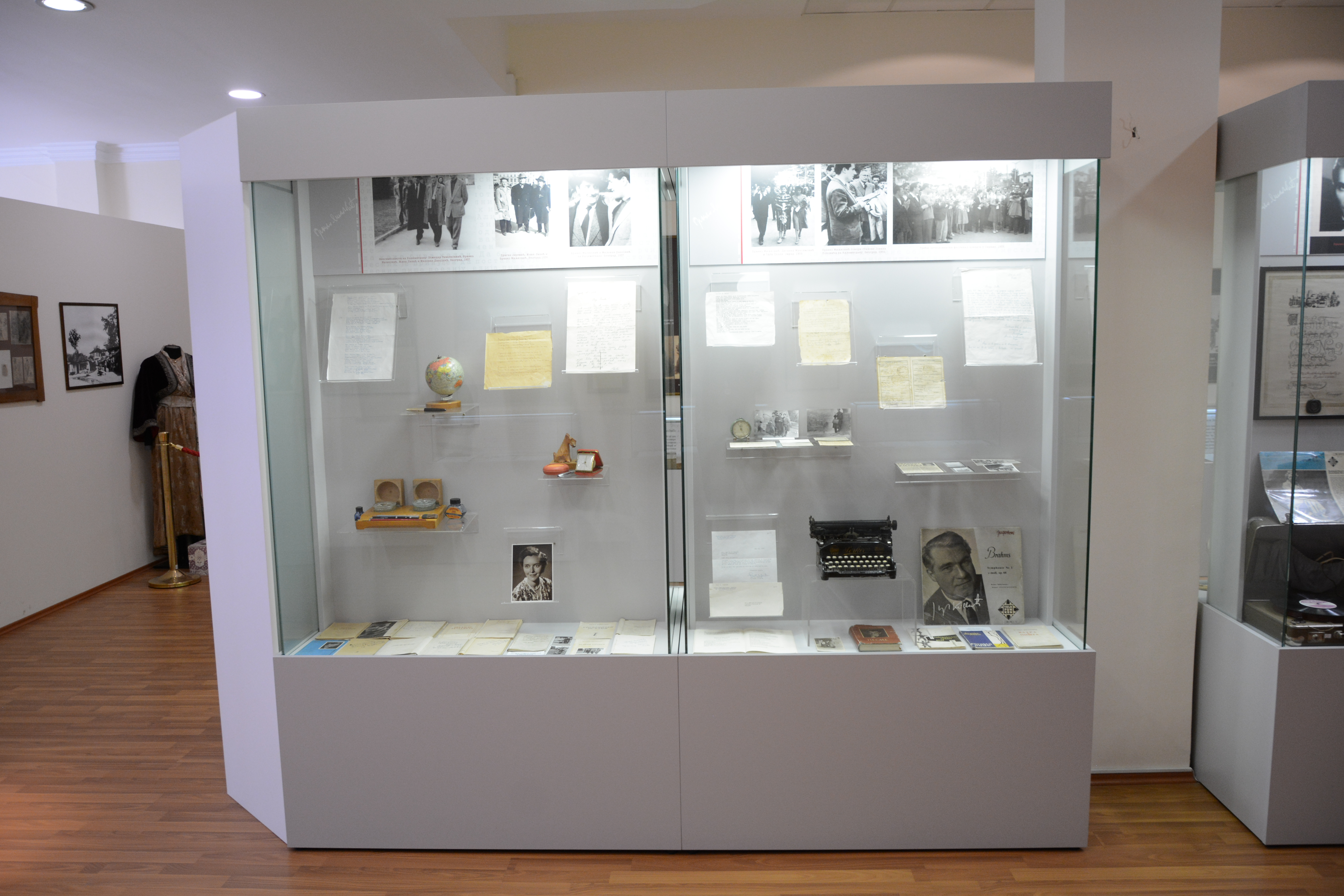
Vitrine de souvenirs dans le musée.

## Sites gérés par le musée

### Tour des crânes

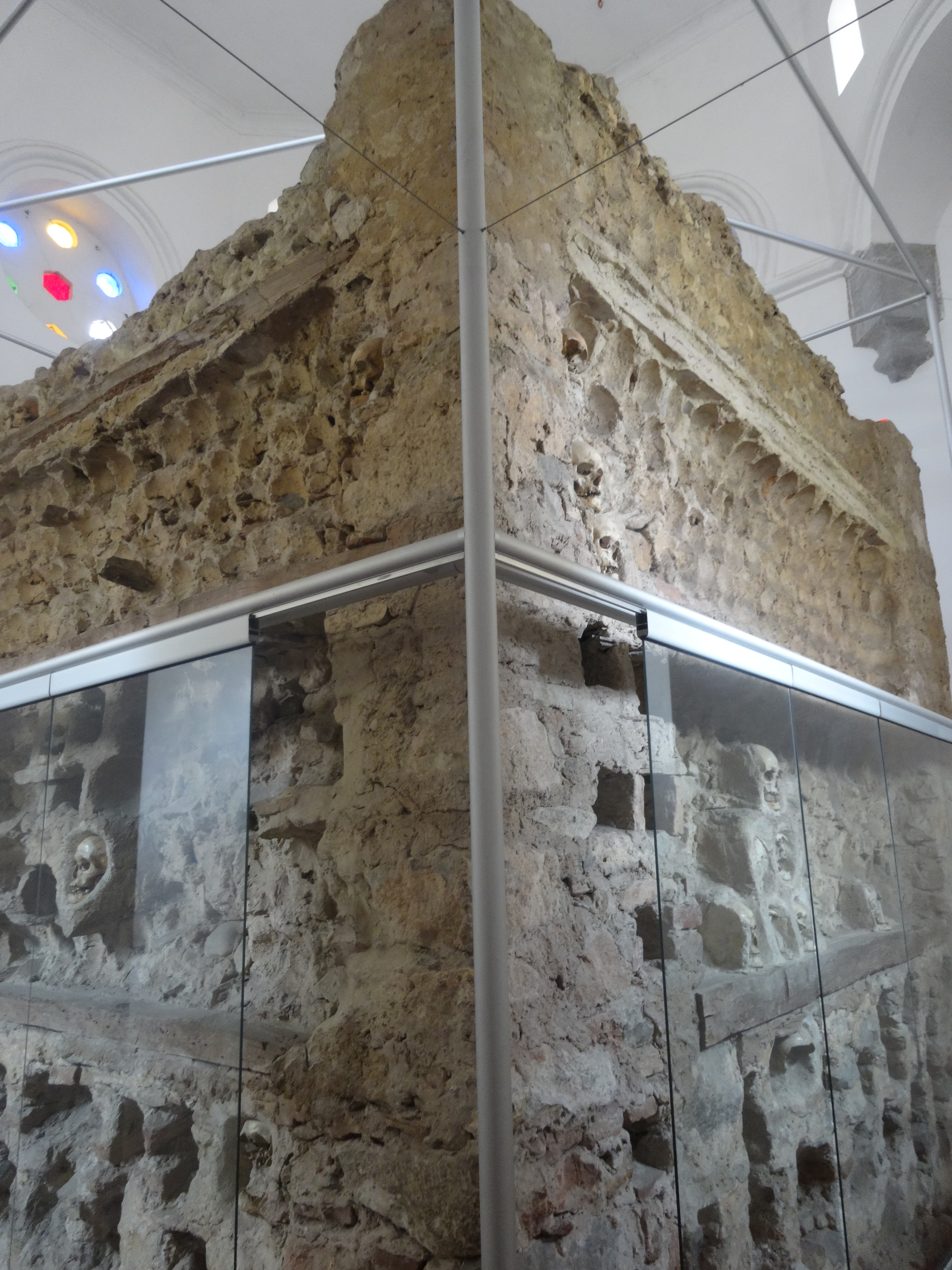
Vue de la Tour des crânes.

La Tour des crânes (en serbe : Ćele kula) a été élevée en 1809 le long de la route de Niš à Constantinople après la bataille du mont Čegar sur l'ordre de Hurşid Ahmed Paşa (Khursit Pacha) ; les insurgés serbes étaient dirigés par Stevan Sinđelić (1770-1809). Pour punir les insurgés et décourager les éventuels futurs rebelles, le pacha a fait couper la tête de 952 combattants serbes décédés ; il a fait écorcher leurs crânes et il a fait remplir le cuir chevelu des têtes avec du coton avant de les envoyer au sultan à Constantinople ; les crânes eux-mêmes ont été intégrés dans une tour haute de 4 m en maçonnerie constituée de chaux et de sable.
Dans son Voyage en Orient, au chapitre intitulé Notes pour la Servie, le poète français Alphonse de Lamartine rapporte qu'il est passé par Niš (qu'il appelle « Nissa ») en 1833 ; il a vu la tour et il a écrit : « Cette plaine avait été le champ de mort de ces généreux insurgés, et ce monument était leur sépulcre ; je saluai de l'œil et du cœur les restes de ces hommes héroïques, dont les têtes coupées sont devenues la borne de l'indépendance de leur patrie » ; il a ajouté ces mots : « Qu'ils [les Serbes] laissent subsister ce monument ! Il apprendra à leurs enfants ce que vaut l'indépendance d'un peuple, en leur montrant à quel prix leurs pères l'ont payée ». Le voyageur, botaniste, archéologue et ethnographe austro-hongrois Felix Kanitz (1829-1904) a dessiné la tour dans son état de 1863.

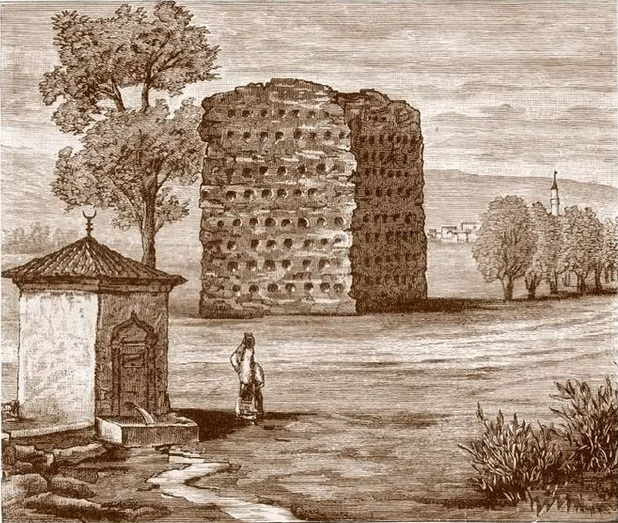
Dessin de la tour en 1863, par Felix Kanitz

Jusqu'à la libération de Niš vis-à-vis de la domination ottomane en 1878, la tour est restée à l'air libre et s'est progressivement détériorée. En 1892, une chapelle a été construite pour l'abriter sur des plans de l'architecte Dimitrije T. Leko (1863-1914). Aujourd'hui, des 952 crânes intégrés à l'origine, n'en subsistent plus que 58, dont celui de Sinđelić,.
En 1937, sur le parvis de la chapelle un monument avec un buste en bronze de Stevan Sinđelić et un relief représentant la bataille du mont Čegar a été dévoilé, œuvre du sculpteur Slavko Miletić,.
La tour, située 78 Bulevar Zorana Đinđića dans la municipalité de Medijana (43° 18′ 44″ N, 21° 55′ 26″ E), est aujourd'hui inscrite sur la liste des monuments culturels d'importance exceptionnelle de la république de Serbie (identifiant no SK 218),.

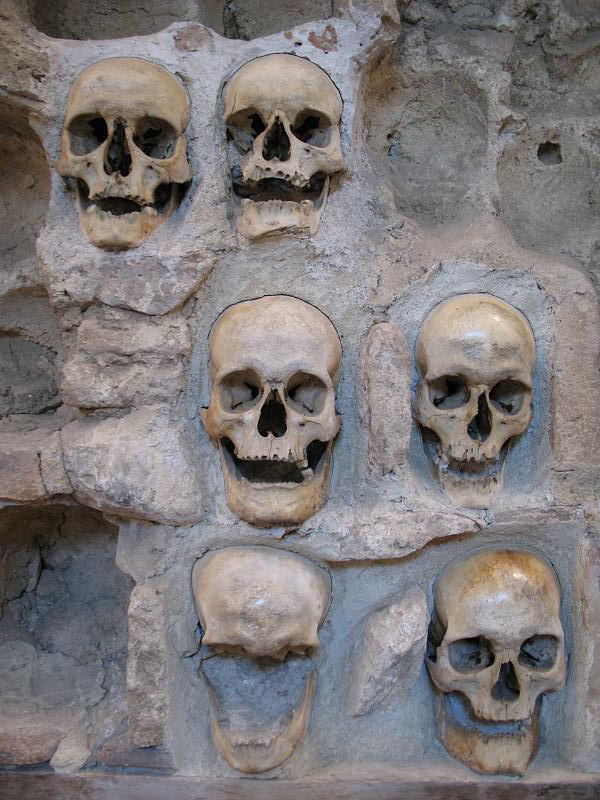
Détail de la tour.
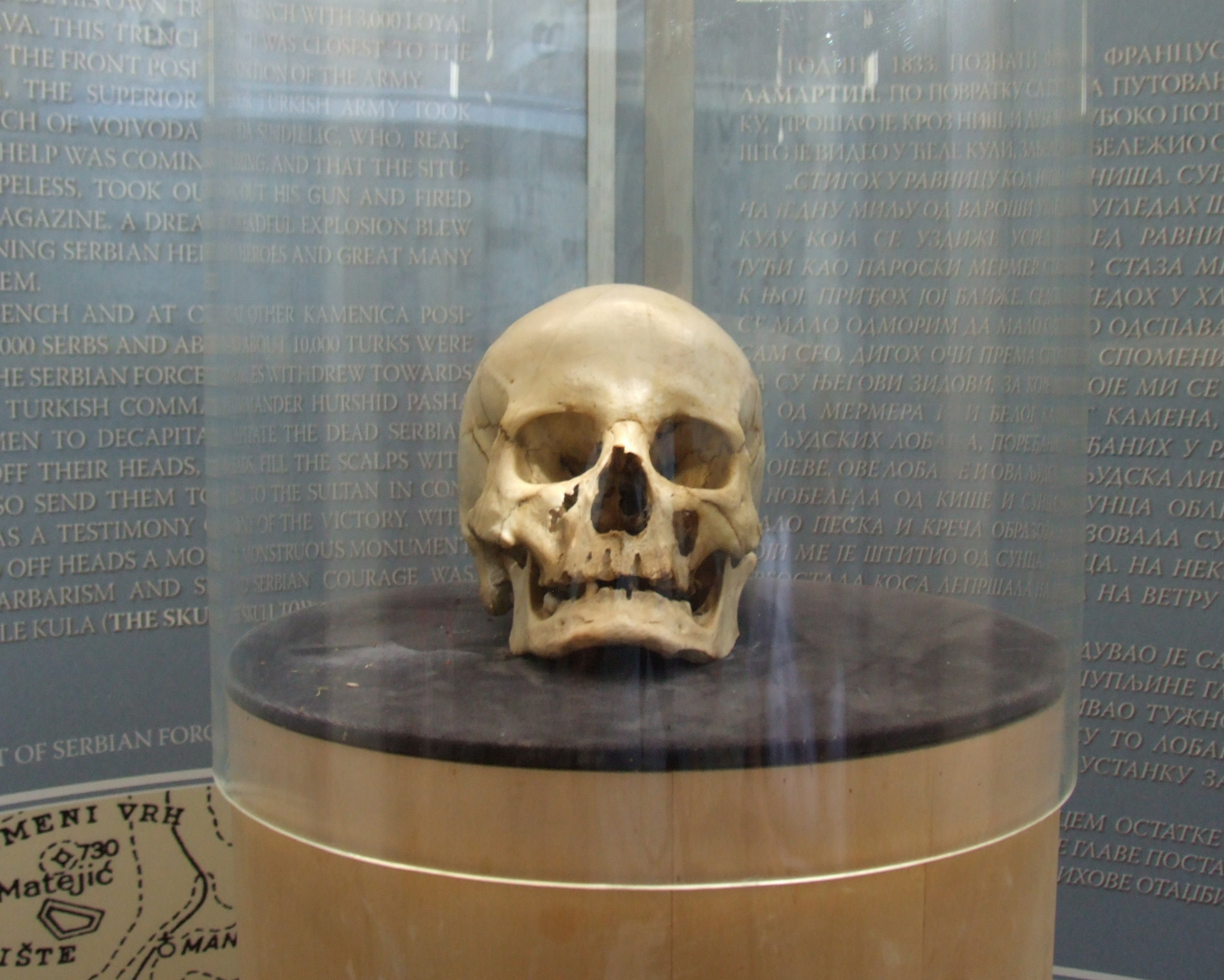
Le crâne de Stevan Sinđelić.
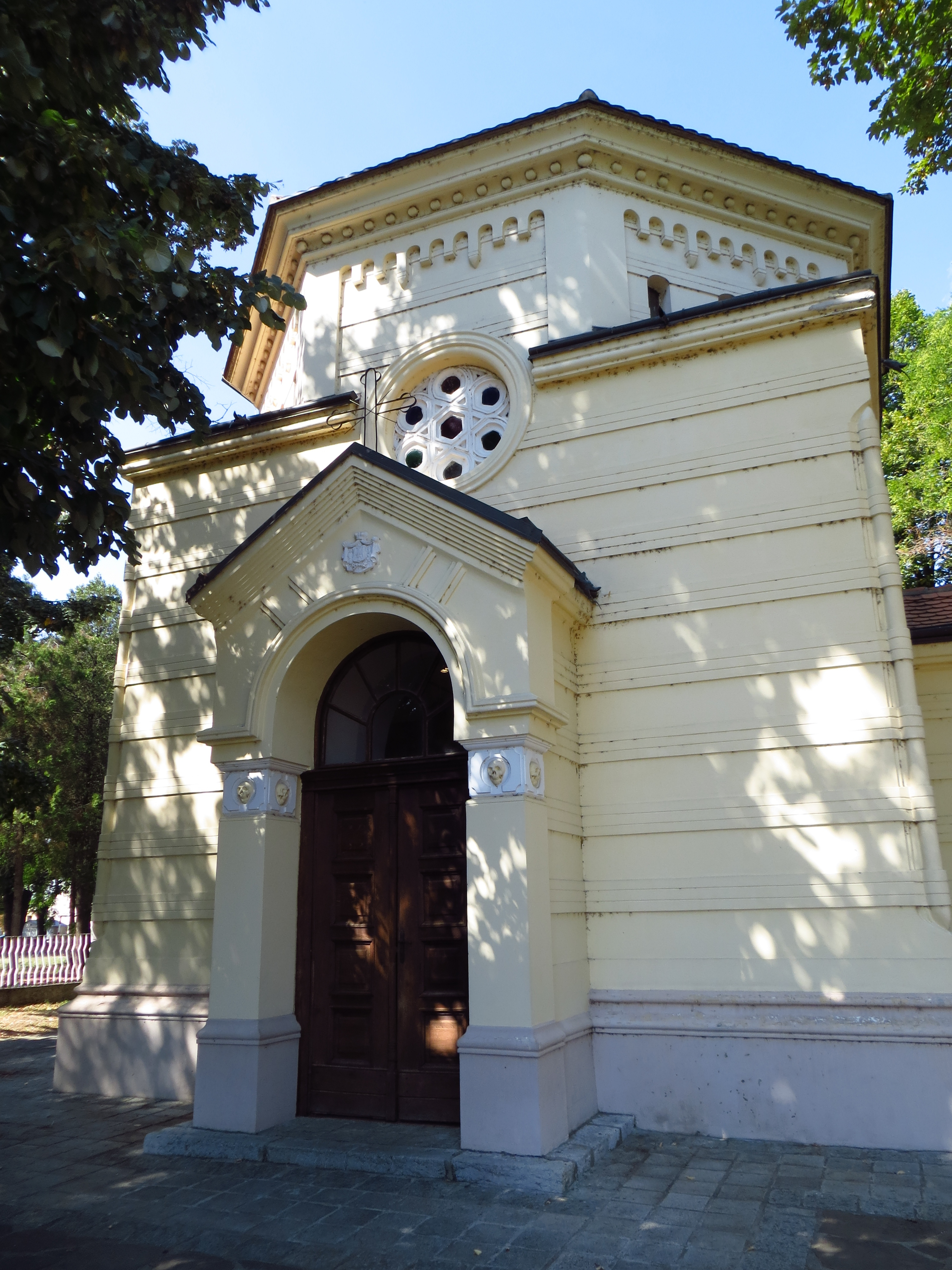
La chapelle qui abrite la tour.

### Site archéologique romain de Mediana

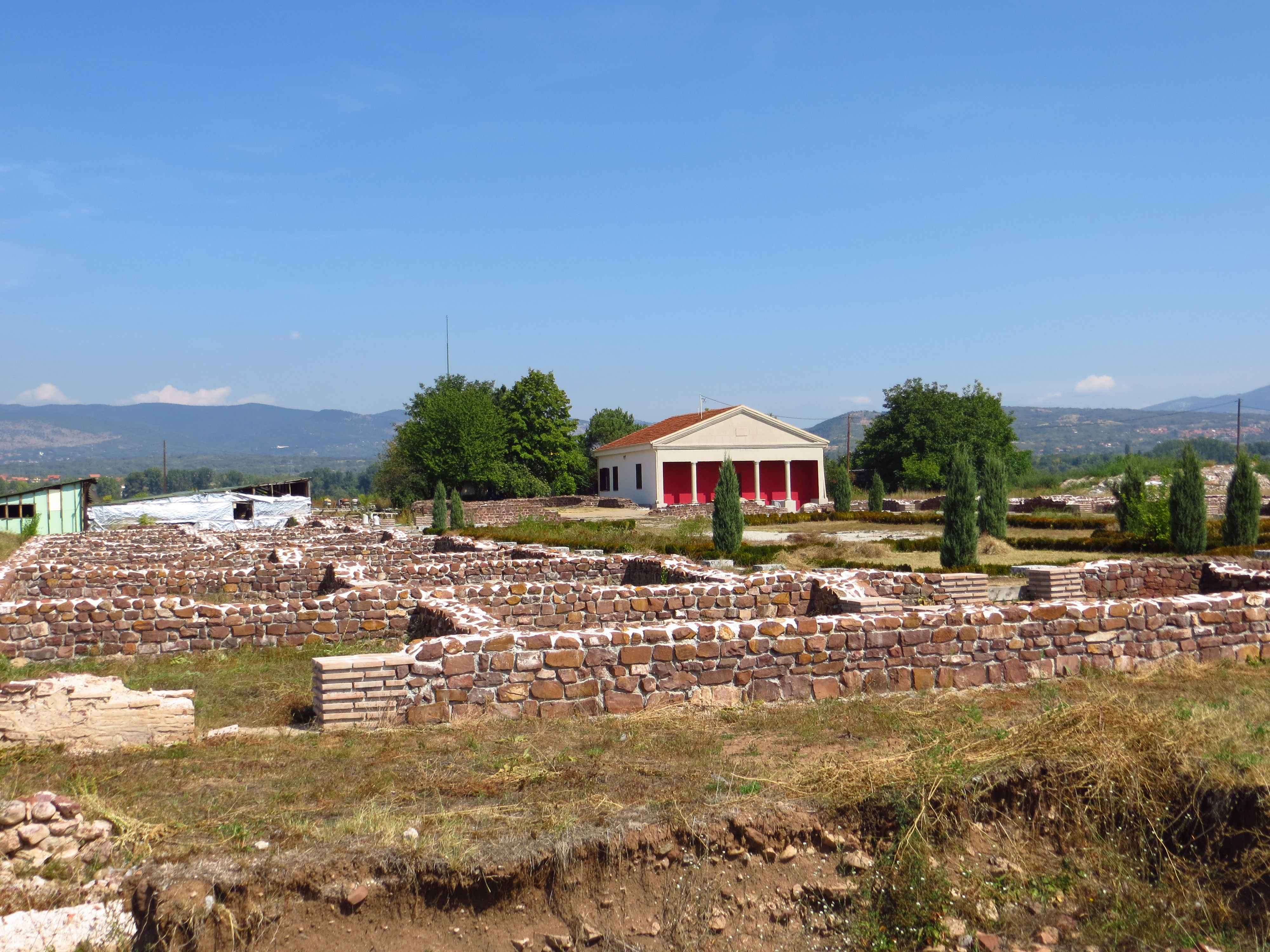
Vue du site.

Le site archéologique romain de Mediana est aujourd'hui inscrit sur la liste des sites archéologiques d'importance exceptionnelle de la république de Serbie (identifiant no AH 22). Il est situé à environ 5 km de Niš, l'ancienne Naissus, aujourd'hui sur le territoire du village de Brzi Brod, à proximité de la rivière Nišava (43° 18′ 41″ N, 21° 56′ 16″ E), ; il couvre une superficie de plus de 40 ha.
Le complexe a été construit à l'époque de Constantin le Grand, qui était né à Naissus le 27 février 272 et qui a régné sur l'Empire romain de 310 à 337, et de ses fils ; il servait de résidence impériale pour les loisirs et l'exercice du pouvoir mais était aussi conçu pour gérer un vaste domaine agricole,. Avant la fin du IVe siècle, Mediana a été gravement endommagée par un incendie et elle a été complètement détruite lors de l'invasion des Huns en 441,. Par la suite, le site a été repeuplé sans jamais retrouver son importance d'autrefois. Des fouilles archéologiques et des travaux de conservation sont en cours, par intermittence, depuis les années 1960.
Les fouilles ont permis de mettre au jour les vestiges d'une vingtaine de bâtiments, dont une villa centrale avec un péristyle s'étendant sur 6 000 m2, avec des thermes mesurant 625 m2 à l'ouest et un nymphée à l'est,. À environ 150 m à l'ouest de la villa se trouvaient un grenier et un cellier où l'on conservait l'huile et le vin, tandis qu'au nord, sur une pente de la colline Vlase, se trouvait un château d'eau qui, par un système de canaux, alimentait en eau la villa ; au nord et au sud du grenier-cellier s'étendaient des baraques militaires,. Deux autres villas (villae rusticae) ont été découvertes lors de la construction de la route Niš-Niška Banja et le site comprend aussi deux églises paléochrétiennes et une nécropole.
Les bâtiments à fonction résidentielle étaient richement décorés d'éléments architecturaux, de mosaïques, de fresques et de statues.

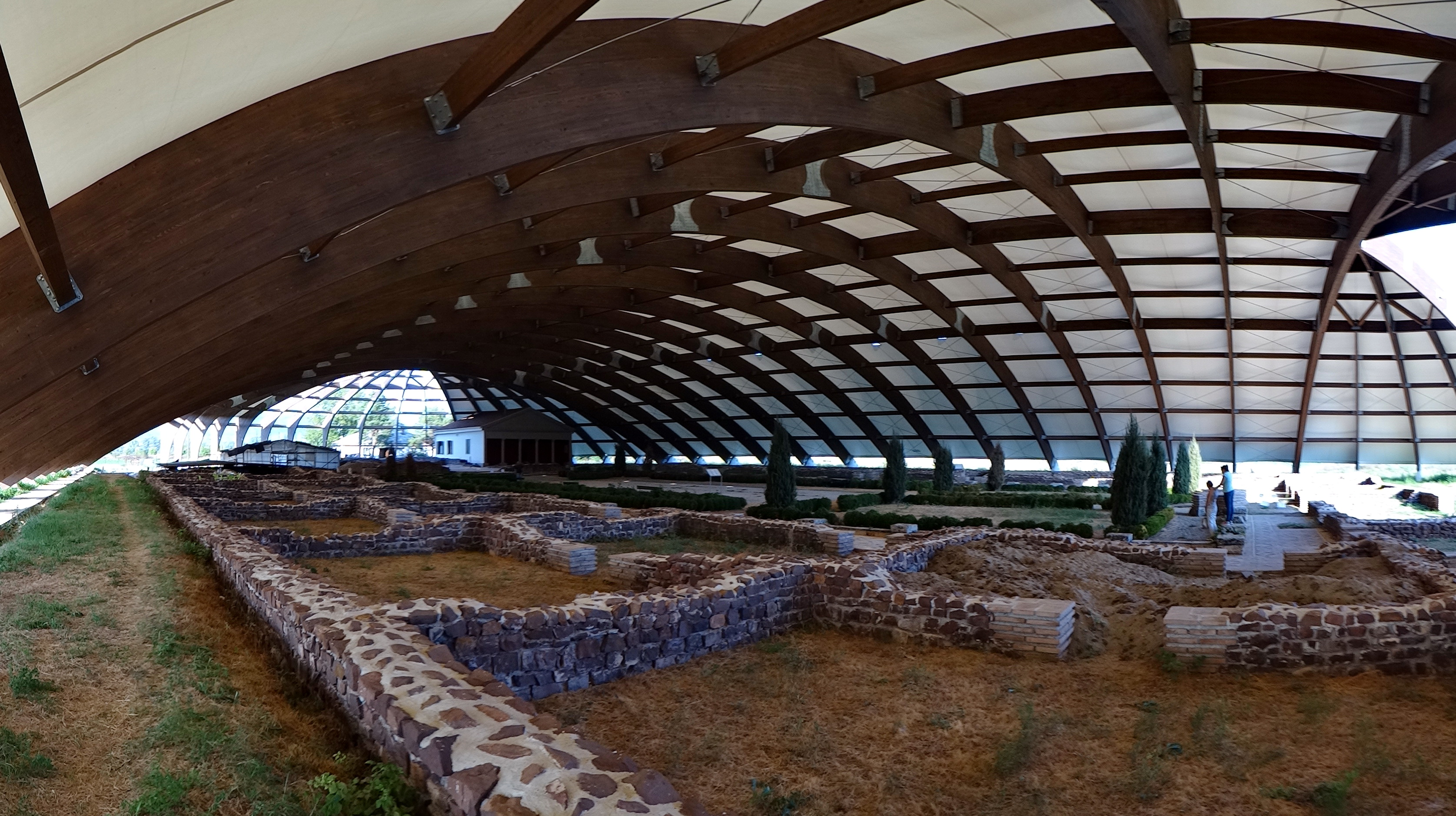
La villa avec péristyle.
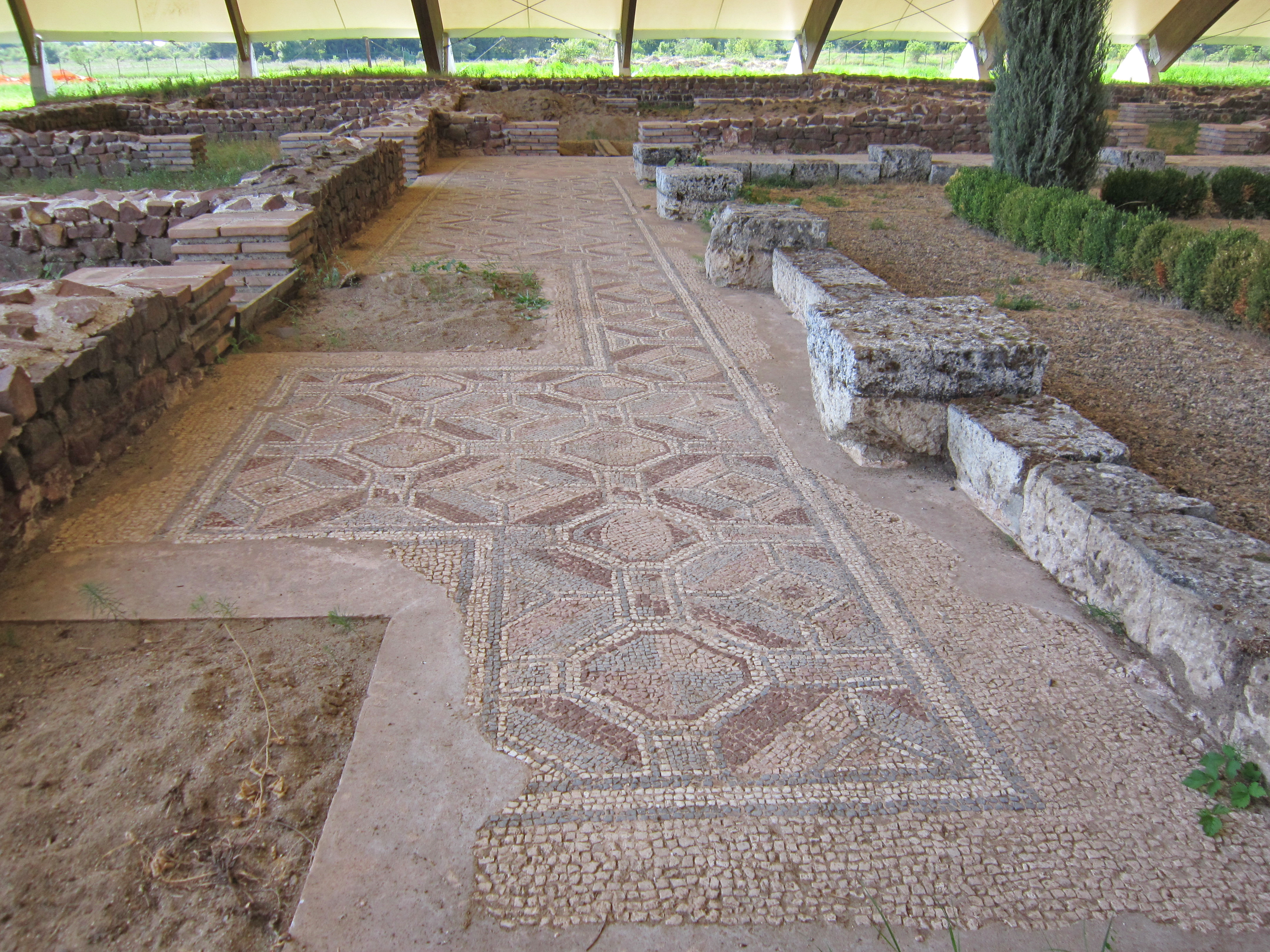
Autre vue de la villa.
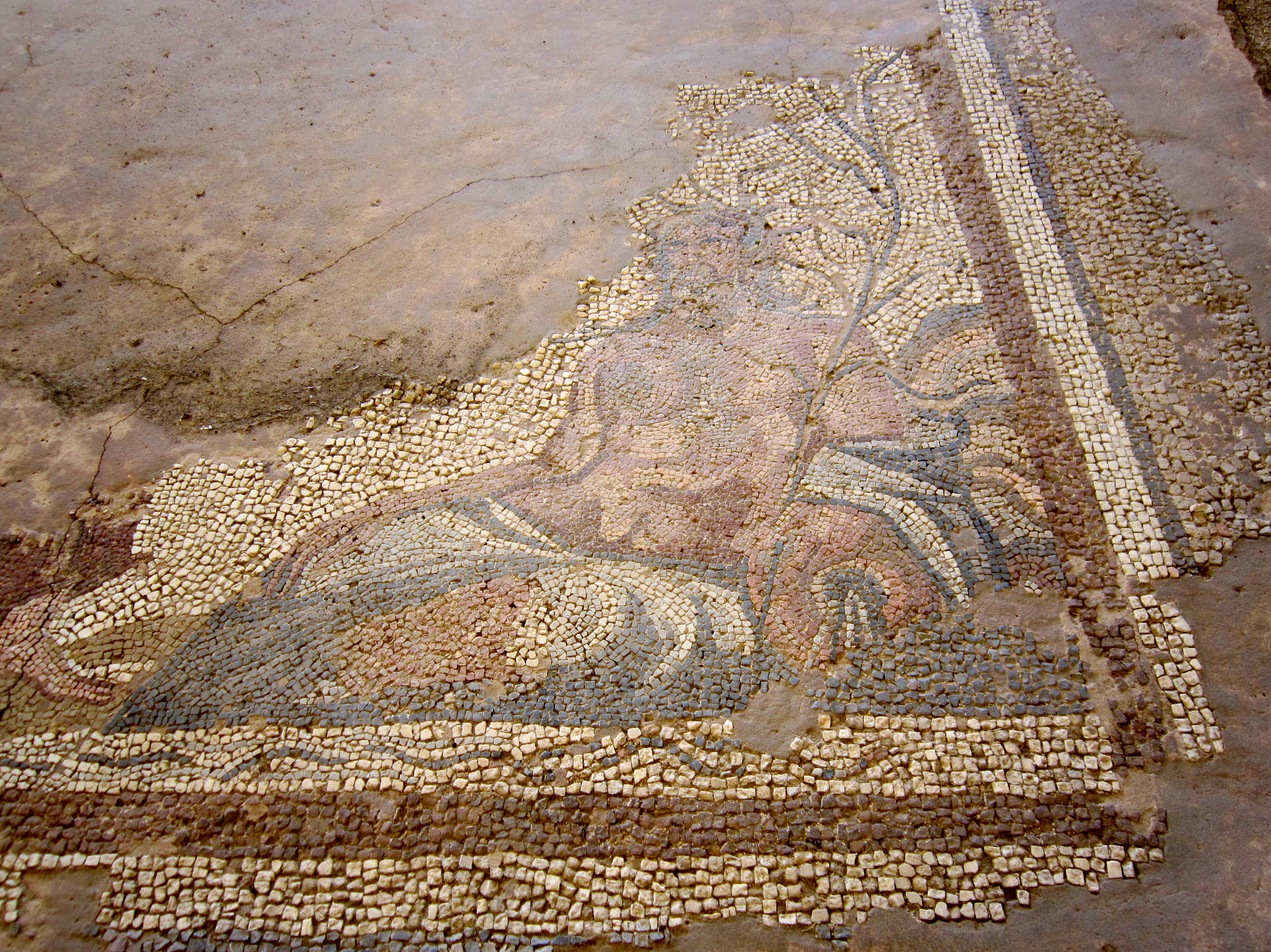
Détail d'une mosaïque du village.
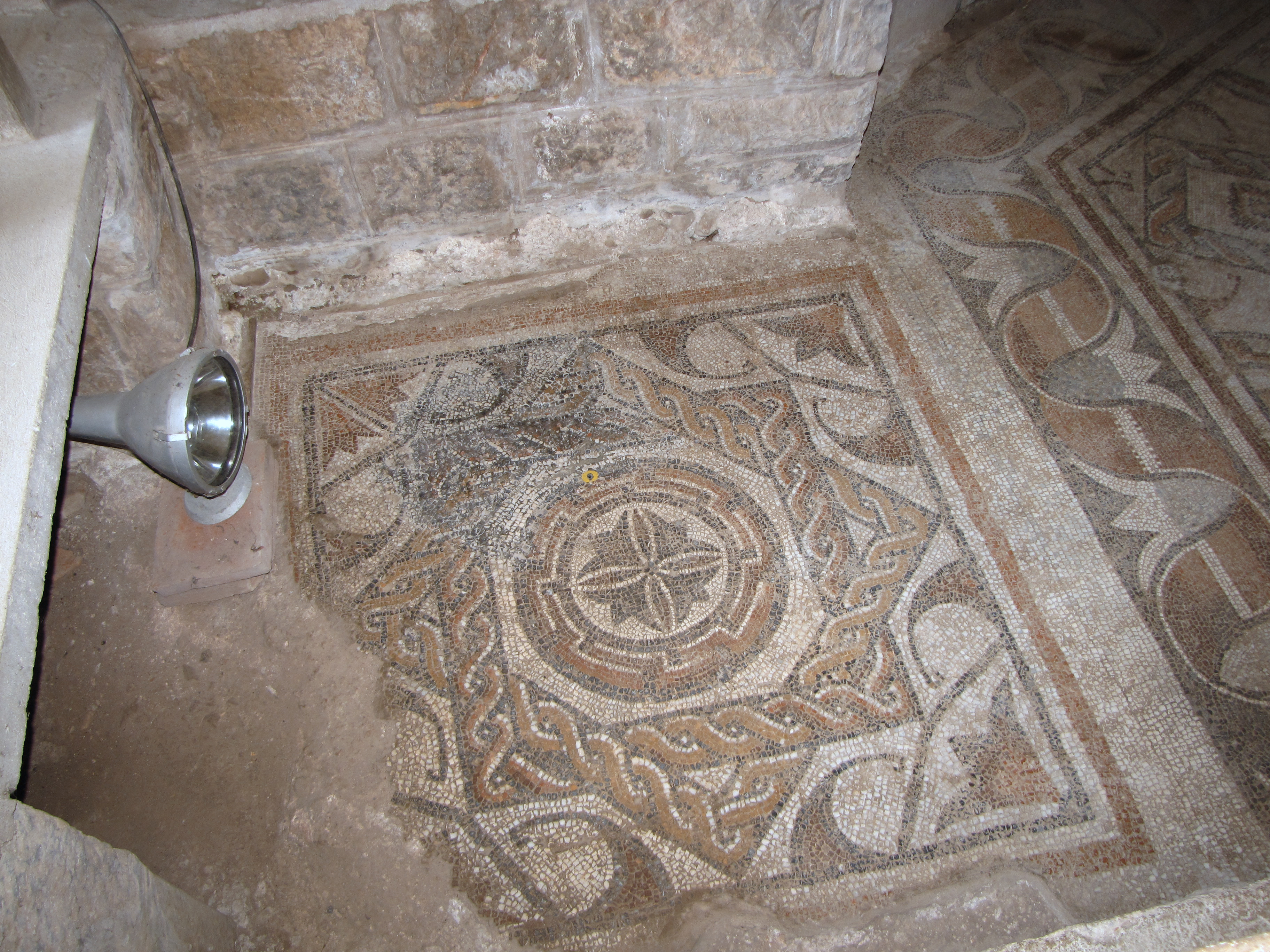
Mosaïque dans le nymphée.
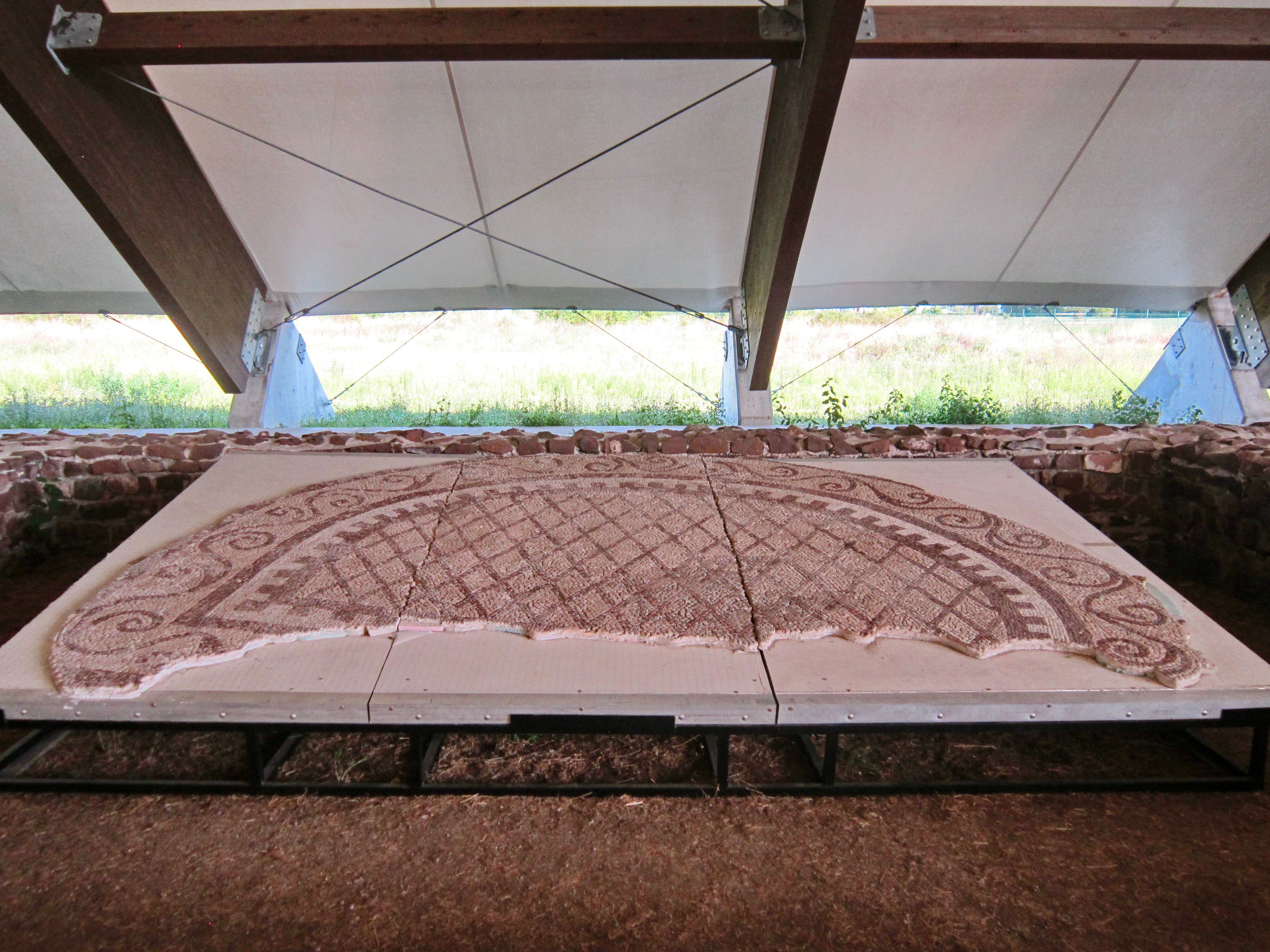
Mosaïque dans la villa avec des conques.
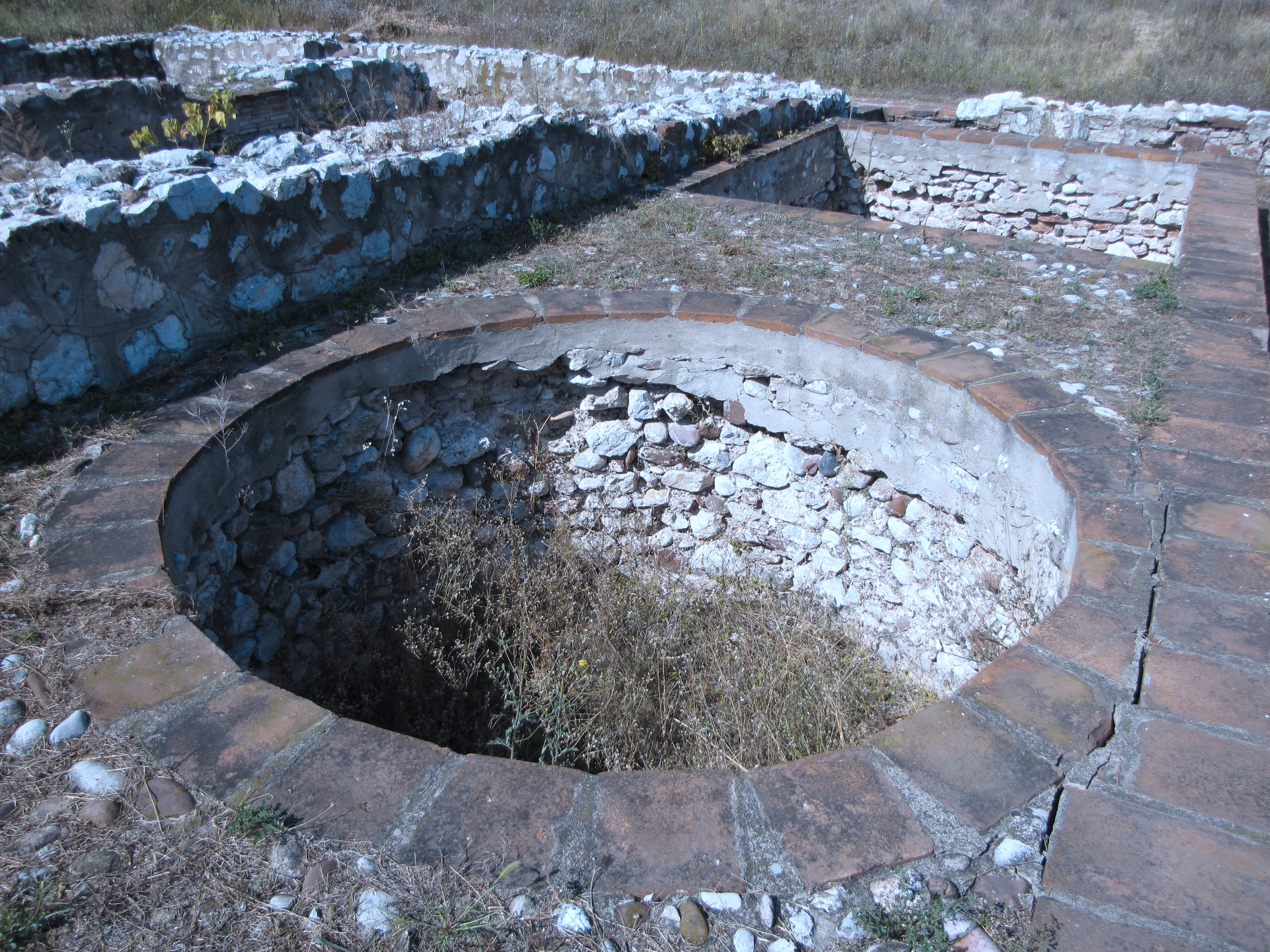
Puits de stockage dans le grenier.

### Complexe mémorial «12 février»
Le camp de concentration de Crveni krst (en serbe : Logor Crveni krst ; en français : « camp de concentration Croix Rouge ») a été établi par les nazis en septembre 1941 ; plus de 30 000 personnes y ont été internées, résistants, Juifs, Roms ; entre 5 000 et 12 000 détenus ont été exécutés sur la colline de Bubanj, au-dessus du camp, ; seules 1 910 victimes ont été identifiées à ce jour. Le camp a été liquidé le 14 septembre 1944,.

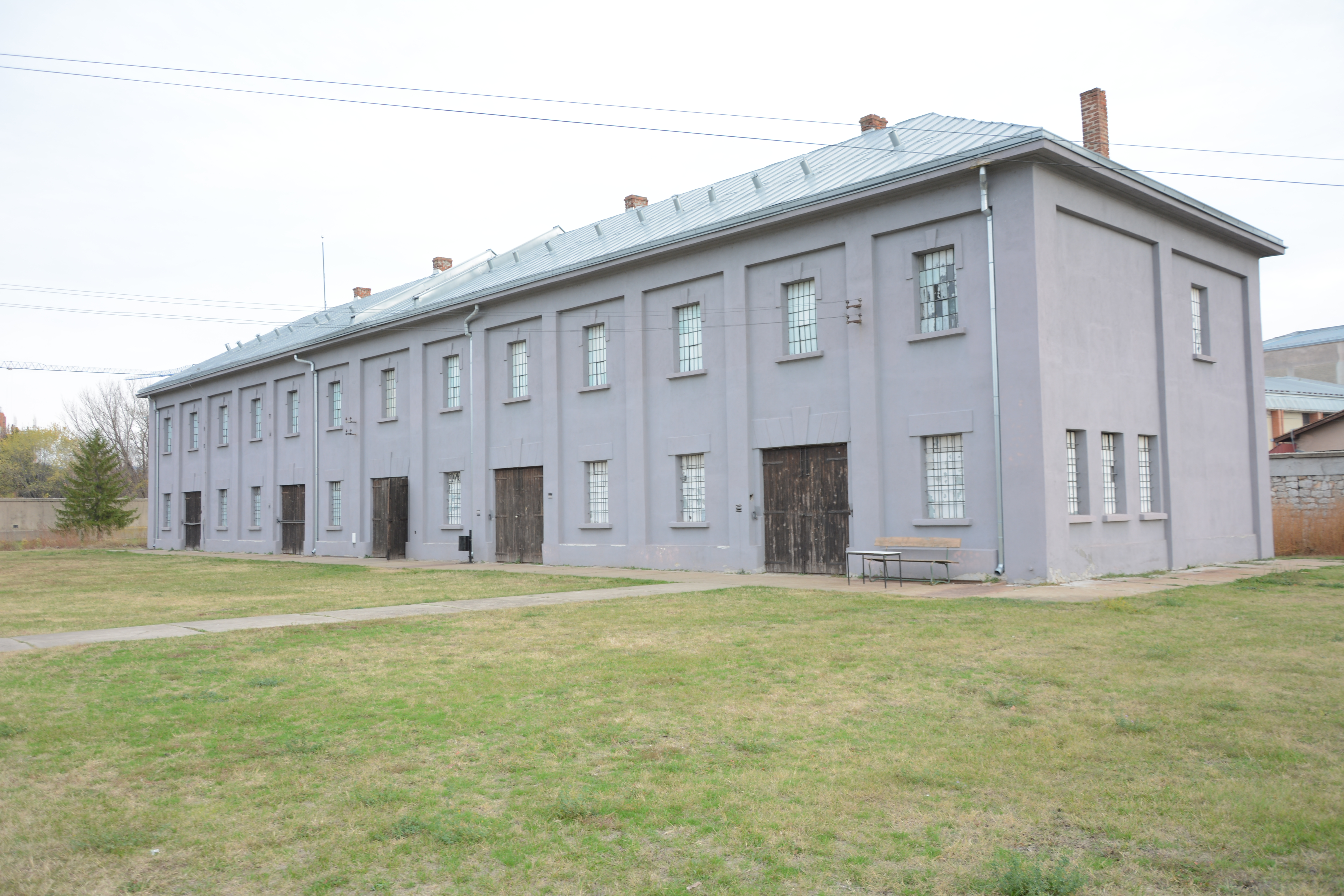
Le bâtiment principal du camp, avec la cour de l'appel.

Après la guerre, des documents, des papiers d'identité, des armes, des objets personnels et des photographies ont été rassemblés et, le 12 février 1967, le musée mémorial « 12 février » a ouvert ses portes.

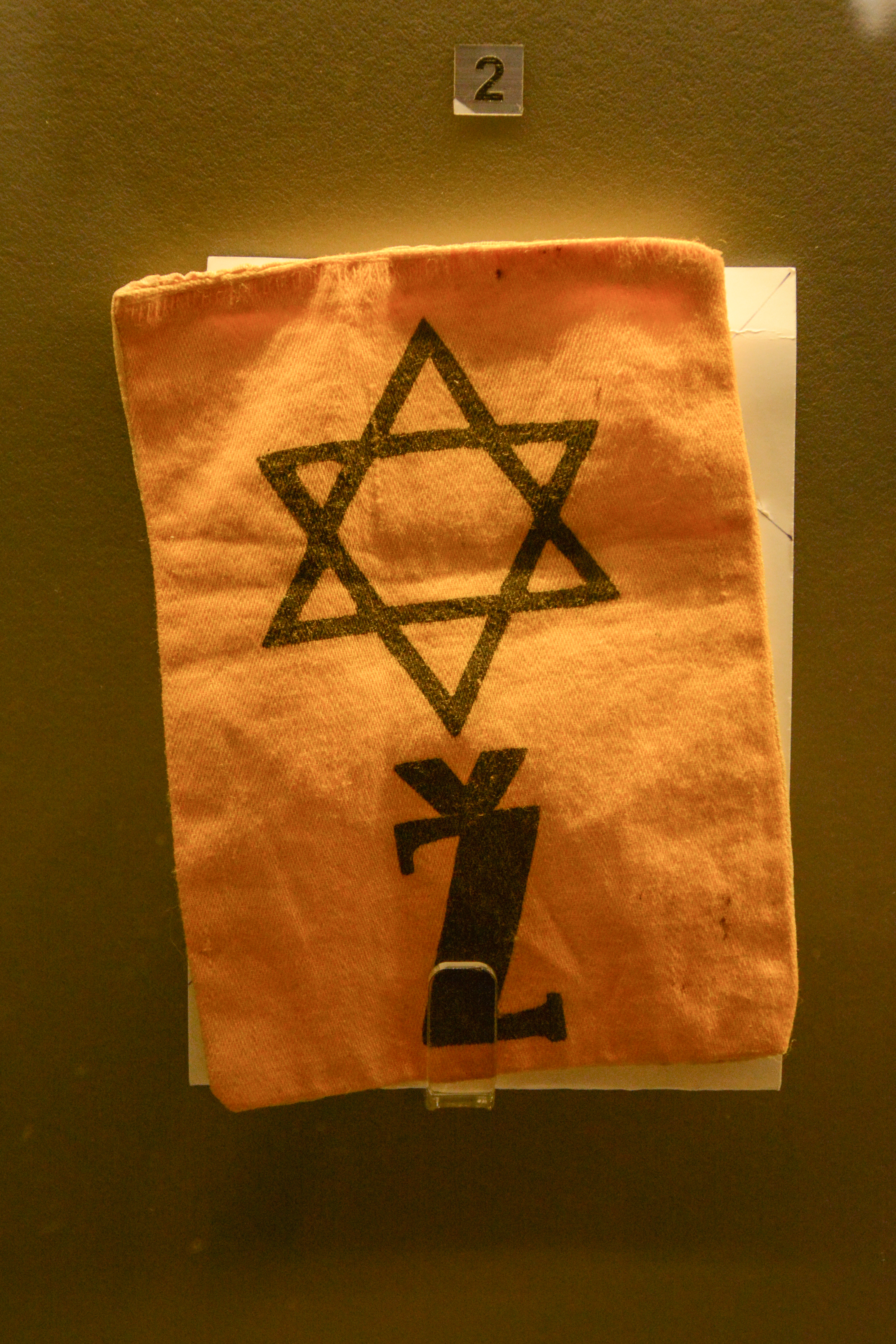
Une marque que les Juifs devaient porter.
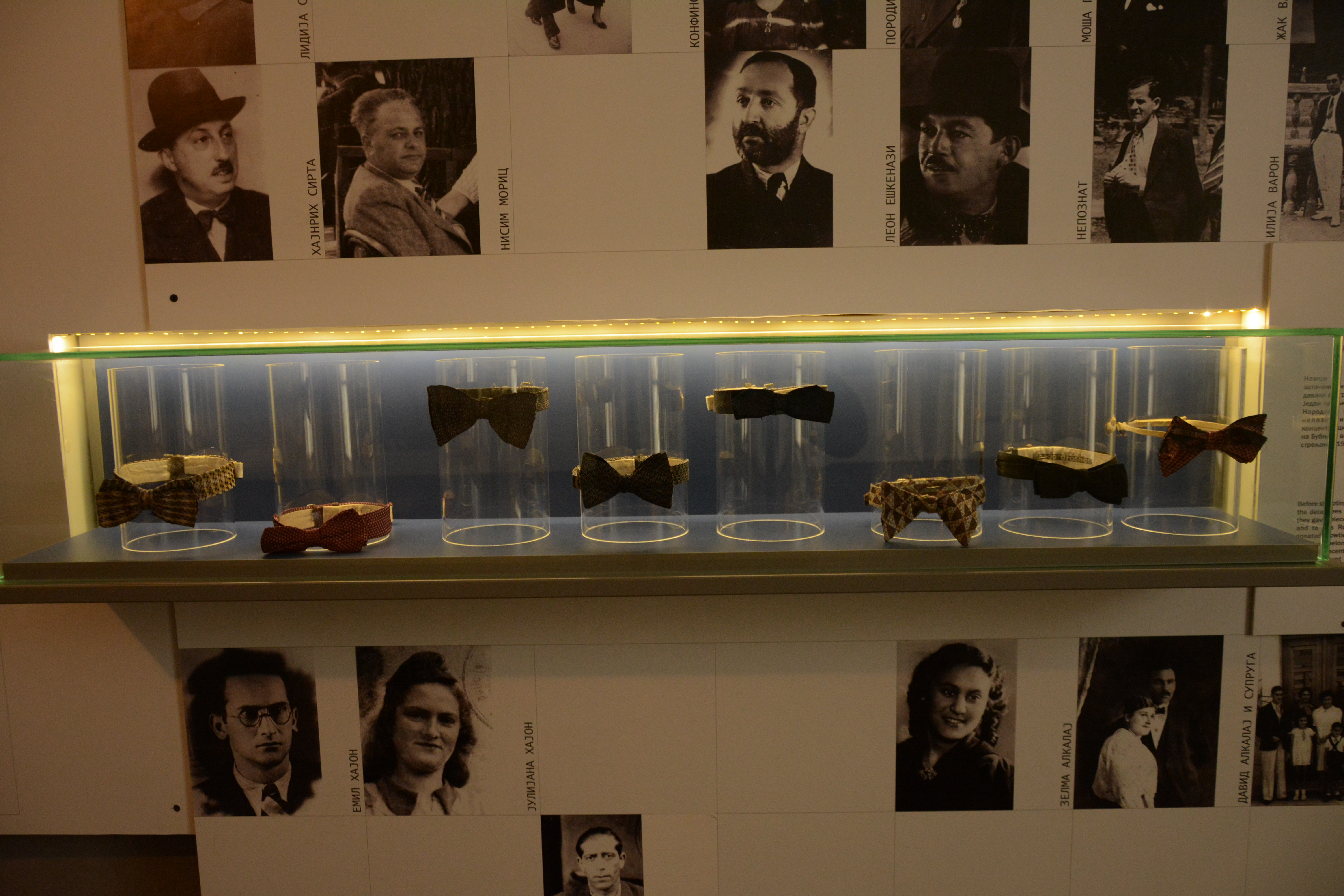
Nœuds papillons de Juifs exécutés.
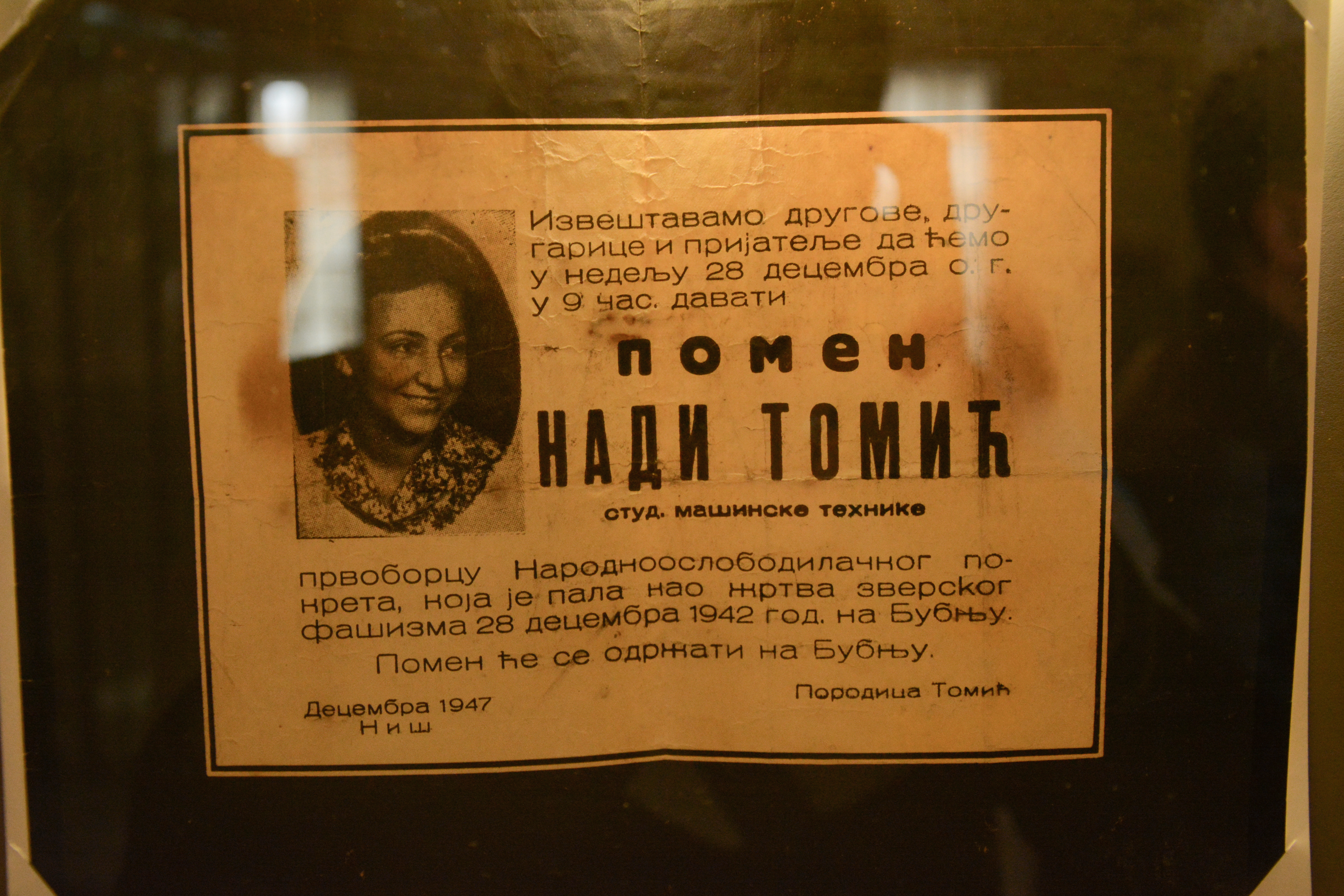
Commémoration de Nada Tomić, membre du Mouvement de libération nationale, exécutée à Bubanj en 1942.
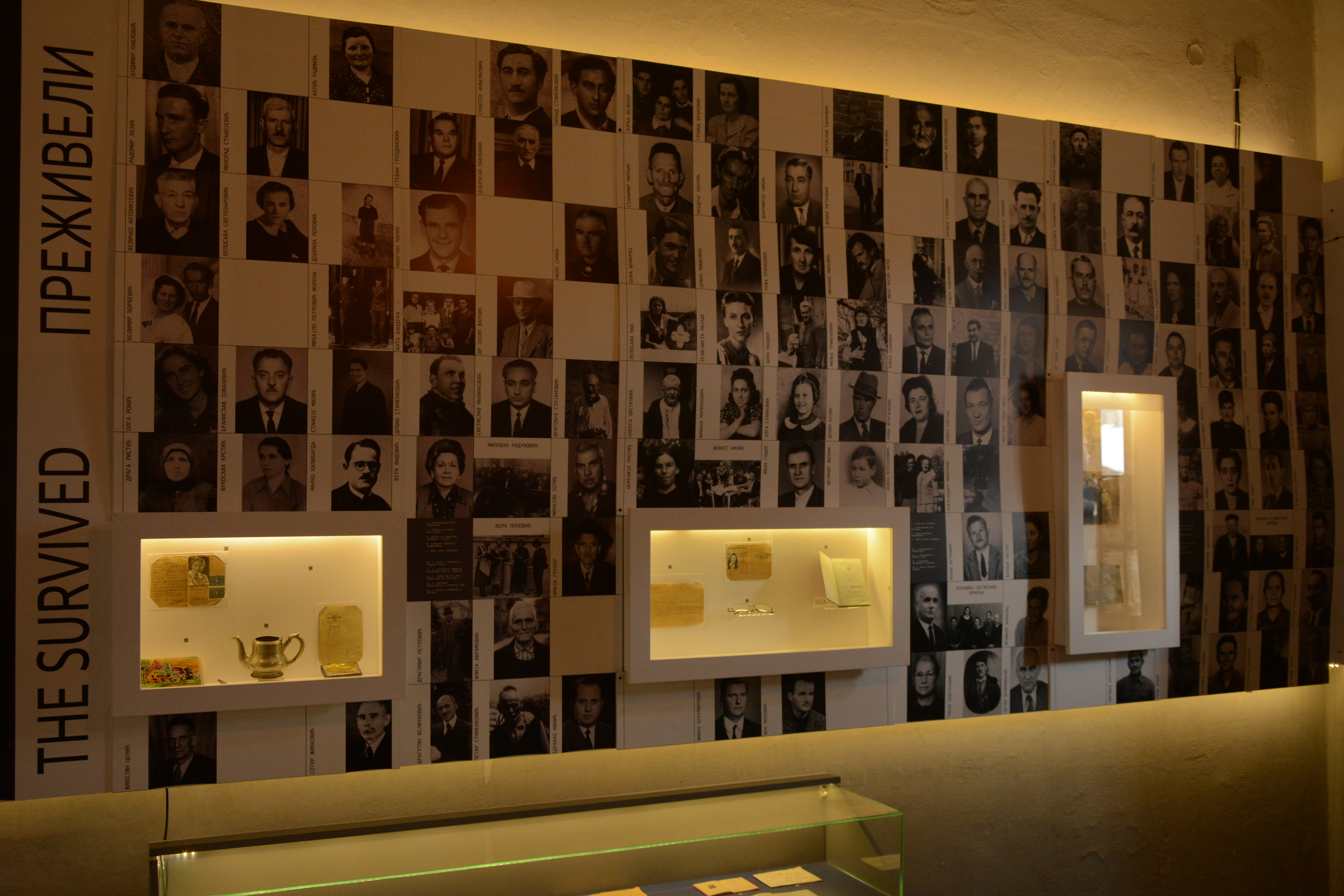
Photographies de survivants du camp.

Le camp lui-même, situé rue 12. Februar dans la municipalité de Crveni krst (43° 19′ 50″ N, 21° 53′ 20″ E), est aujourd'hui inscrit sur la liste des monuments culturels d'importance exceptionnelle de la république de Serbie (identifiant no SK 240),. Le site de Bubanj, dans la municipalité de Palilula (43° 18′ 19″ N, 21° 52′ 13″ E), est devenu un parc commémoratif inscrit sur la liste des sites mémoriels d'importance exceptionnelle de la république de Serbie (identifiant no ZM 7).

### Galerie de la Synagogue
La galerie de la Synagoque est installée dans l'ancienne synagogue de la ville construite en 1924 et 1925 ; mais, si la période de la construction est documentée, l'identité de l'architecte reste incertaine : dans leurs notes, les bâtisseurs de cette époque mentionnent les noms de Milan Kapetanović (1854-1932) et de son collègue Viktor Azriel (1880-1838) ; d'autres sources évoquent l'architecte belgradois Josif Albala, qui a notamment dessiné l'immeuble Nisim rue Obrenovićeva à Niš,. La synagogue a servi de lieu de culte jusqu'au début de la Seconde Guerre mondiale puis a été transformée en entrepôt par les nazis et, après la guerre, le bâtiment a perdu sa fonction religieuse, la communauté juive ayant été décimée ou étant partie en exil ; les lieux ont été entretenus par un certain Mayo Mevorah jusqu'en 1948, lorsqu'il s'est à son tour exilé en Israël ; ensuite le bâtiment a été fermé et abandonné,. La communauté juive a été contrainte de vendre la synagogue à cause de son état de délabrement et le musée national s'en est porté acquéreur ; cet achat a été soumis à des conditions : il s'agissait de conserver et d'entretenir et de l'utiliser exclusivement à des fins culturelles ; il s'agissait aussi d'apposer une plaque à la mémoire des Juifs qui ne sont jamais revenus après la guerre.

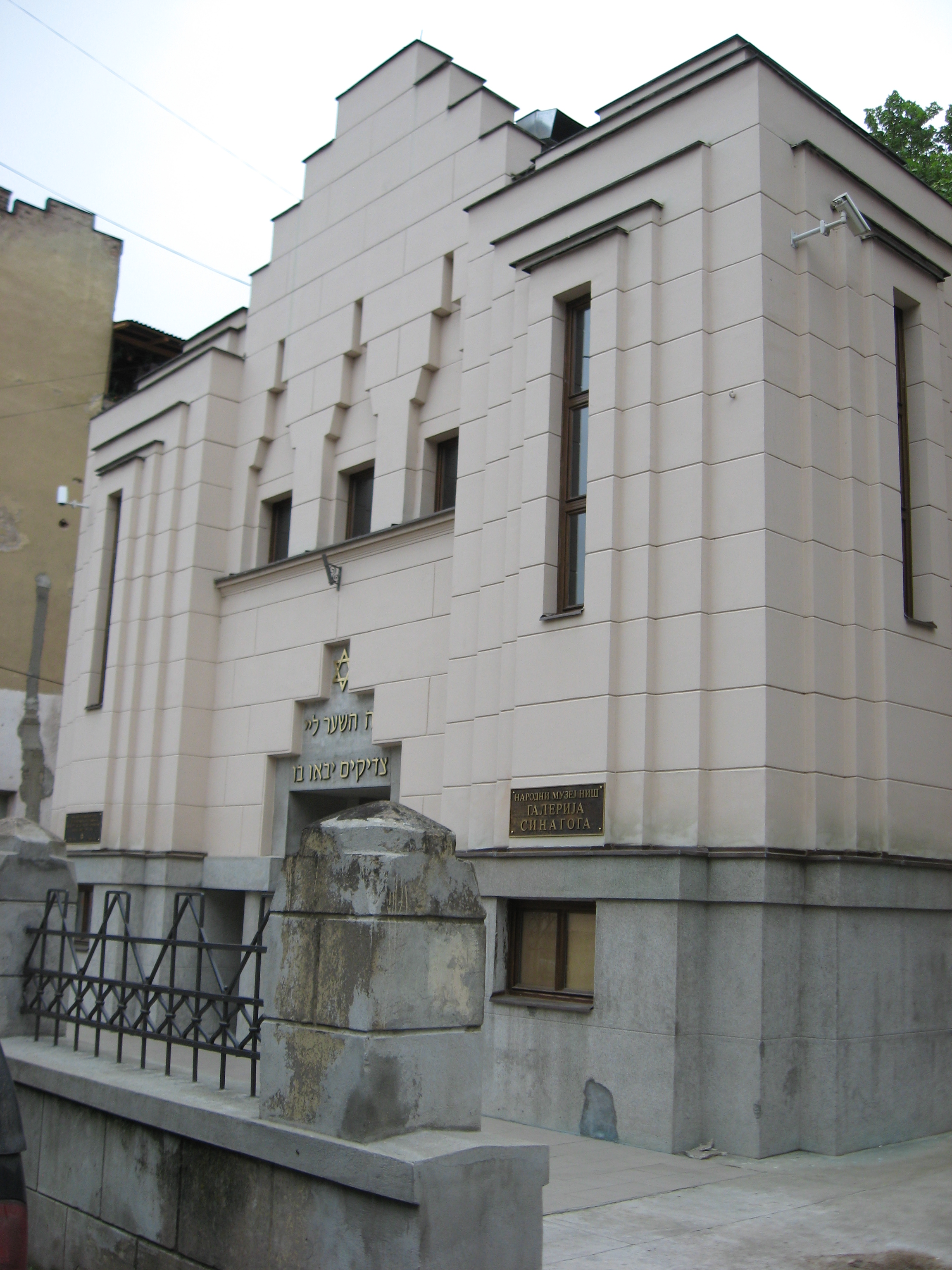
La synagogue de Niš.
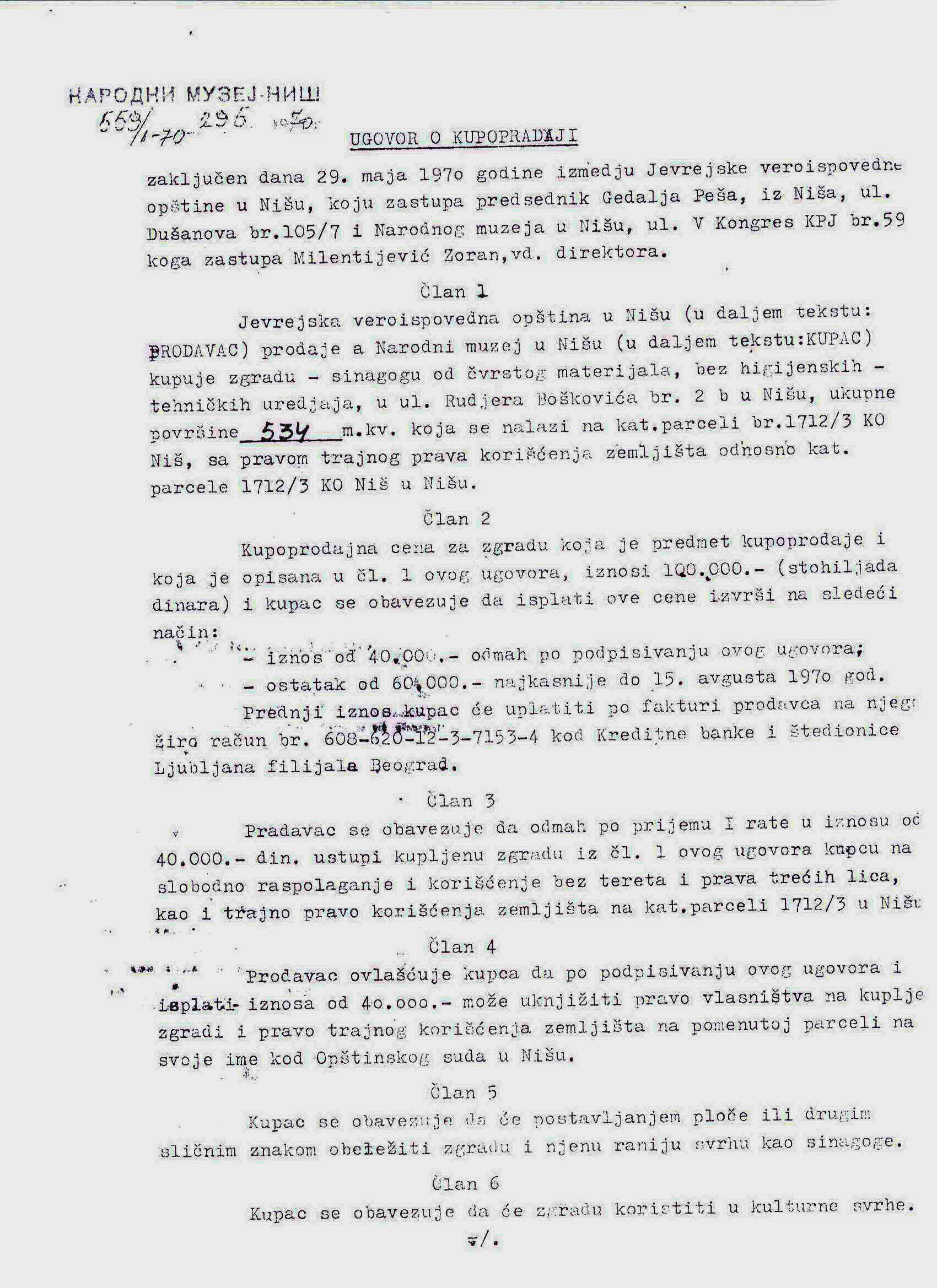
L'acte de vente de la synagogue au musée national de Niš, 29 mai 1970.
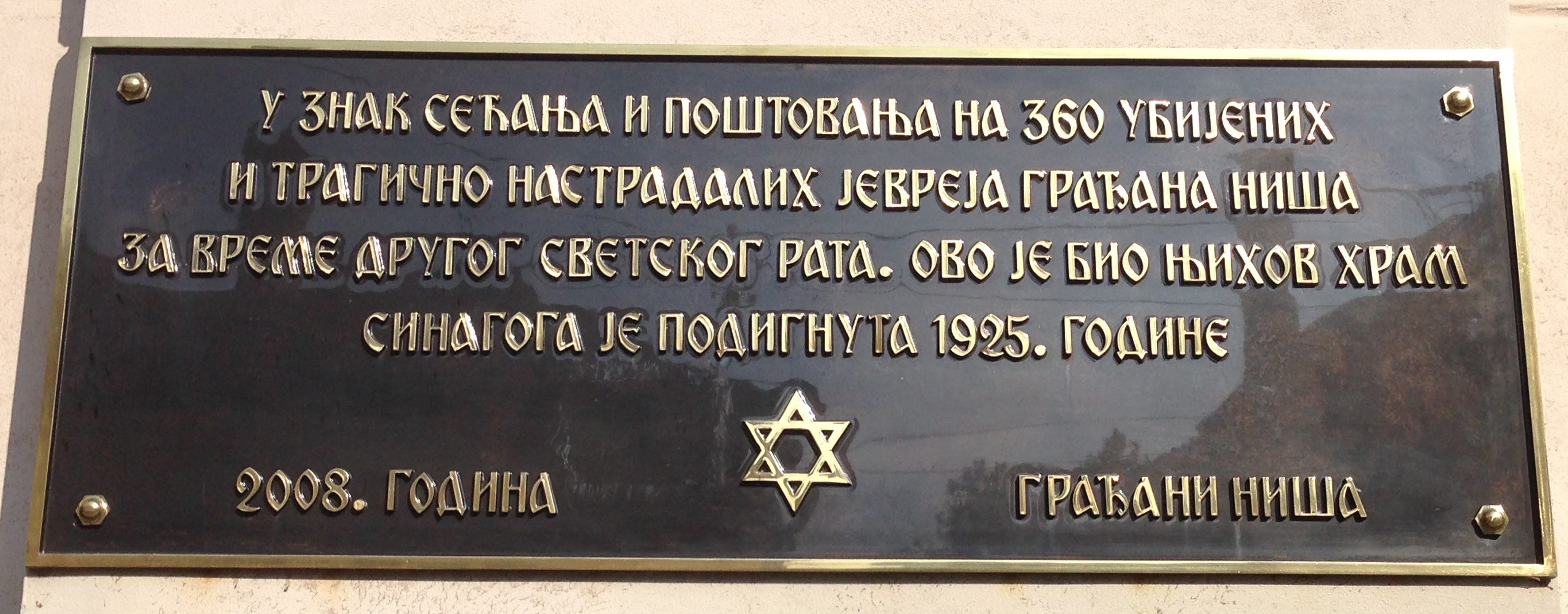
Plaque commémorative apposée sur la synagogue.

Aujourd'hui, la synagogue accueille des expositions temporaires, des concerts et des manifestations littéraires. En 2018 et 1919 se sont notamment déroulées les expositions et les manifestations suivantes : au printemps 2018, une exposition sur la période romaine dans la république serbe de Bosnie, autour de la villa de Municipium Malvesiatium à Skelani près de Srebrenica (ce site est classé comme monument national en Bosnie-Herzégovine) ; à l'automne 2018, une exposition sur la sculptrice Malvina Hoffman « une sculptrice américaine qui a aidé la Serbie pendant la Grande guerre » et une exposition sur l'historien, archiviste, diplomate et académicien Mihailo Gavrilović (1868-1924), ; en février 2019, l'exposition Hvala pčelama (« Merci aux abeilles »), sur l'histoire et le développement de l'apiculture dans la région de Kraljevo ; en mars 2019, une exposition sur le Bombardement de Niš en 1999 par l'OTAN, bombardement qui s'est effectué entre le 25 mars et le 6 juin 1999, 300 bombes ayant été larguées faisant 57 morts et plus de 200 blessés, détruisant 120 bâtiments et en endommageant plus de 3 400. En mai 2019 a eu lieu la manifestation La Galerie comme atelier de sculpture, présentant des créations récentes et proposant des cours à de jeunes artistes ; en août 2019 s'est tenue une manifestation où le musicien Dragan Aranđelović Ara a présenté ses souvenirs de musique « rock 'n' roll » pour subventionner un camp de vacances pour les enfants orphelins. En octobre-novembre 2019 a eu lieu une exposition intitulée La Libération de Niš à la fin la Seconde Guerre mondiale et les premiers mois du nouveau gouvernement (en serbe : Oslobođenje Niša u Drugom svetskom ratu i prvi meseci nove vlasti),.
De février à mai 2020, une exposition intitulée La Femme de Vinča - mythe, déesse, mère a été organisée à la galerie, en collaboration avec le musée national de la Toplica à Prokuplje, le musée patrimonial de la Župa à Aleksandrovac et le Centre culturel d'Aleksinac ; en plus de la présentation de figurines néolithiques et d'objets cultuels et usuels découverts par les archéologues, l'exposition a été ouverte par un défilé de mode préhistorique et on y a aussi proposé des plats préhistoriques reconstitués par un paléobotaniste ainsi qu'une animation musicale,,. En mars 2020 a eu lieu une exposition consacrée à L'argent du royaume de Yougoslavie de la première moitié du XIXe siècle au début de la Seconde Guerre mondiale,. Le 23 septembre 2020, lors du Concert des jeunes talents, Dunja Stojković, une violoniste nichoise née en 2003, et deux jeunes autres artistes ont joué dans la galerie des œuvres de Bach, Chostakovitch, Wieniawski et Paganini,.

Vues de la galerie de la synagogue.
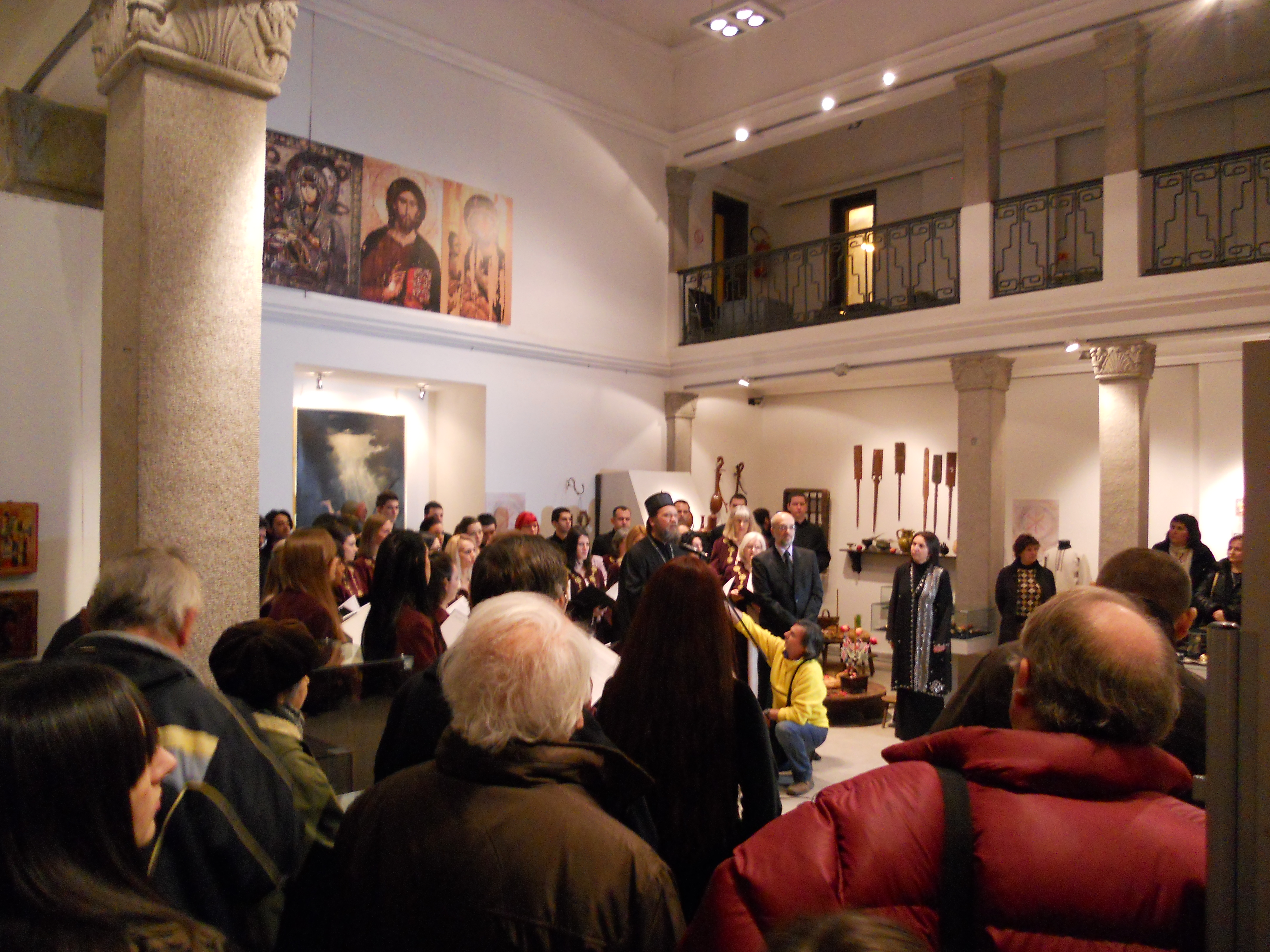
Rassemblement culturel dans la galerie.
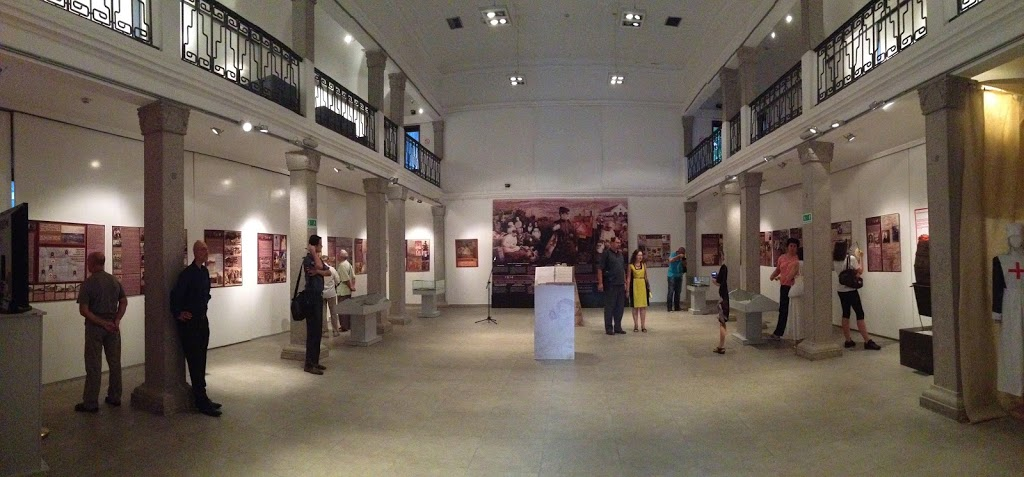
Exposition L'Hôpital de Valjevo 1914-1915.
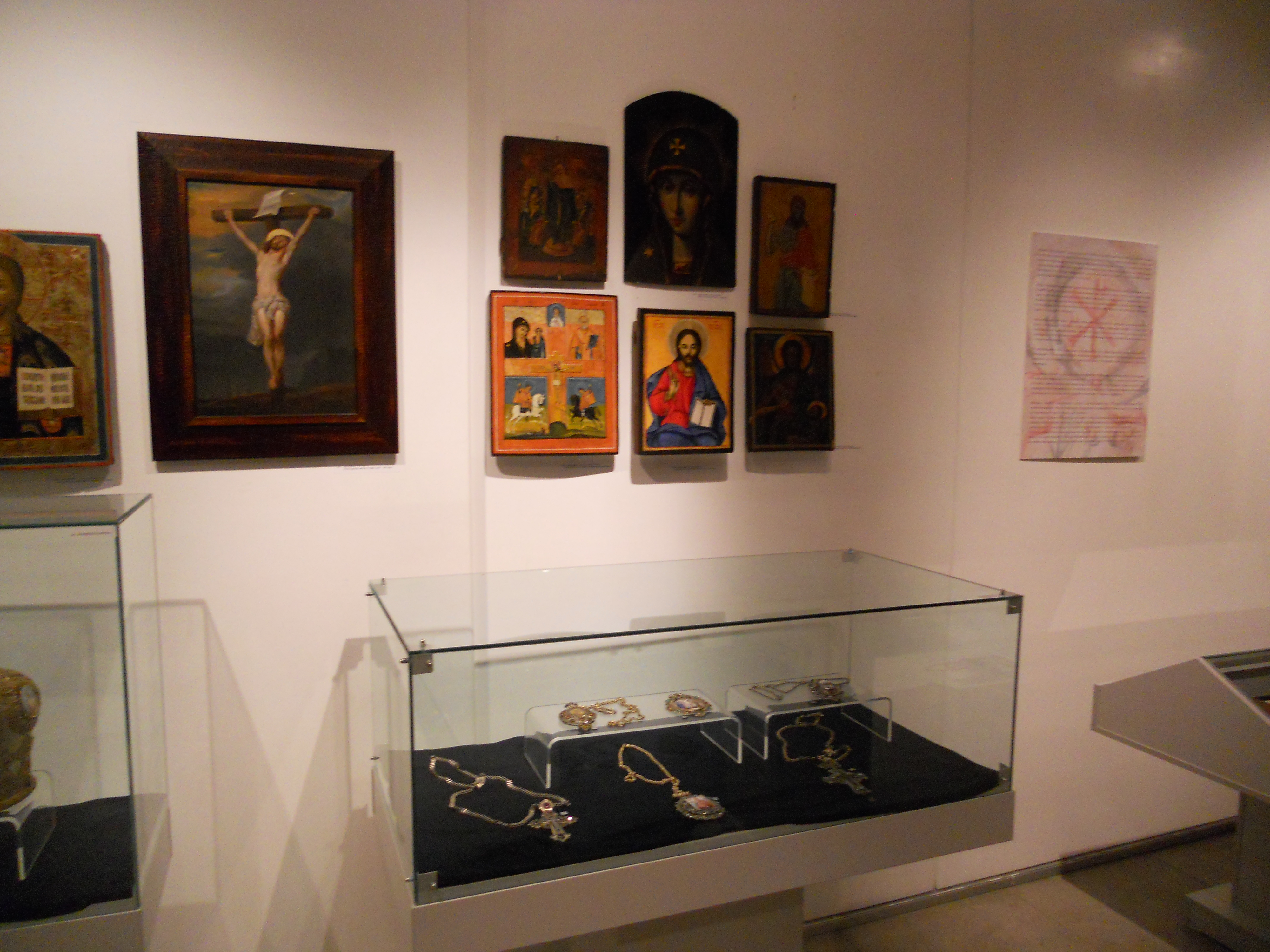
Exposition Christianisme à Niš à travers les siècles, icônes de l'éparchie de Niš, printemps 2013.
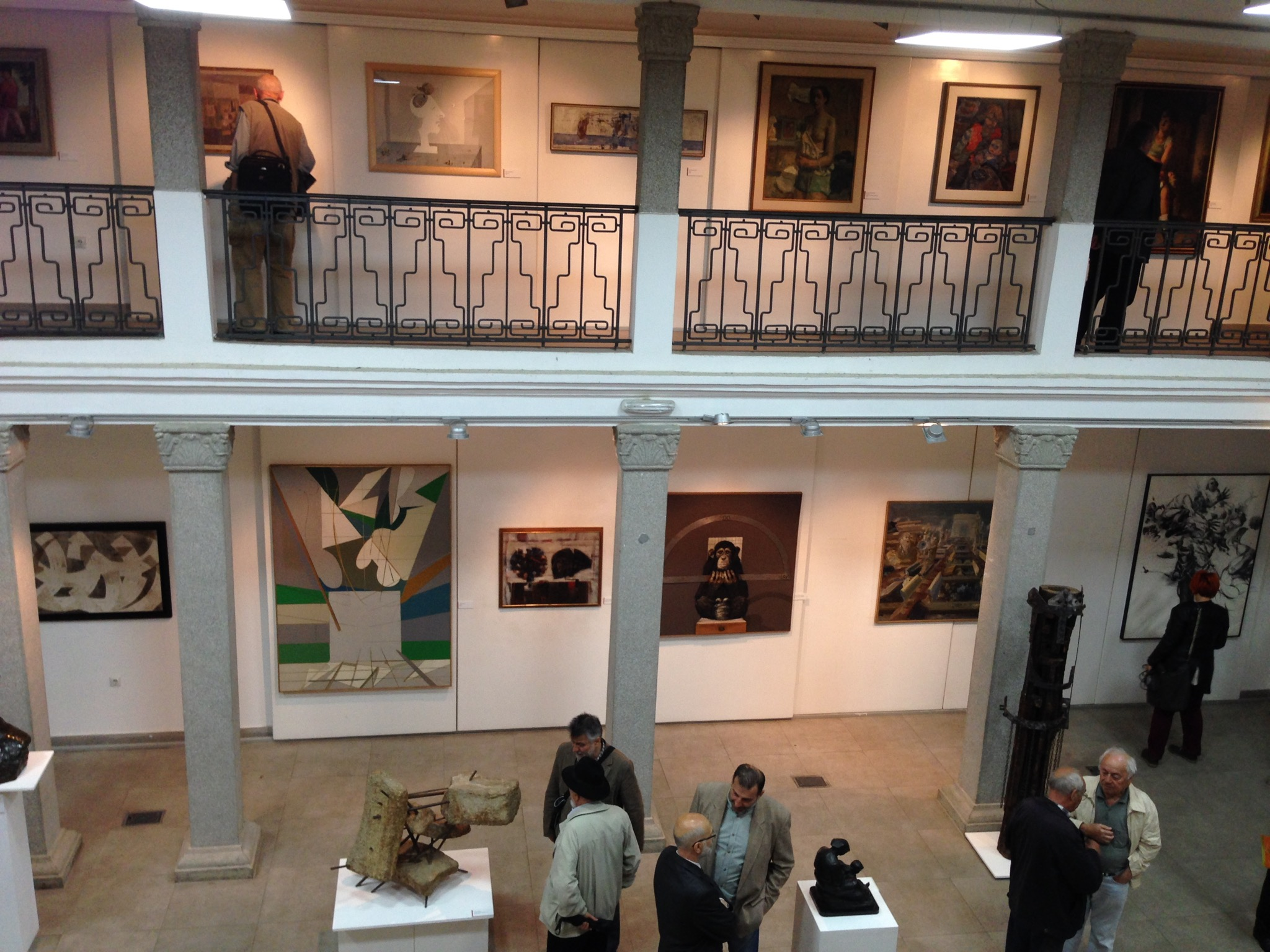
Exposition Collection de peinture de l'Académie serbe des sciences et des arts, printemps 2016.
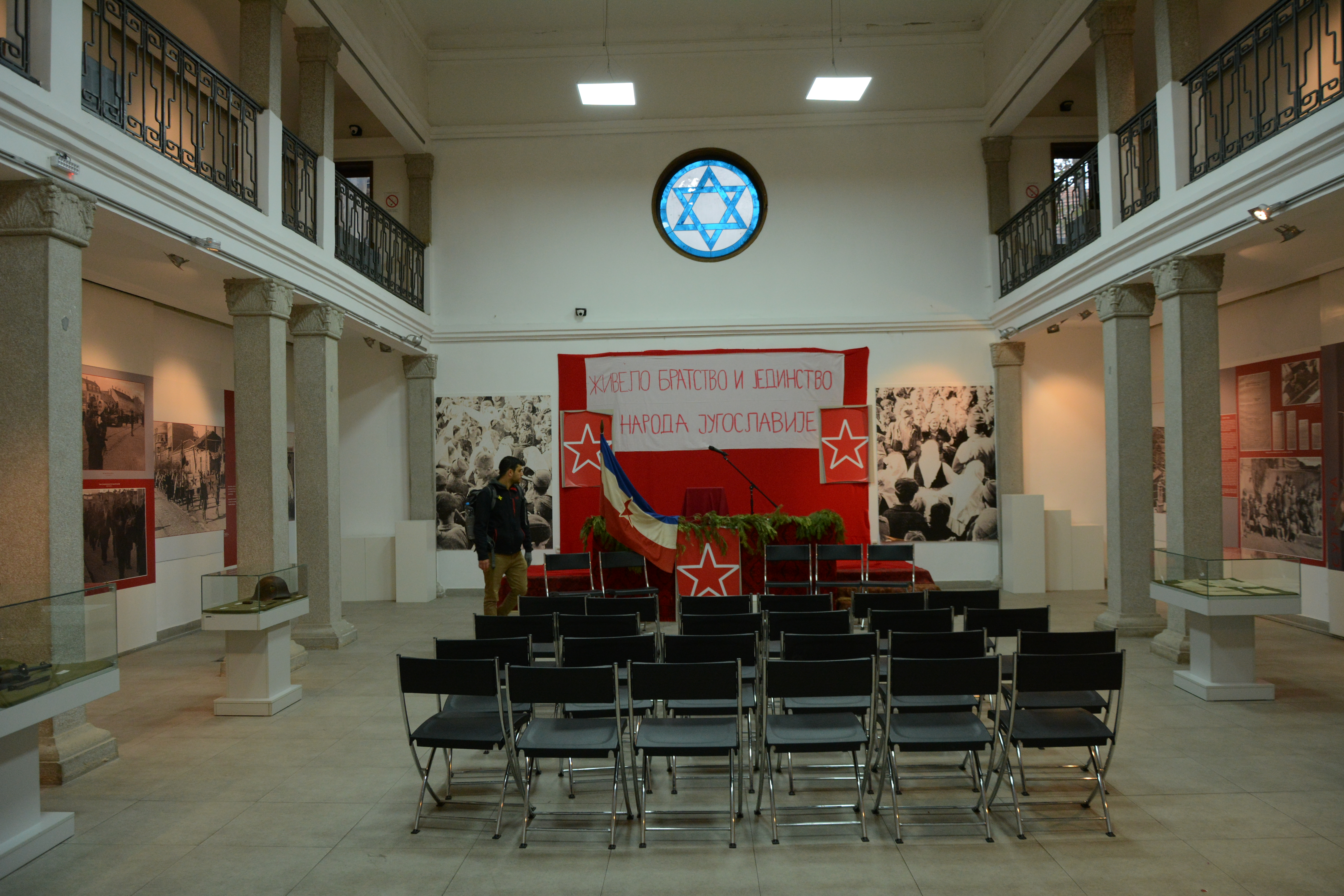
Exposition La Libération de Niš à la fin de la Seconde Guerre mondiale et les premiers mois du nouveau gouvernement, octobre-novembre 2019.

### Salle d'archéologie
La salle d'archéologie est située dans le bâtiment principal du musée, 59 rue Nikole Pašića ; c'est là que sont exposées les collections du département d'archéologie,.

Vue de la Salle d'archéologie
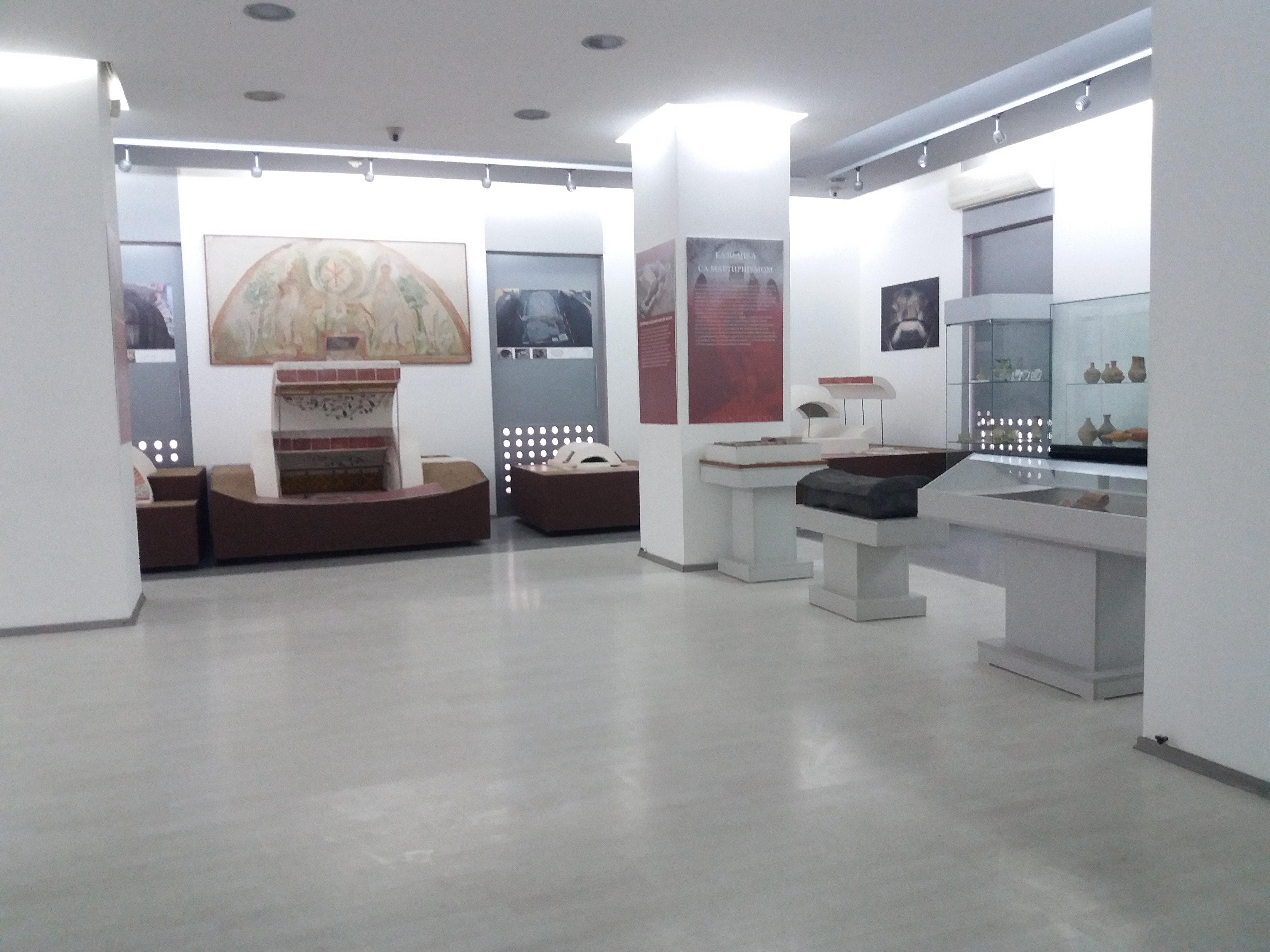
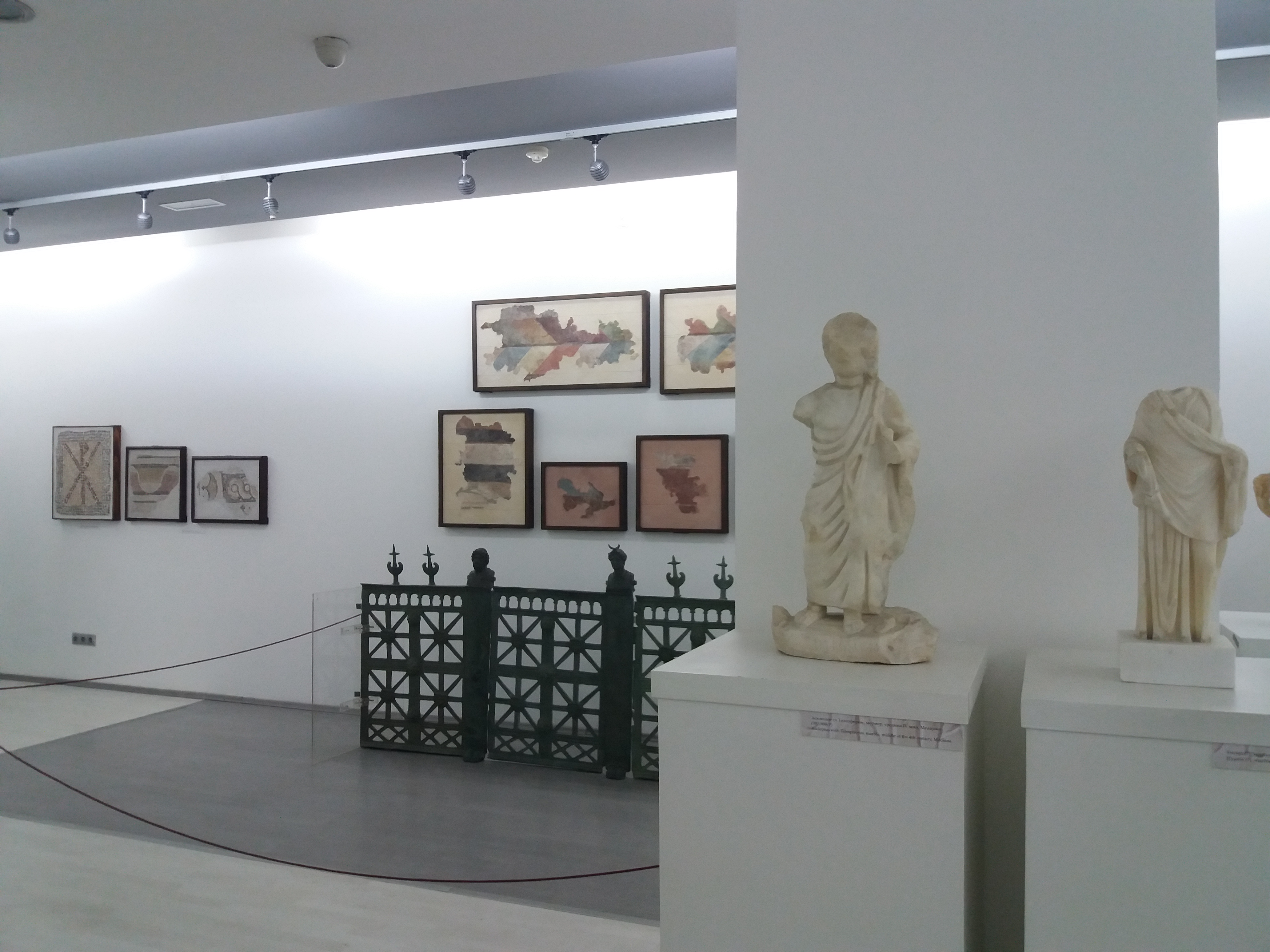
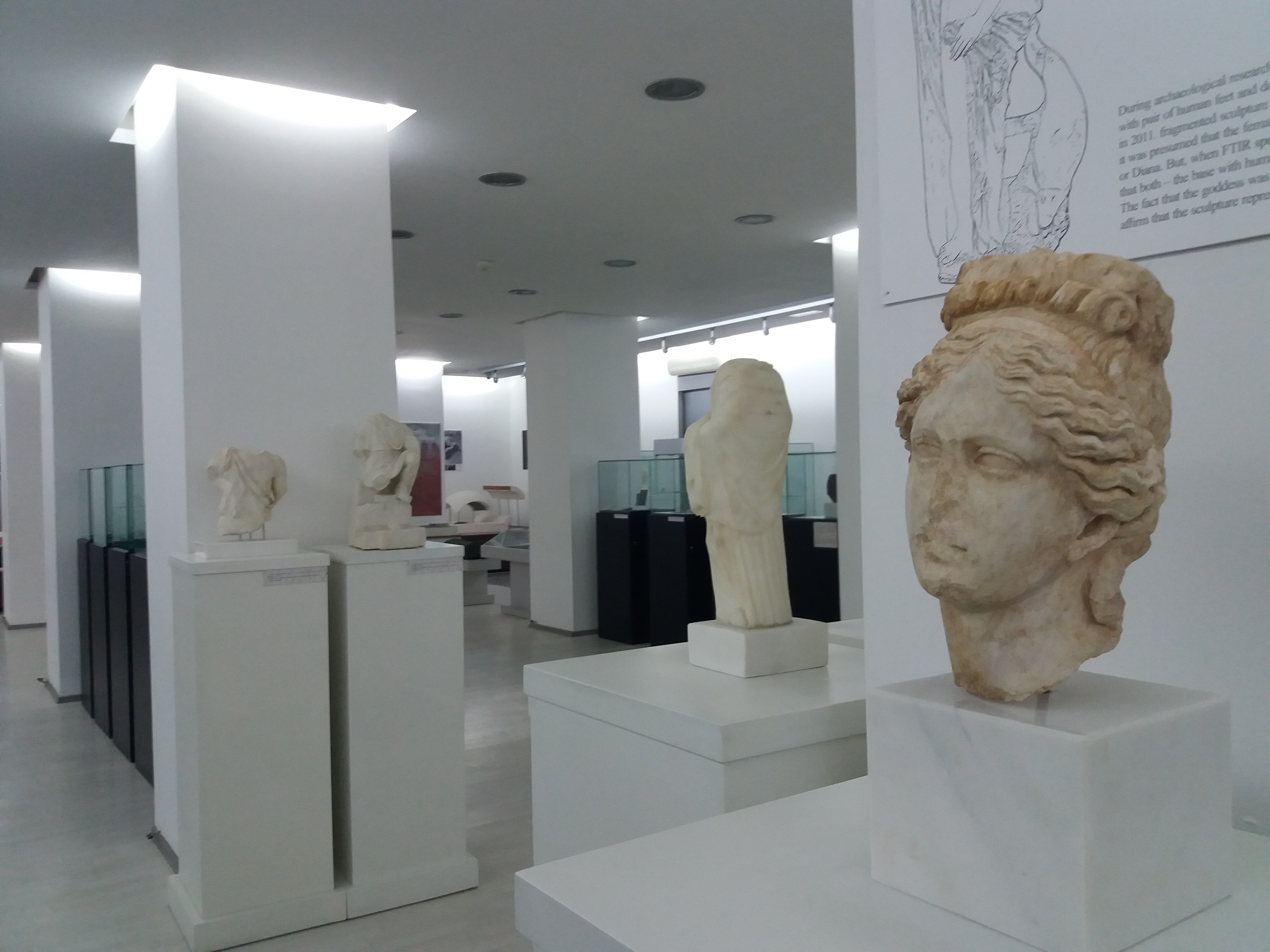
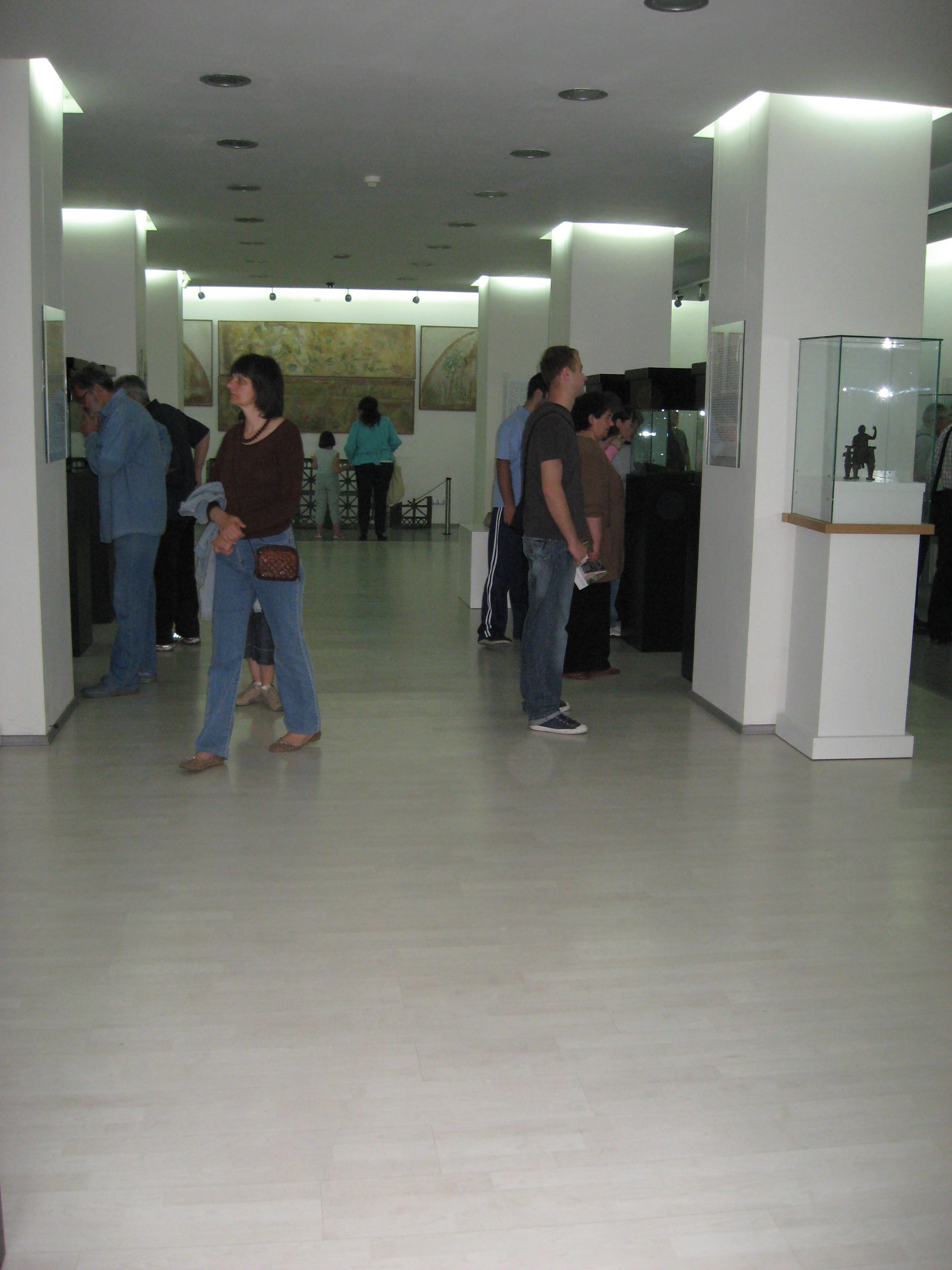
La salle lors d'une Nuit des musées.